# Lijst van personen overleden in 2002
Dit is een lijst van personen die zijn overleden in 2002.

## Januari

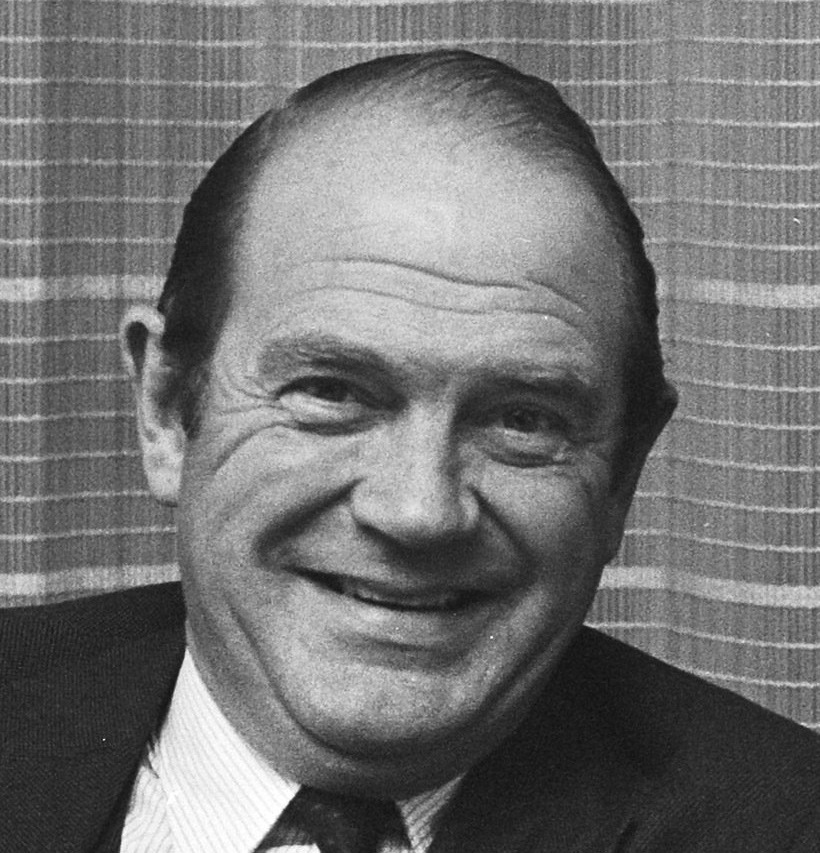
Karel Herman Beyen
2 januari

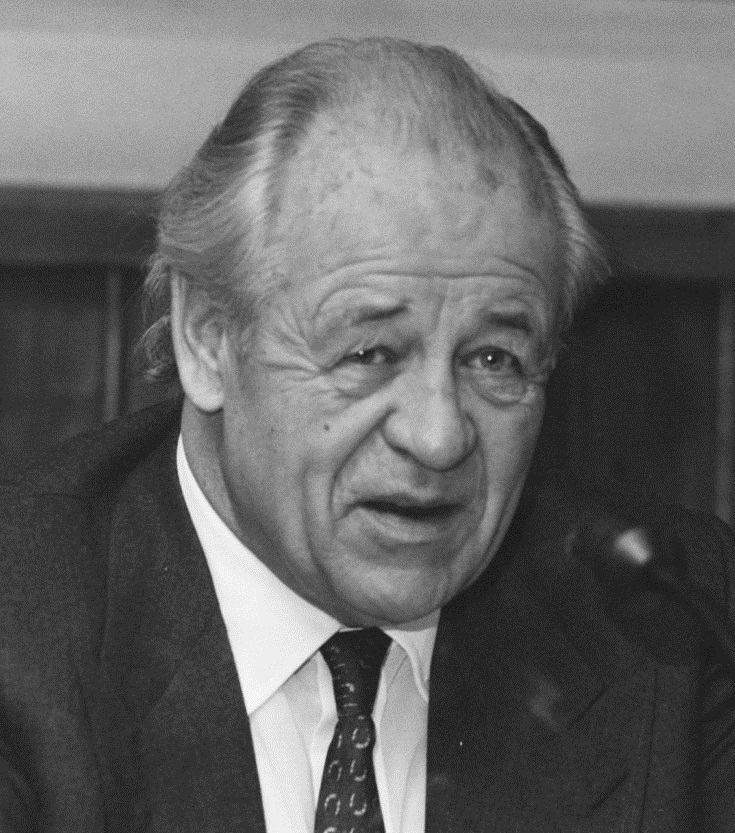
Freddy Heineken
3 januari

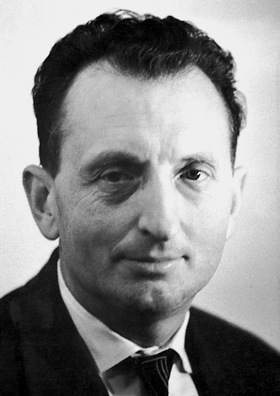
Aleksandr Prochorov
8 januari

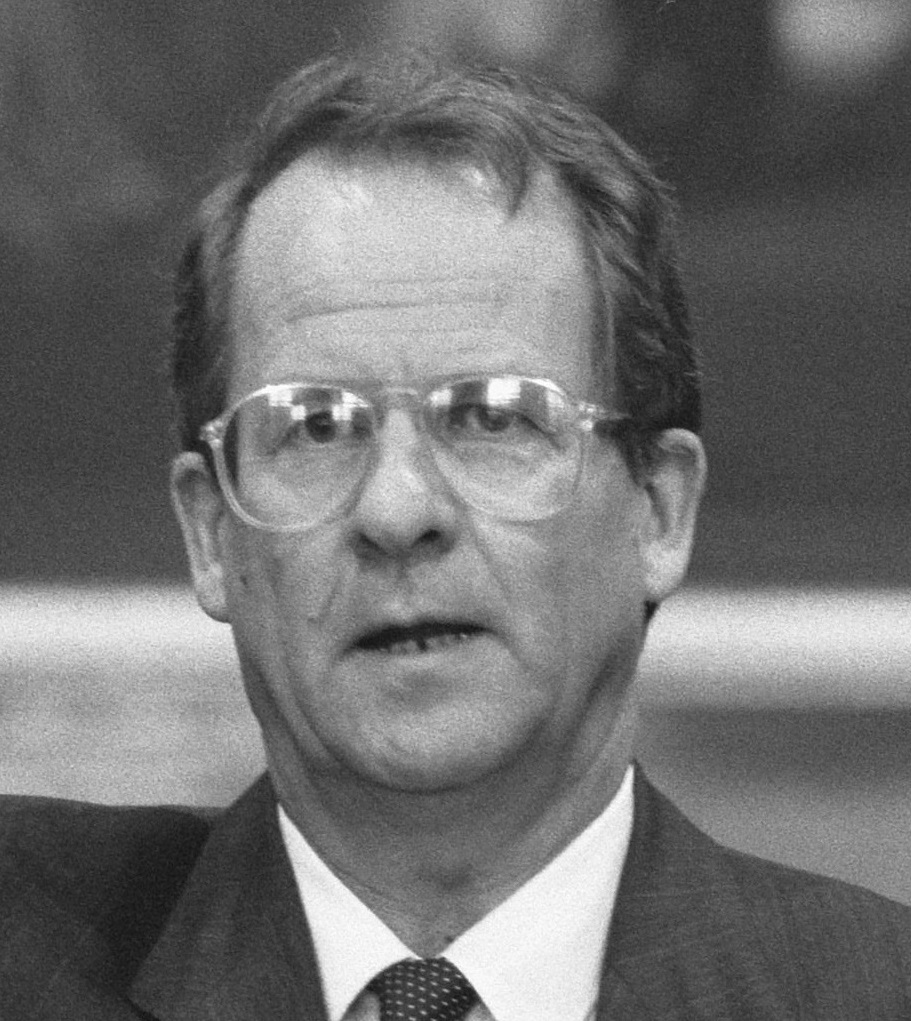
Gerrit Brokx
11 januari

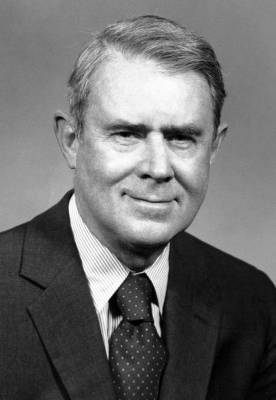
Cyrus Vance
12 januari

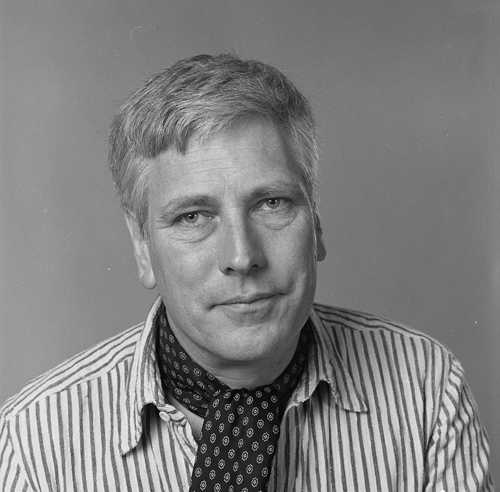
Tom van Beek
20 januari

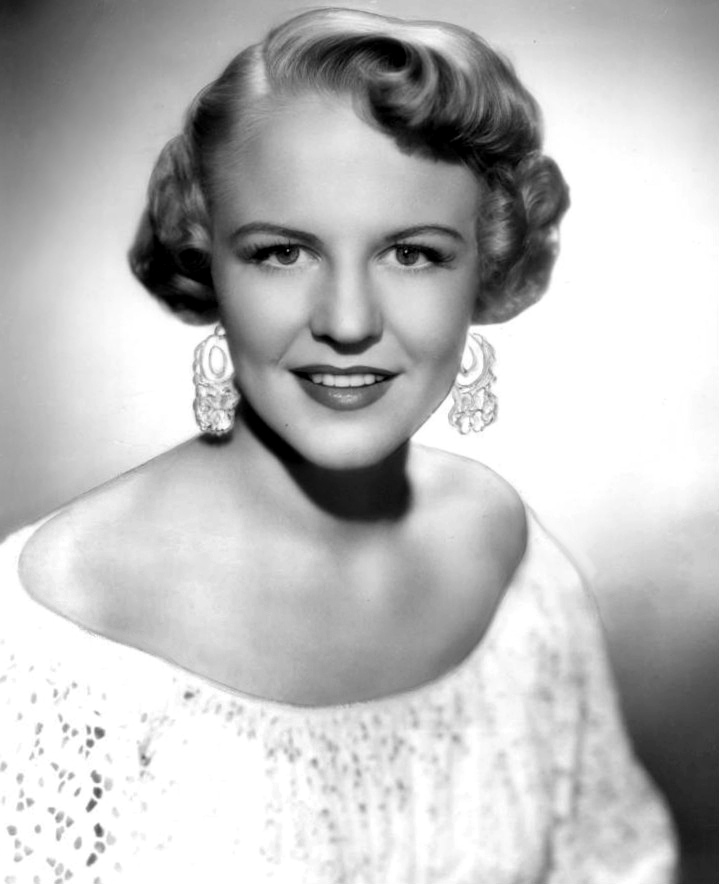
Peggy Lee
21 januari

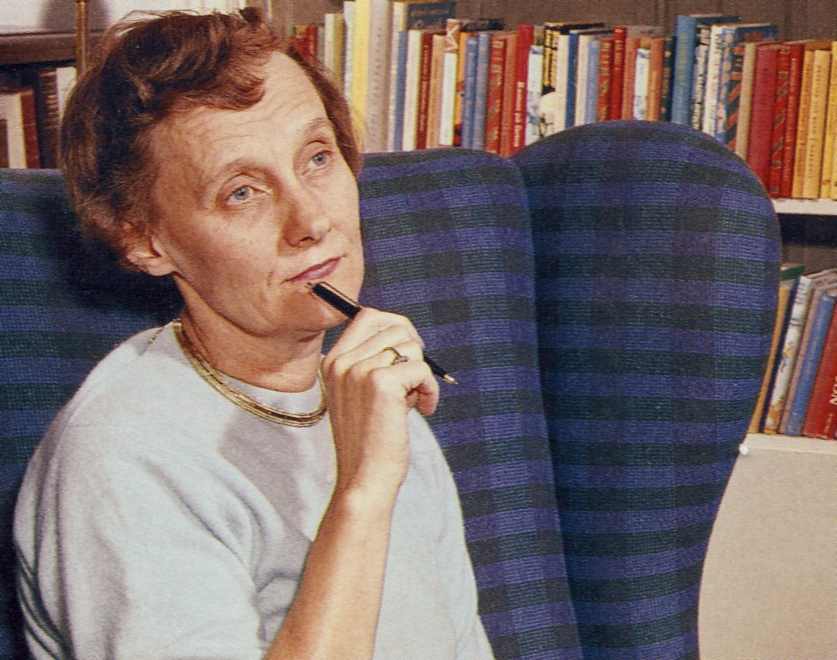
Astrid Lindgren
28 januari

| 1 | 2 | 3 | 4 | 5 | 6 | 7 | 8 | 9 | 10 | 11 | 12 | 13 | 14 | 15 | 16 | 17 | 18 | 19 | 20 | 21 | 22 | 23 | 24 | 25 | 26 | 27 | 28 | 29 | 30 | 31 |
| - | - | - | - | - | - | - | - | - | -- | -- | -- | -- | -- | -- | -- | -- | -- | -- | -- | -- | -- | -- | -- | -- | -- | -- | -- | -- | -- | -- |

### 1 januari
- Hellmuth Marx (86), Oostenrijks beeldhouwer

### 2 januari
- Karel Herman Beyen (78), Nederlands politicus
- Rui (79), Braziliaans voetballer

### 3 januari
- Freddy Heineken (78), Nederlands bierbrouwer
- Harmen Tiddens (78), Nederlands bestuurder
- Antonio Todde (112), Italiaans oudste man ter wereld

### 4 januari
- Georg Ericson (82), Zweeds voetballer en voetbalcoach

### 5 januari
- Roger Gyselinck (81), Belgisch wielrenner
- Piet Pijn (75), Nederlands kunstenaar

### 6 januari
- Hendrik Letteboer (85), Nederlands verzetsstrijder

### 7 januari
- Geoffrey Crossley (80), Brits autocoureur

### 8 januari
- Freddy Balta (82), Frans componist en musicus
- Romeo Cascarino (79), Amerikaans componist
- David McWilliams (56), Noord-Iers zanger, liedjesschrijver en gitarist
- Aleksandr Prochorov (85), Russisch natuurkundige
- Albert Vermeij (77), Nederlands politiefunctionaris

### 9 januari
- Paul Huf (77), Nederlands fotograaf

### 10 januari
- Günther Ortmann (85), Duits handbalspeler

### 11 januari
- Gerrit Brokx (68), Nederlands politicus
- Jan Burssens (76), Belgisch kunstschilder
- Henri Verneuil (81), Frans-Armeens filmmaker en scenarioschrijver

### 12 januari
- Jan M. Kan (97), Nederlands jurist, staatsraad en ambtenaar
- Cyrus Vance (84), Amerikaans politicus en diplomaat

### 13 januari
- Marcel Vandenhove (86), Belgisch politicus

### 14 januari
- Denis Beatty (82), Amerikaans architect
- Jacobus Johannes Brandjes (79), Nederlands verzetsstrijder
- Cele Goldsmith (68), Amerikaans journaliste

### 15 januari
- Eugène Brands (89), Nederlands kunstschilder
- Jean Dockx (60), Belgisch voetballer en voetbaltrainer
- Willem Ekkel (36), Nederlands programmamaker

### 16 januari
- Jnan Hansdev Adhin (74), Surinaams politicus en rechtsgeleerde
- Louis Bartels (86), Nederlands politicus

### 17 januari
- Camilo José Cela (85), Spaans schrijver
- Jack Shea (91), Amerikaans langebaanschaatser

### 18 januari
- Ahmed Gadzhiev (84), Azerbeidzjaans componist
- Corrie Nobel-van Vuren (83), Nederlands politicus
- Jos Trotteyn (91), Belgisch kunstschilder

### 19 januari
- Martti Miettunen (94), Fins politicus
- Edvaldo Izidio Neto (67), Braziliaans voetballer

### 20 januari
- Tom van Beek (70), Nederlands acteur
- Joost Boot (99), Nederlands politicus
- Jean-Toussaint Desanti (87), Frans filosoof

### 21 januari
- Peggy Lee (81), Amerikaans zangeres

### 22 januari
- Kenneth Armitage (85), Brits beeldhouwer
- Peter Bardens (56), Brits toetsenist
- John Cordier (60), Belgisch industrieel en politicus
- Frans Robyns (83), Belgisch politicus

### 23 januari
- Pierre Bourdieu (71), Frans socioloog
- Stefan von Jankovich (81), Hongaars schrijver en architect
- Robert Nozick (63), Amerikaans filosoof

### 24 januari
- Peter Gzowski (67), Canadees schrijver en radiomaker

### 26 januari
- Sierk Schröder (98), Nederlands kunstschilder

### 27 januari
- John James (87), Brits autocoureur
- Henny Keetelaar (75), Nederlands waterpolospeler

### 28 januari
- Gustaaf Deloor (88), Belgisch wielrenner
- Astrid Lindgren (94), Zweeds schrijfster
- Frits Schneiders (78), Nederlands burgemeester
- Frans Simons (93), Nederlands geestelijke

### 29 januari
- Richard Hare (82), Brits filosoof
- Stratford Johns (76), Brits acteur

### 30 januari
- Edward Peeters (78), Belgisch wielrenner

### 31 januari
- Fred Hazelhoff (76), Nederlands natuurfotograaf
- Ad Hermes (72), Nederlands politicus
- Karel Voous (81), Nederlands bioloog

## Februari

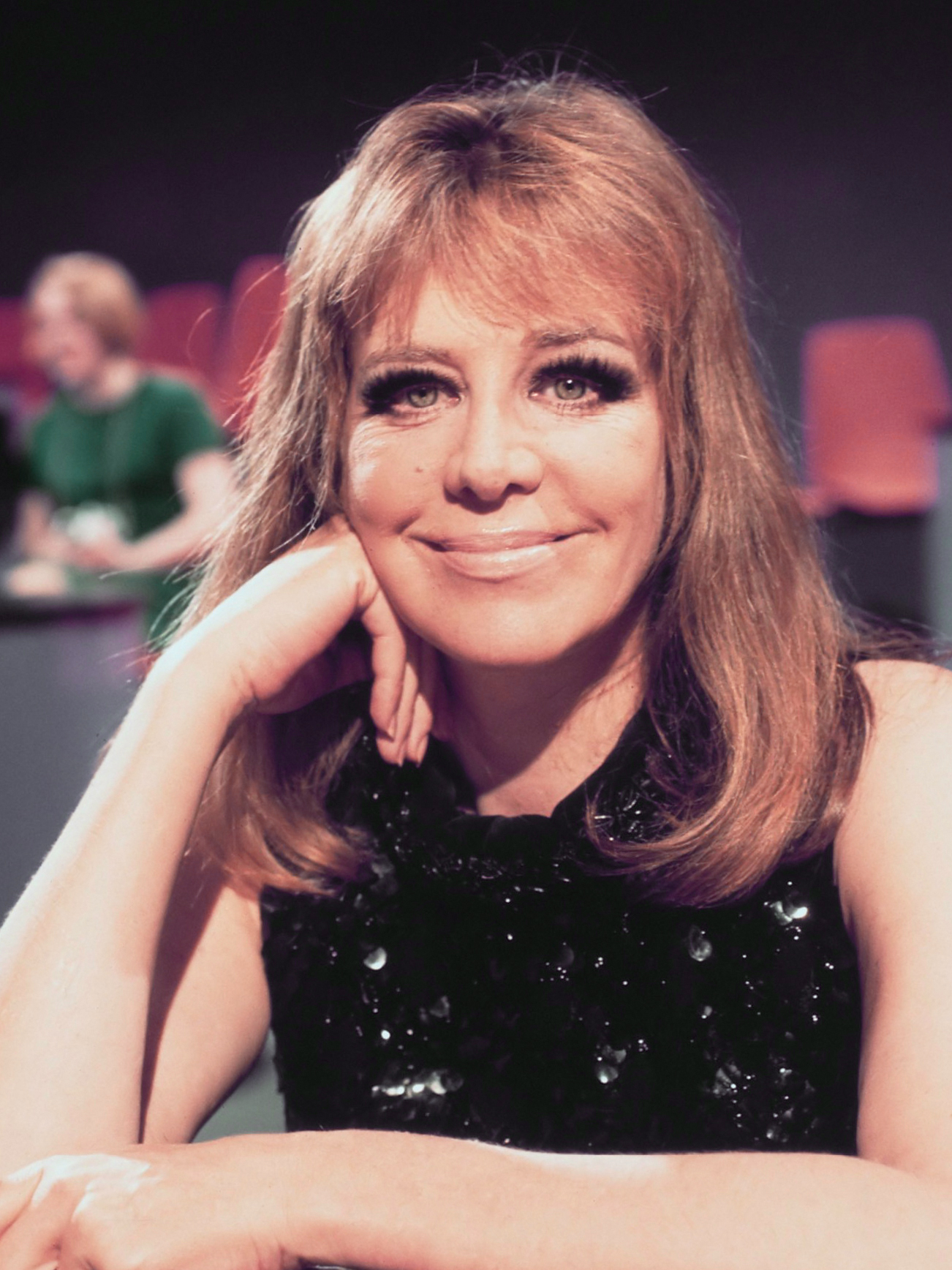
Hildegard Knef
1 februari

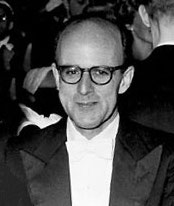
Max Perutz
6 februari

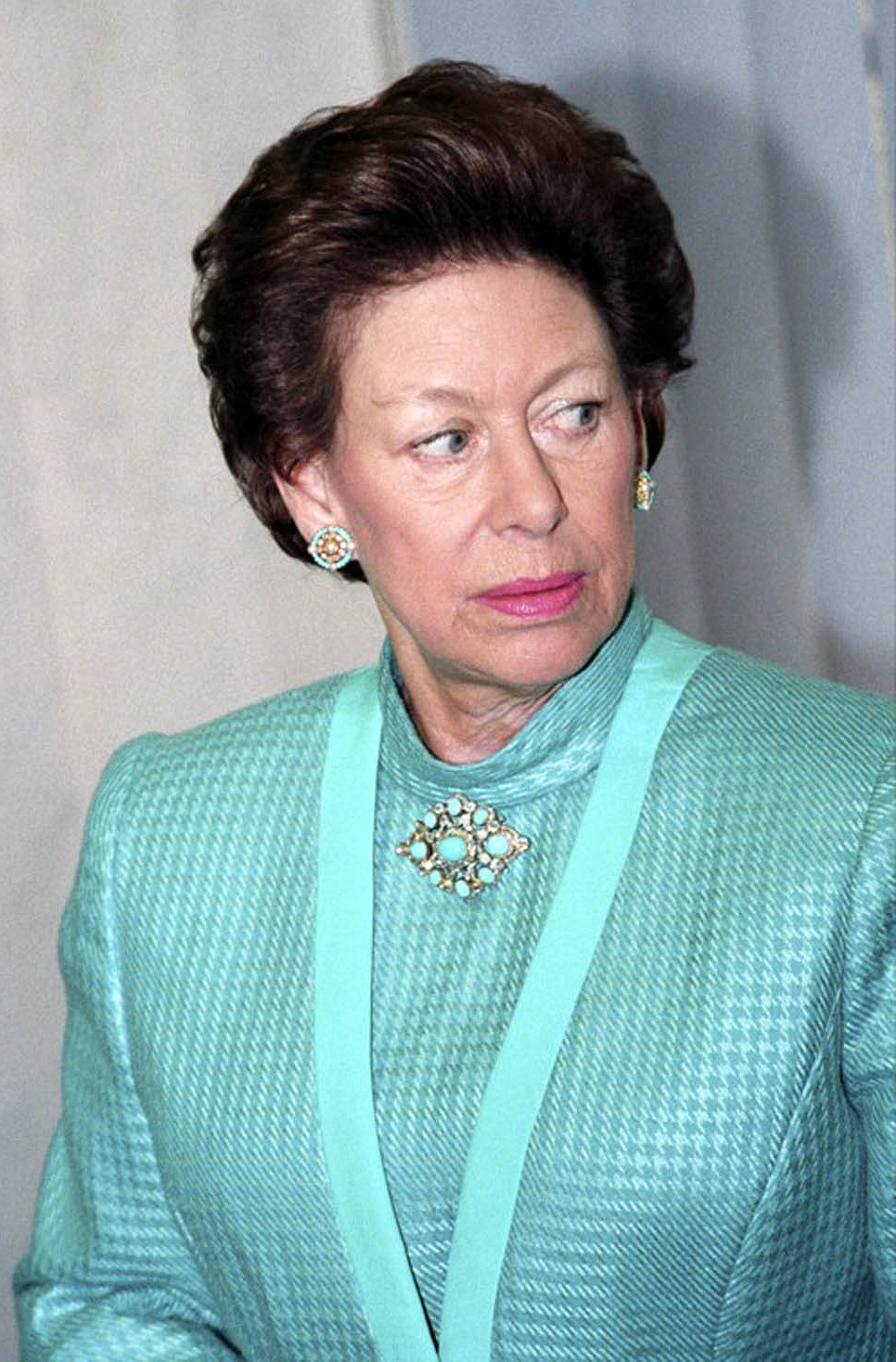
Margaret Windsor
9 februari

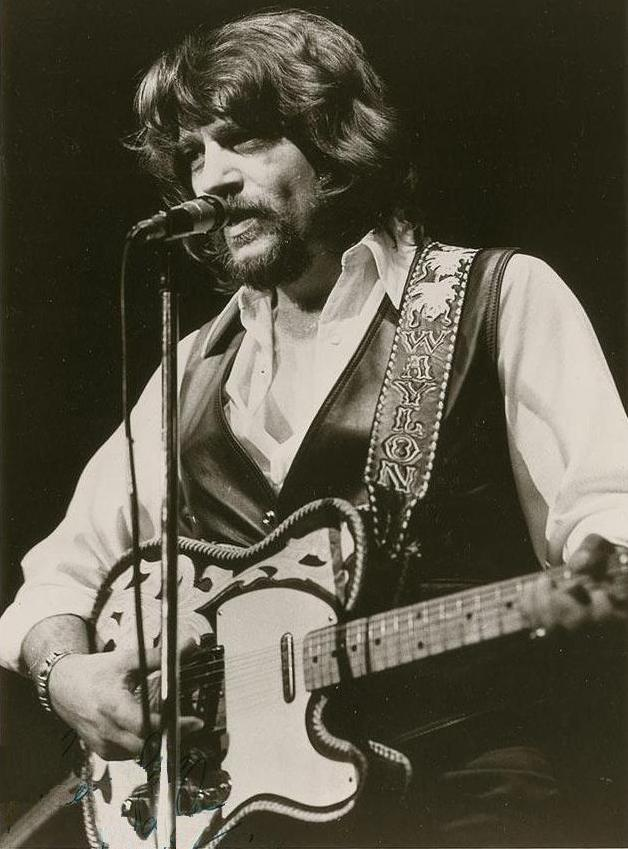
Waylon Jennings
13 februari

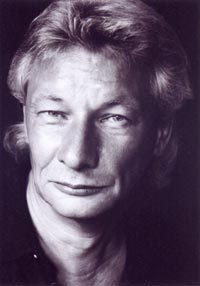
Jip Golsteijn
22 februari

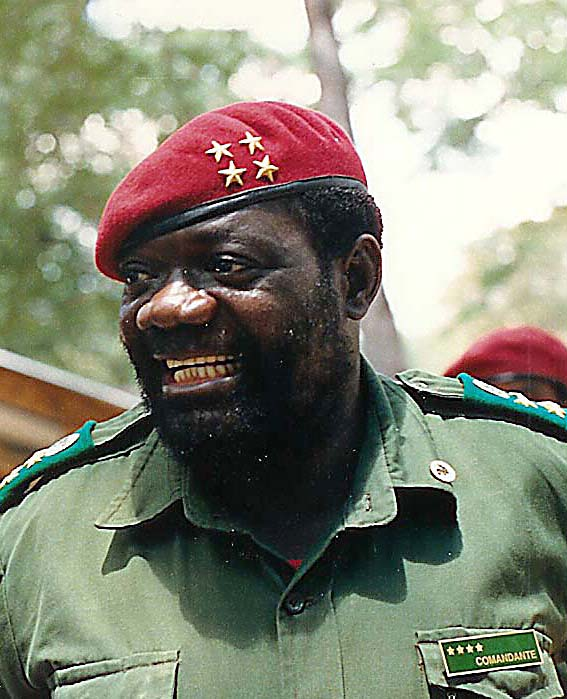
Jonas Savimbi
22 februari

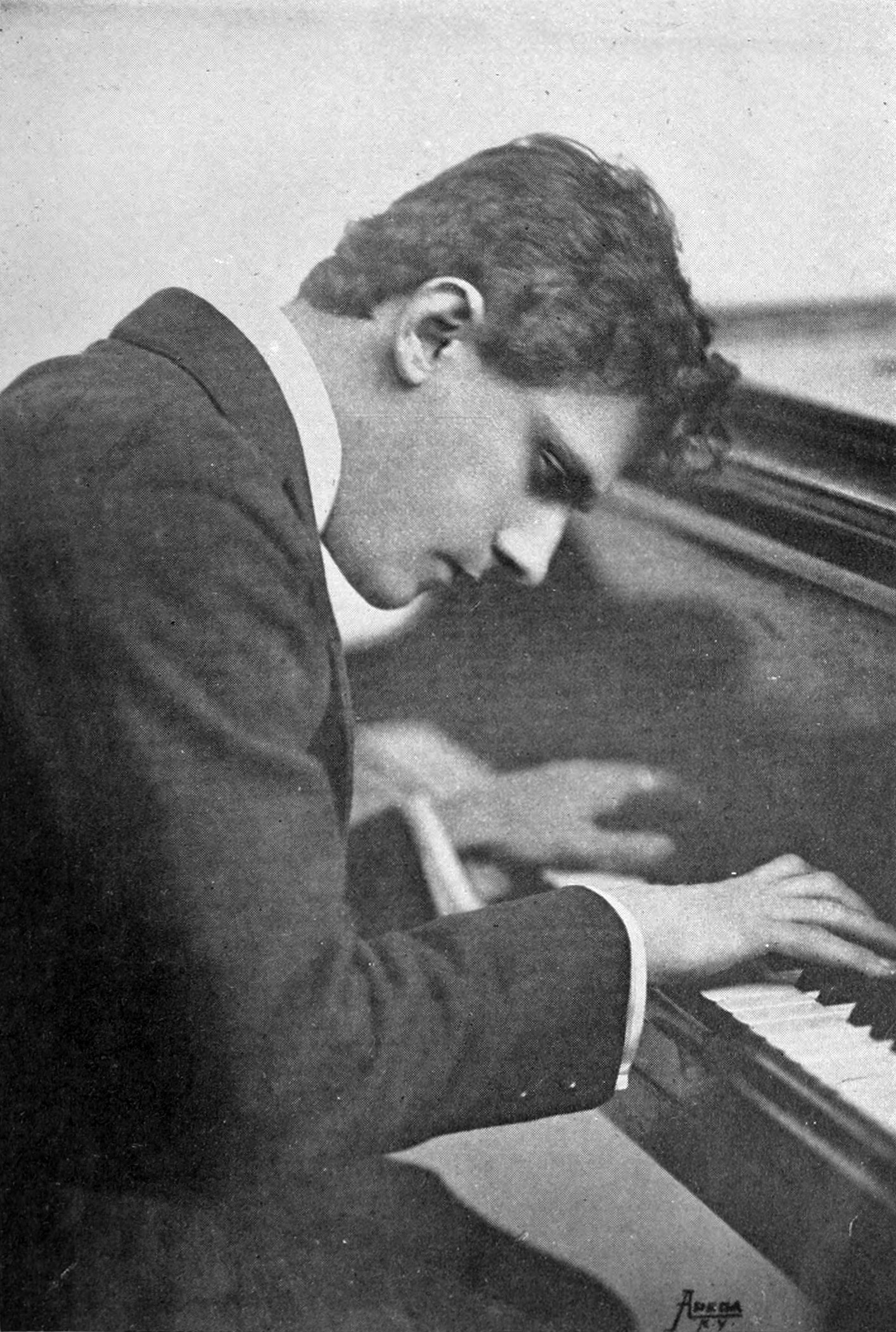
Leo Ornstein
24 februari

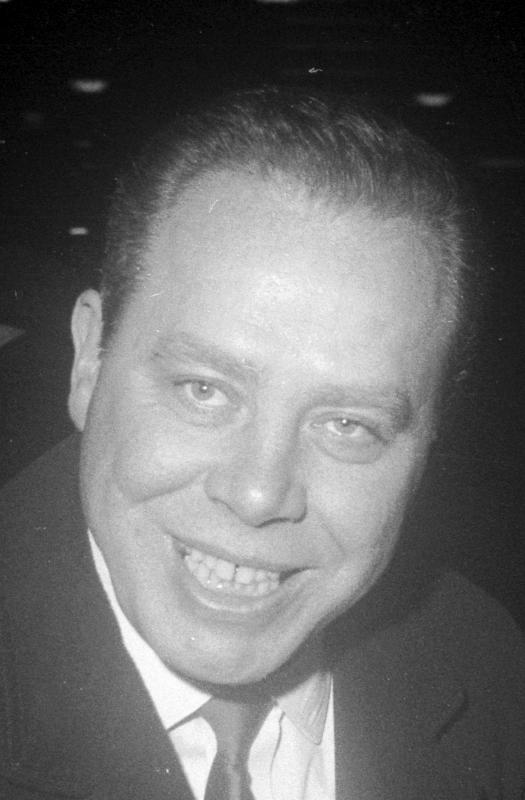
Helmut Zacharias
28 februari

| 1 | 2 | 3 | 4 | 5 | 6 | 7 | 8 | 9 | 10 | 11 | 12 | 13 | 14 | 15 | 16 | 17 | 18 | 19 | 20 | 21 | 22 | 23 | 24 | 25 | 26 | 27 | 28 |
| - | - | - | - | - | - | - | - | - | -- | -- | -- | -- | -- | -- | -- | -- | -- | -- | -- | -- | -- | -- | -- | -- | -- | -- | -- |

### 1 februari
- Aykut Barka (50), Turks aardwetenschapper
- Streamline Ewing (85), Amerikaans jazzmusicus
- Hildegard Knef (76), Duits actrice, schrijfster en zangeres
- Daniel Pearl (38), Amerikaans journalist

### 2 februari
- Huib van Krimpen (84), Nederlands typograaf
- Ani Pachen (68), Tibetaans geestelijke en vrijheidsstrijder
- Oscar Reutersvärd (86), Zweeds beeldend kunstenaar

### 4 februari
- Agatha Barbara (78), Maltees politica
- Sigvard Bernadotte de Wisborg (94), lid Zweedse koninklijke huis
- Ted Ponjee (48), Nederlands componist

### 5 februari
- Johannes Franciscus Cornelis Toelen (83), Nederlands militair
- Fred van der Vlugt (71), Nederlands televisiepresentator

### 6 februari
- Gré de Jongh (77), Nederlands atlete
- Max Perutz (87), Brits moleculair bioloog

### 7 februari
- Anton Buytendijk (88), Nederlands kunstschilder
- Jack Fairman (88), Brits autocoureur
- Tony Pond (56), Brits rallyrijder

### 8 februari
- Thomaz Soares da Silva (80), Braziliaans voetballer

### 9 februari
- Piet Kuiper (82), Nederlands psychiater
- Daniël de Moulin (82), Nederlands chirurg
- Margaret Windsor (71), lid Britse koningshuis

### 10 februari
- Ramón Arellano Félix (37), Mexicaans crimineel
- Dave Van Ronk (65), Amerikaans zanger
- Marcel Van Vyve (91), Belgisch voetballer
- Vernon Walters (85), Amerikaans diplomaat

### 11 februari
- Barry Foster (70), Brits acteur
- Raymond Haverlag (57), Nederlands televisieregisseur
- Traudl Junge (81), Duits nationaalsocialiste
- Frans Van Coetsem (82), Belgisch taalkundige

### 12 februari
- John Eriksen (44), Deens voetballer

### 13 februari
- Waylon Jennings (64), Amerikaans countryzanger

### 14 februari
- Domènec Balmanya (87), Spaans voetballer en voetbalcoach
- Geneviève de Gaulle-Anthonioz (81), Frans verzetsstrijdster en activiste
- Nándor Hidegkuti (79), Hongaars voetballer
- Atie Siegenbeek van Heukelom (88), Nederlands illustrator en auteur

### 15 februari
- Kevin Smith (38), Nieuw-Zeelands acteur

### 16 februari
- Wijnand Langeraar (86), Nederlands militair en Engelandvaarder
- Fons Seelen (67), Nederlands burgemeester

### 18 februari
- Ramón Danzós (83), Mexicaans activist en politicus

### 19 februari
- Pierre Rouelle (91), Belgisch politicus

### 20 februari
- Mark McDunn (80), Amerikaans componist
- Piet van de Walle (80), Nederlands burgemeester

### 21 februari
- Poncke Princen (76), Nederlands vrijheidsstrijder
- John Thaw (60), Brits acteur

### 22 februari
- Jip Golsteijn (56), Nederlands popjournalist, schrijver en songschrijver
- Chuck Jones (89), Amerikaans tekenfilmmaker
- Jonas Savimbi (67), Angolees rebellenleider
- Freek Simon (59), Nederlands presentator
- Frans Van De Velde (92), Belgisch geestelijke
- Ronnie Verrell (75), Brits slagwerker

### 24 februari
- Leo Ornstein (108), Russisch-Amerikaans componist en pianist
- Mel Stewart (72), Amerikaans acteur

### 25 februari
- Zoran Janković (62), Joegoslavisch waterpolospeler
- Kim Refshammer (46), Deens wielrenner

### 26 februari
- John Kinyon (83), Amerikaans componist
- Oskar Sala (91), Duits componist
- Lawrence Tierney (82), Amerikaans acteur

### 27 februari
- Spike Milligan (83), Brits schrijver en acteur
- Karel Verleye (81), Belgisch geestelijke

### 28 februari
- Helmut Zacharias (82), Duits violist

## Maart

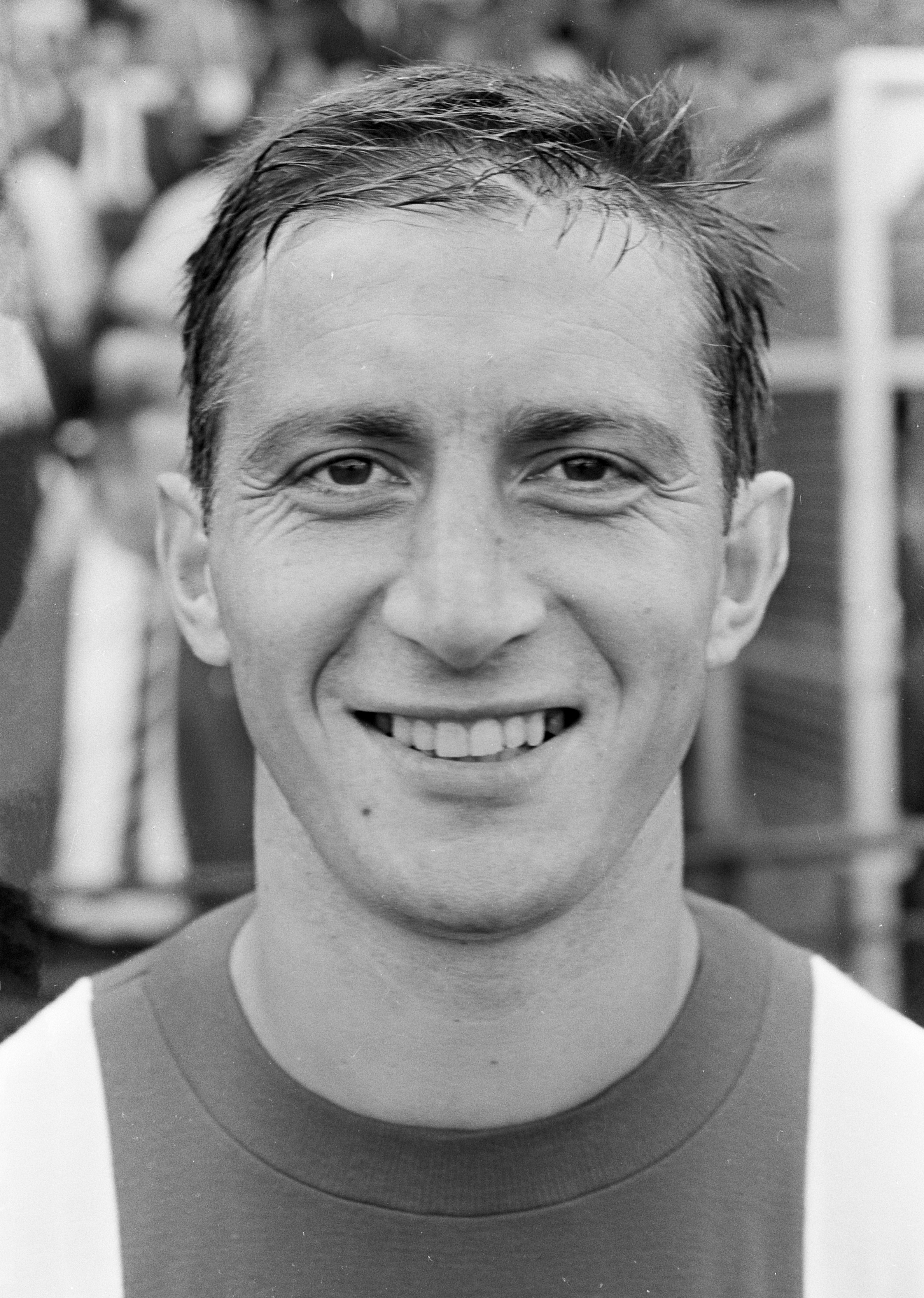
Velibor Vasović
4 maart

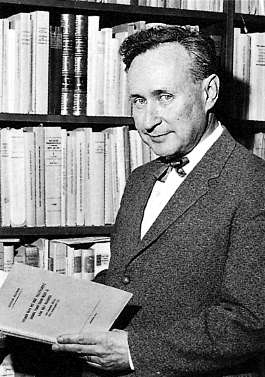
Erik Lönnroth
10 maart

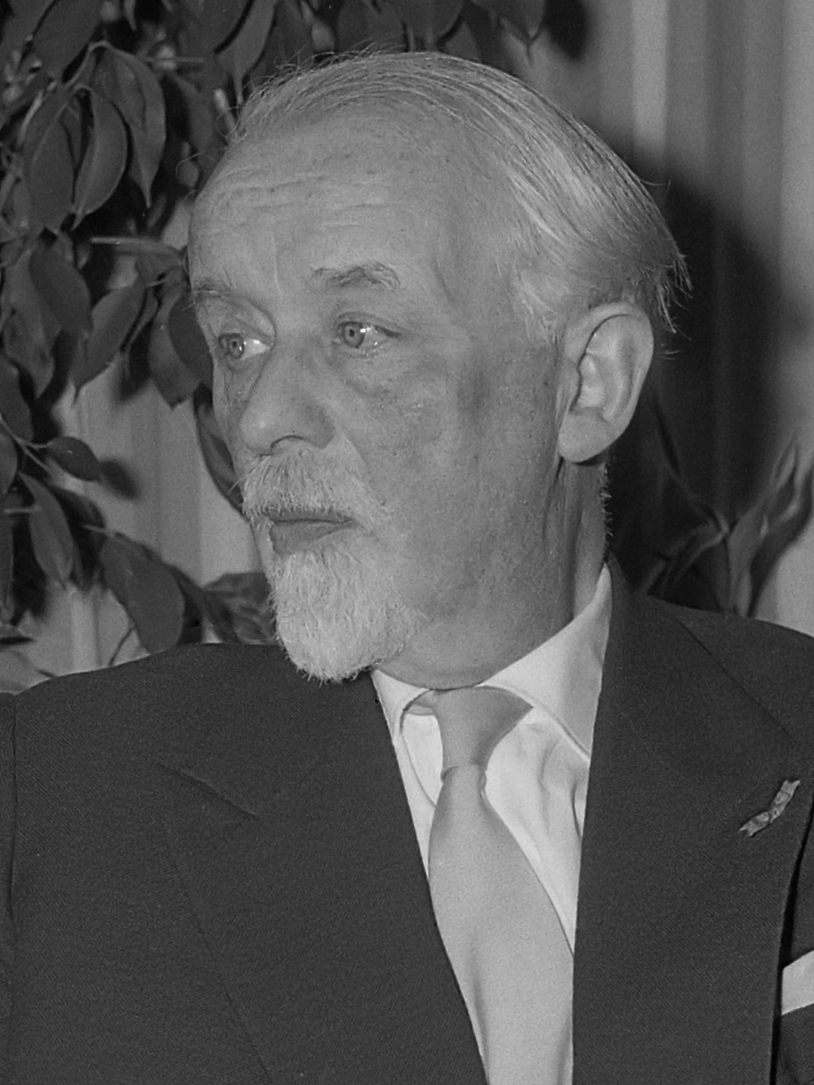
Siegfried van Praag
16 maart

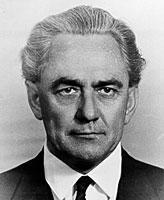
Samuel Warren Carey
20 maart

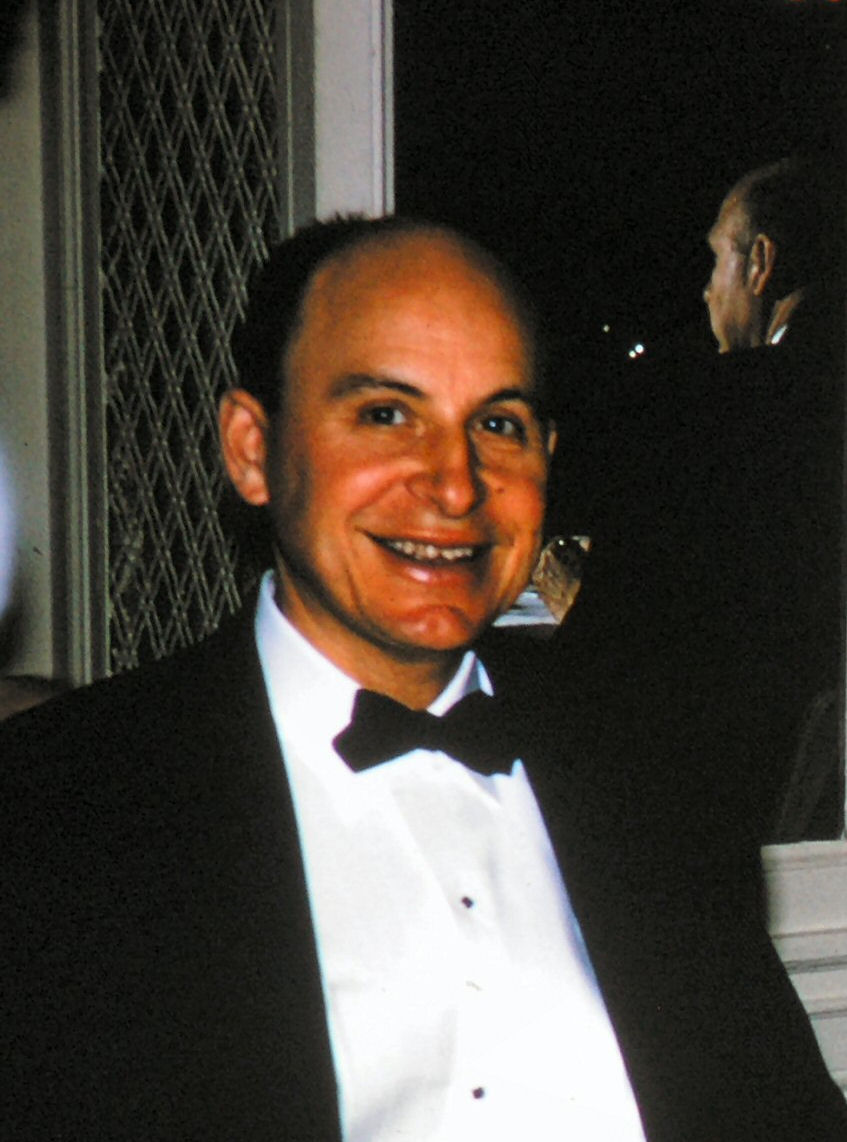
Eugene G. Rochow
21 maart

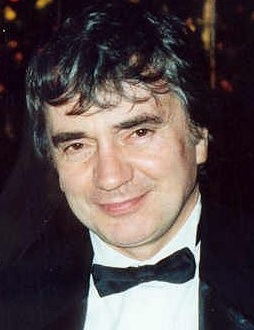
Dudley Moore
27 maart

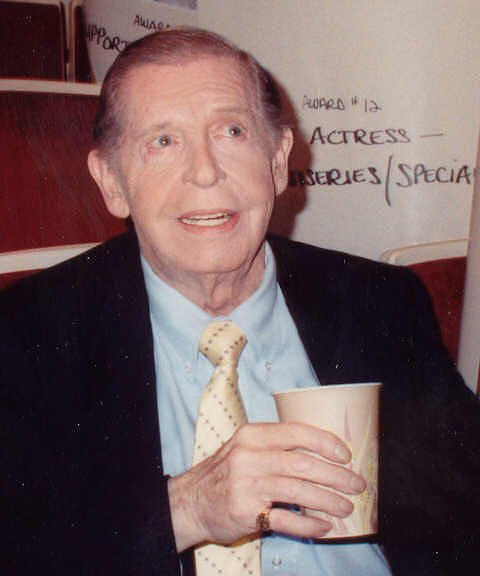
Milton Berle
27 maart

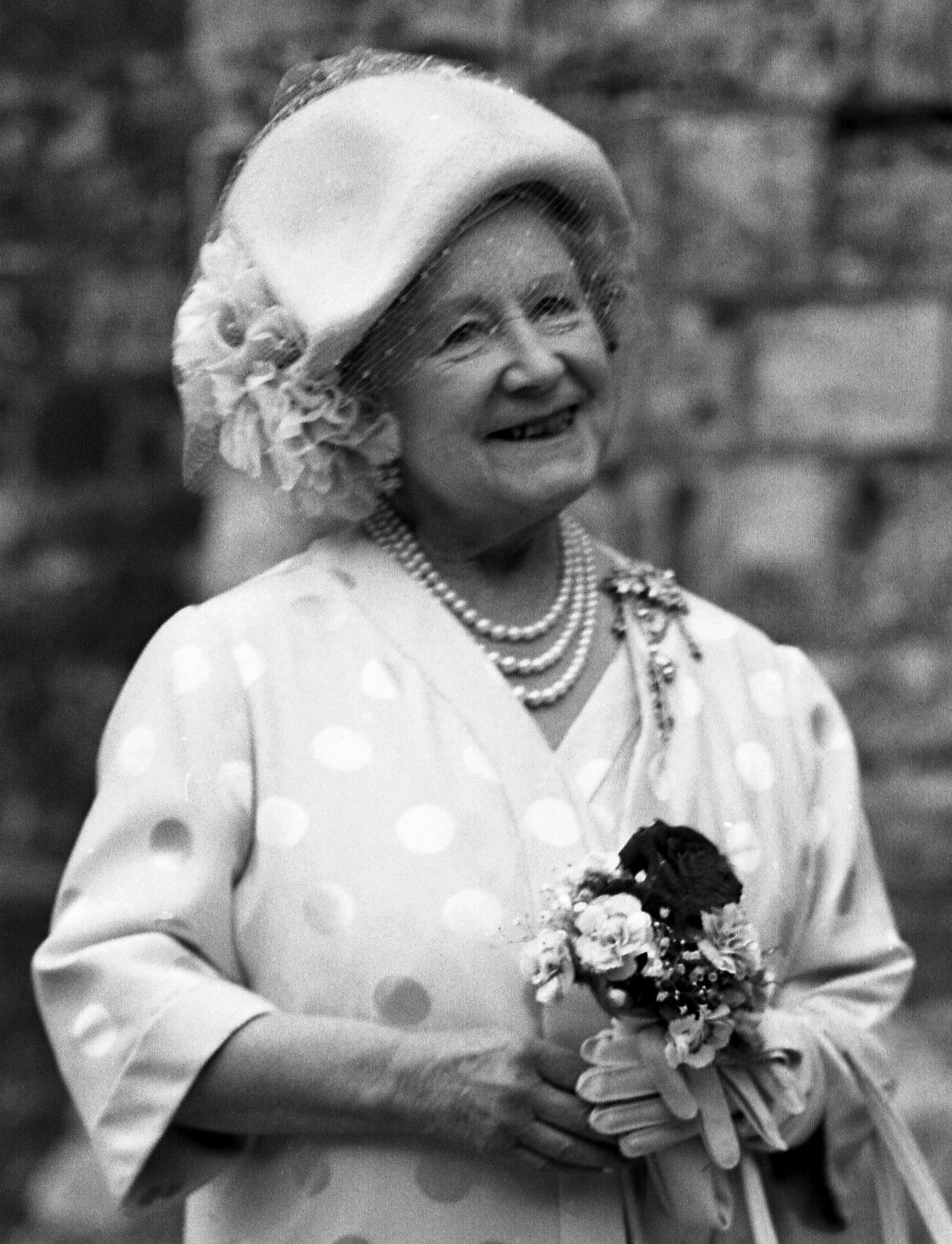
Elizabeth Bowes-Lyon
30 maart

| 1 | 2 | 3 | 4 | 5 | 6 | 7 | 8 | 9 | 10 | 11 | 12 | 13 | 14 | 15 | 16 | 17 | 18 | 19 | 20 | 21 | 22 | 23 | 24 | 25 | 26 | 27 | 28 | 29 | 30 | 31 |
| - | - | - | - | - | - | - | - | - | -- | -- | -- | -- | -- | -- | -- | -- | -- | -- | -- | -- | -- | -- | -- | -- | -- | -- | -- | -- | -- | -- |

### 1 maart
- Hocine Soltani (41), Algerijns bokser

### 2 maart
- Curtis W. Casewit (79), Duits-Amerikaans schrijver
- Ivo Latin (72), Kroatisch politicus

### 3 maart
- Jean Lenoir (78), Belgisch politicus

### 4 maart
- Velibor Vasović (62), Joegoslavisch voetballer

### 5 maart
- Frederick A. Mueller (81), Amerikaans componist

### 6 maart
- Cornelis Gerardus Lems (84), Nederlands militair

### 7 maart
- Tsvjatko Anev (90), Bulgaars generaal
- David Drok (87), Nederlands voetballer
- Maria Meersman (79), Belgisch bestuurster
- Franziska Rochat-Moser (35), Zwitsers langeafstandsloopster

### 8 maart
- Justin Ahomadegbé-Tomêtin (85), Beninees politicus
- Hamish Henderson (82), Brits musicoloog en publicist

### 9 maart
- Normand Lockwood (95), Amerikaans componist

### 10 maart
- Erik Lönnroth (91), Zweeds geschiedkundige

### 11 maart
- Marion Dönhoff (92), Duits journalist
- Rudolf Hell (100), Duits uitvinder
- Franjo Kuharić (82), Kroatisch kardinaal
- Albert Ritserveldt (86), Belgisch wielrenner
- James Tobin (84), Amerikaans econoom

### 12 maart
- Louis-Marie Billé (64), Frans kardinaal
- Jean-Paul Riopelle (78), Canadees schilder en beeldhouwer

### 13 maart
- Hans-Georg Gadamer (102), Duits filosoof
- Bayliss Levrett (88), Amerikaans autocoureur

### 14 maart
- Hans Verheijen (71), Nederlands militair

### 16 maart
- Isaías Duarte Cancino (63), Colombiaans geestelijke
- Ernst Künnecke (64), Duits voetballer en voetbalcoach
- Siegfried van Praag (102), Nederlands schrijver

### 17 maart
- Alain Van der Biest (59), Belgisch politicus

### 18 maart
- Gella Allaert (91), Belgisch actrice
- Levon Boyadjian (80), Turks-Egyptisch fotograaf
- Marcel Denis (79), Belgisch striptekenaar
- Maude Farris-Luse (115), oudste persoon ter wereld
- R.A. Lafferty (87), Amerikaans schrijver
- Gösta Winbergh (58), Zweeds tenor

### 19 maart
- Marco Biagi (51), Italiaans misdaadslachtoffer

### 20 maart
- Samuel Warren Carey (90), Australisch geoloog
- Ibn ul Chattab (32), Tsjetsjeens krijgsheer

### 21 maart
- Hermanus Berserik (80), Nederlands schilder en graficus
- Thomas Flanagan (78), Amerikaans schrijver
- Ernest van den Haag (87), Nederlands-Amerikaans socioloog
- Eugene G. Rochow (92), Amerikaans chemicus

### 23 maart
- Enzo Barboni (79), Italiaans regisseur
- Marcel Kint (87), Belgisch wielrenner

### 24 maart
- César Milstein (74), Argentijns biochemicus
- Bob Said (69), Amerikaans autocoureur

### 25 maart
- Gerard Boekhoven (92), Nederlands politicus
- Jan Schouten (76), Nederlands burgemeester

### 26 maart
- Gerard Hijlkema (56), Nederlands hockeyer en voetballer

### 27 maart
- Milton Berle (93), Amerikaans komiek en acteur
- Dudley Moore (66), Brits acteur
- Billy Wilder (95), Oostenrijks-Amerikaans regisseur

### 28 maart
- Arthur Fontaine (91), Belgisch atleet

### 29 maart
- Dries Claeys (86), Belgisch politicus

### 30 maart
- Elizabeth Bowes-Lyon (101), Brits koningin (-moeder), laatste keizerin van India
- Bjørn Spydevold (83), Noors voetballer en voetbaltrainer

### 31 maart
- Tonino Cervi (72), Italiaans regisseur
- Lucio San Pedro (89), Filipijns componist en dirigent

## April

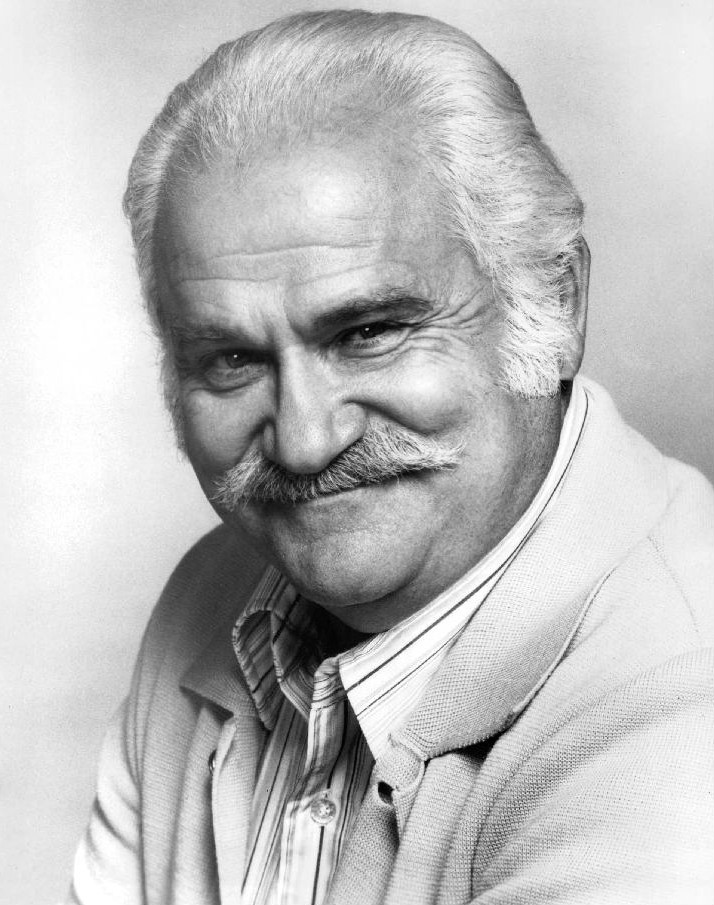
Jack Kruschen
2 april

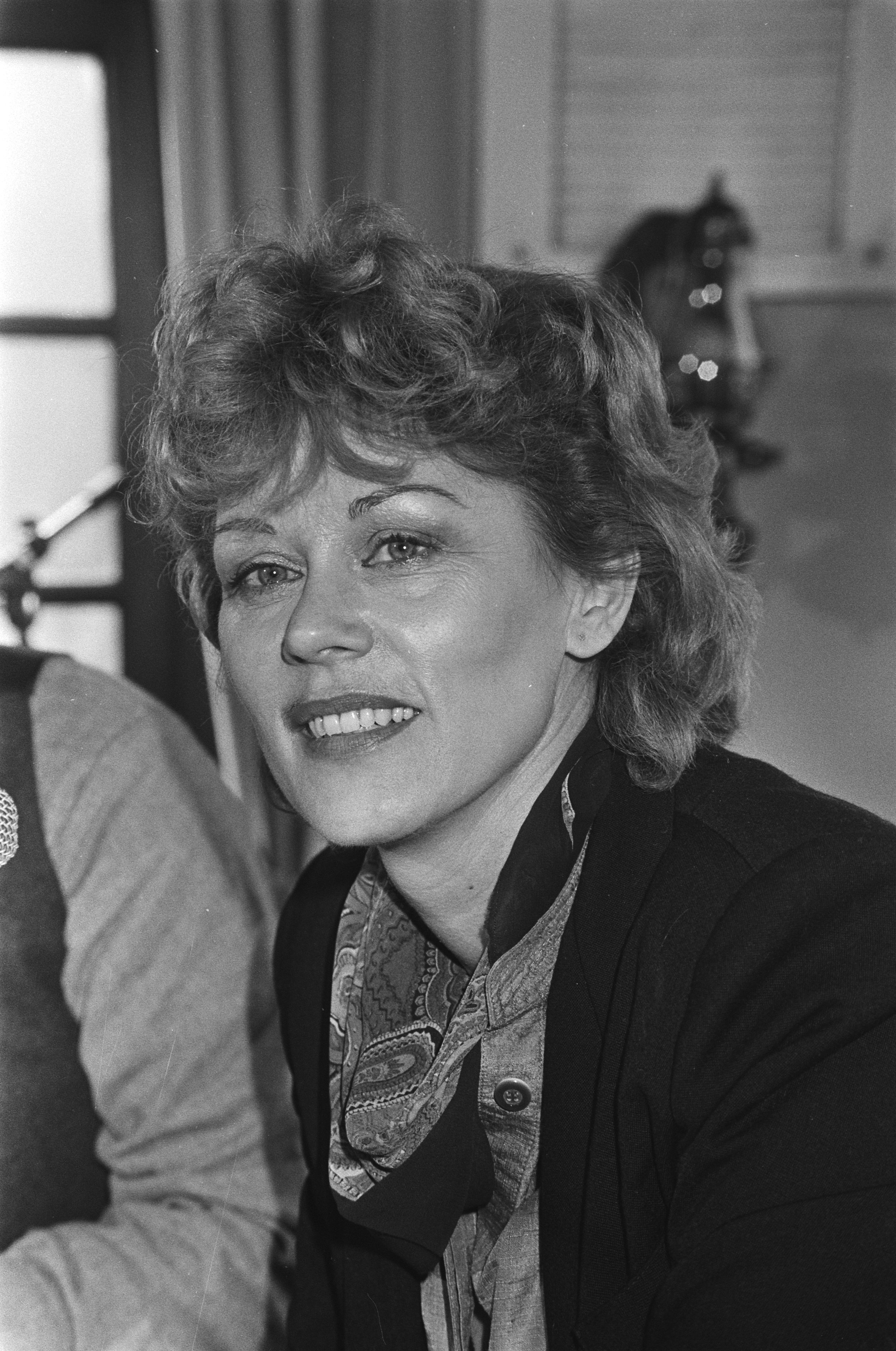
Conny Vandenbos
7 april

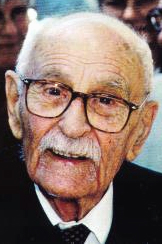
Leopold Vietoris
9 april

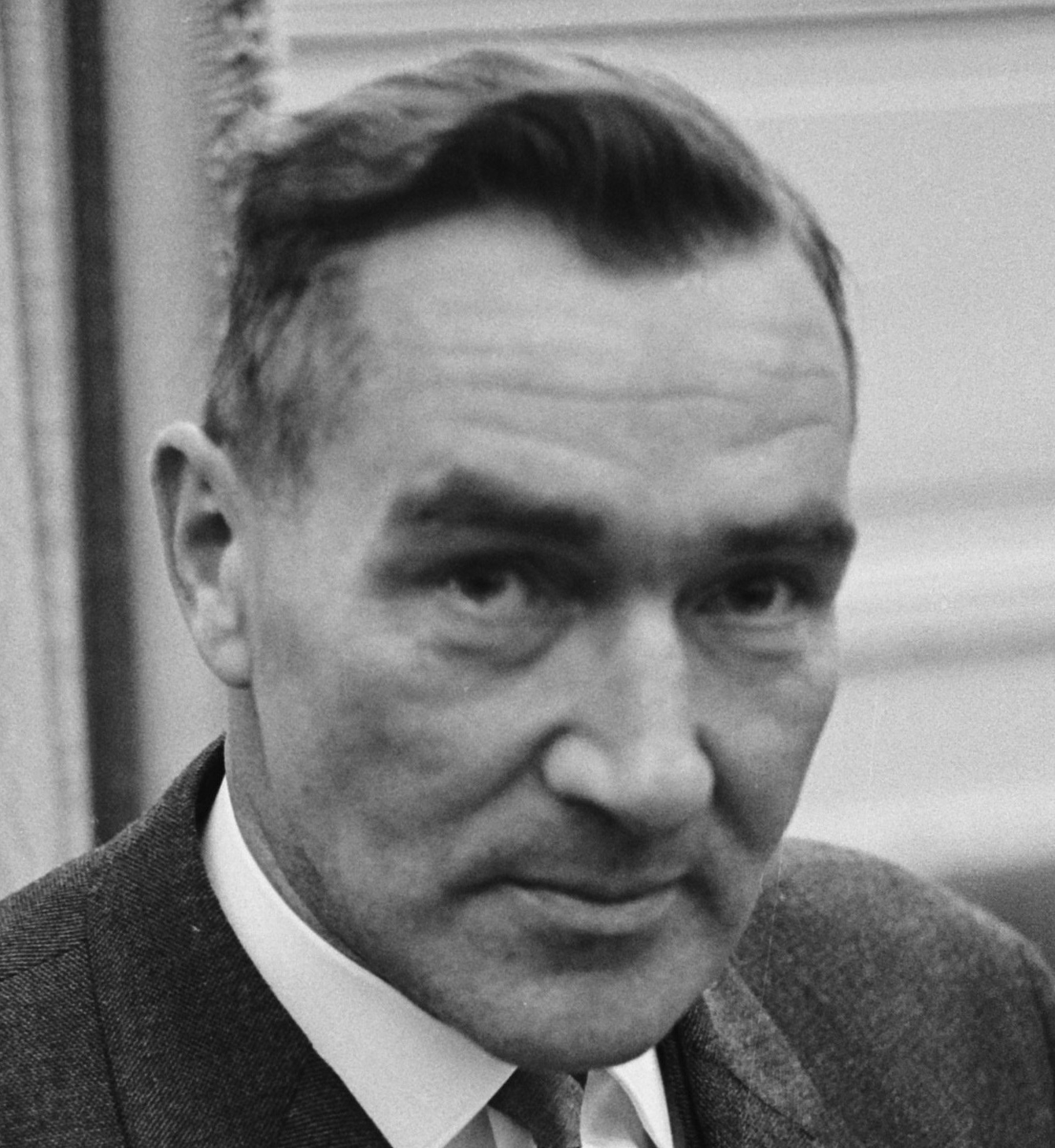
Joop Haex
14 april

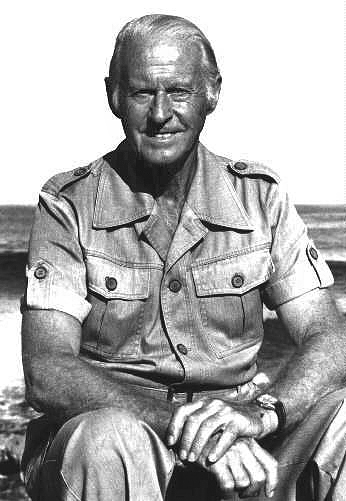
Thor Heyerdahl
18 april

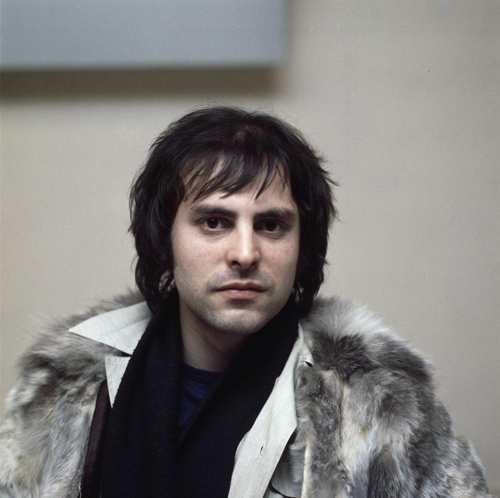
Pierre Rapsat
20 april

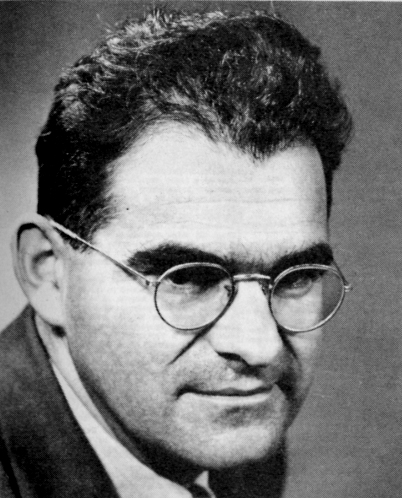
Victor Weisskopf
22 april

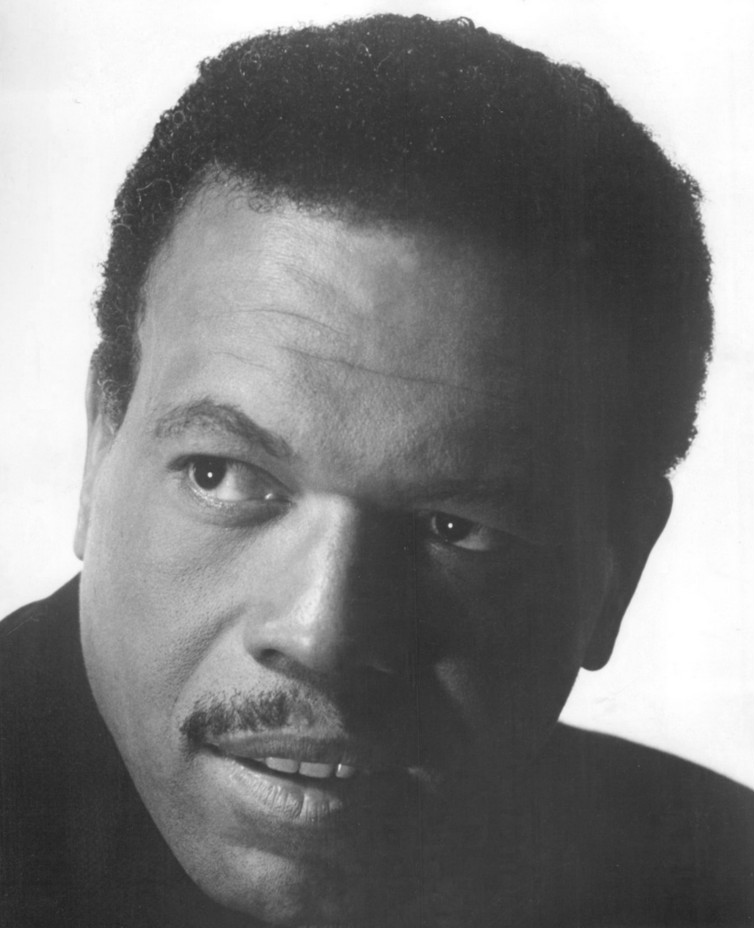
Robert Mosley
30 april

| 1 | 2 | 3 | 4 | 5 | 6 | 7 | 8 | 9 | 10 | 11 | 12 | 13 | 14 | 15 | 16 | 17 | 18 | 19 | 20 | 21 | 22 | 23 | 24 | 25 | 26 | 27 | 28 | 29 | 30 |
| - | - | - | - | - | - | - | - | - | -- | -- | -- | -- | -- | -- | -- | -- | -- | -- | -- | -- | -- | -- | -- | -- | -- | -- | -- | -- | -- |

### 1 april
- Simo Häyhä (96), Fins militair
- Kees Mijnders jr. (89), Nederlands voetballer

### 2 april
- Levi Celerio (91), Filipijns componist en schrijver
- Jack Kruschen (80), Canadees acteur
- Jan van der Meij (65), Nederlands voetballer
- John R. Pierce (92), Amerikaans ingenieur en schrijver
- Shigeo Sugimoto (75), Japans voetballer

### 3 april
- Hugh Constant Godefroy (82), Nederlands piloot
- Frank Tovey (46), Brits muzikant

### 5 april
- Layne Staley (34), Amerikaans zanger
- Douwe Tamminga (92), Nederlandse dichter, schrijver en vertaler

### 7 april
- John Agar (81), Amerikaans acteur
- Georges Van Coningsloo (61), Belgisch wielrenner
- Conny Vandenbos (65), Nederlands zangeres

### 8 april
- John Agar (81), Amerikaans acteur
- María Félix (88), Mexicaans actrice
- Said Hanaei, Iraans seriemoordenaar

### 9 april
- Pat Flaherty (76), Amerikaans autocoureur
- Leopold Vietoris (110), Oostenrijks wiskundige

### 10 april
- Eddy de Jongh (81), Nederlands fotograaf
- Max Leemann (69), Zwitsers componist

### 12 april
- Frans Breekpot (88), Nederlands burgemeester
- Abraham van der Moer (82), Nederlands admiraal
- Renske Nieweg (91), Nederlands muziekpedagoge en koorleidster

### 13 april
- Oreste Piccioni (86), Italiaans natuurkundige
- Desmond Titterington (73), Noord-Iers autocoureur

### 14 april
- Buck Baker (83), Amerikaans autocoureur
- Joop Haex (90), Nederlands politicus en generaal
- Jan Veldhuizen (62), Nederlands politicus

### 15 april
- Anja van Avoort (51), Nederlands zangeres
- Damon Knight (79), Amerikaans schrijver

### 16 april
- Franz Krienbühl (73), Zwitsers schaatser
- Ramiro de León Carpio (60), Guatemalteeks politicus
- Robert Urich (55), Amerikaans acteur

### 17 april
- Buzz Barton (85), Amerikaans autocoureur
- Rune Öberg (79), Zweeds waterpolospeler
- Marc Siemons (35), Nederlands wielrenner

### 18 april
- Thor Heyerdahl (87), Noors antropoloog
- Wahoo McDaniel (63), Amerikaans footballspeler en pro-worstelaar
- Ad Vlot (39), Nederlands filosoof en columnist

### 19 april
- Bram Hammacher (104), Nederlands kunsthistoricus
- Reginald Rose (81), Amerikaans scenarioschrijver[1]

### 20 april
- Pierre Rapsat (53), Belgisch zanger en componist

### 21 april
- Verné Lesche (84), Fins schaatser

### 22 april
- Linda Lovelace (53), Amerikaans pornoactrice
- Victor Weisskopf (93), Oostenrijks-Amerikaans natuurkundige

### 24 april
- Ben Kalb (84), Nederlands burgemeester

### 25 april
- Lisa Lopes (30), Amerikaans zangeres
- Marc Pannek (65), Belgisch kunstschilder

### 27 april
- George Alec Effinger (55), Amerikaans schrijver

### 28 april
- Aleksandr Lebed (52), Russisch generaal en politicus

### 29 april
- Tol Hansse (62), Nederlands zanger, componist, cabaretier en kunstschilder
- Alfons Laridon (76), Belgisch politicus

### 30 april
- Robert Mosley (75), Amerikaans operazanger
- Luc Varenne (88), Belgisch sportjournalist

## Mei

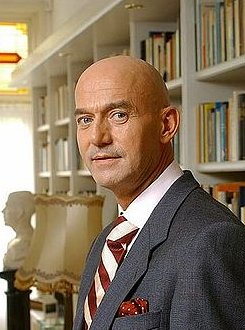
Pim Fortuyn
6 mei

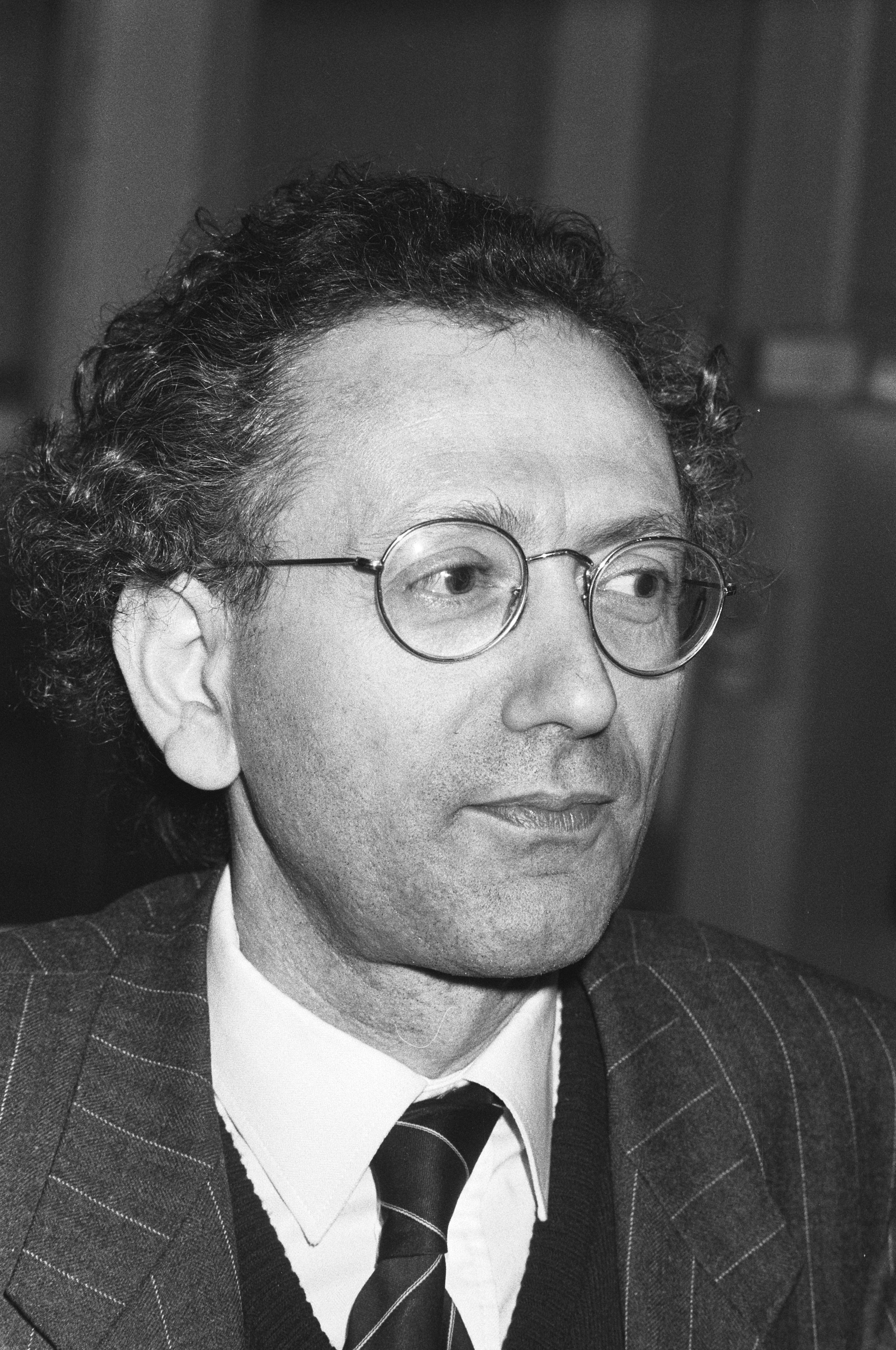
Martin van Amerongen
11 mei

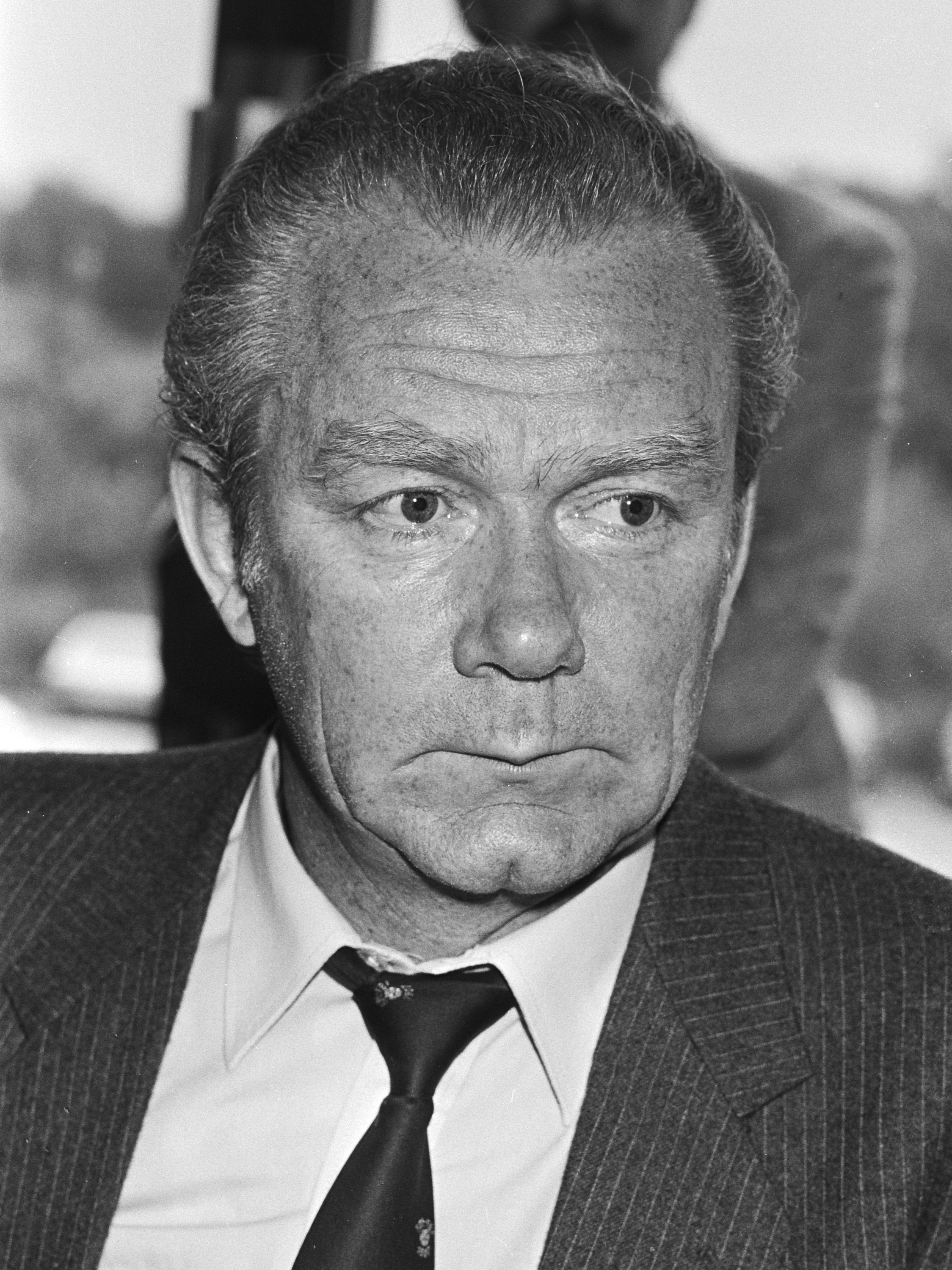
Valerij Lobanovskyj
13 mei

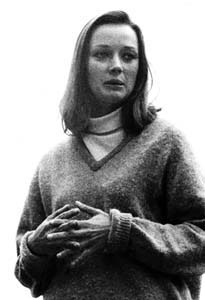
Niki de Saint Phalle
21 mei

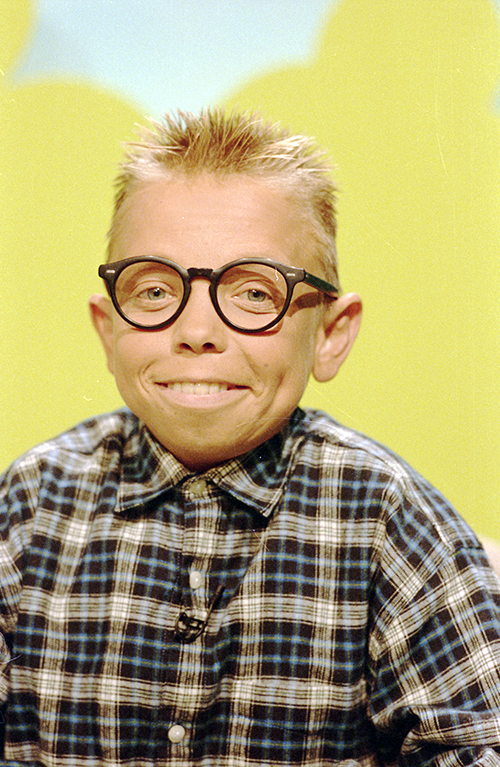
Bart de Graaff
25 mei

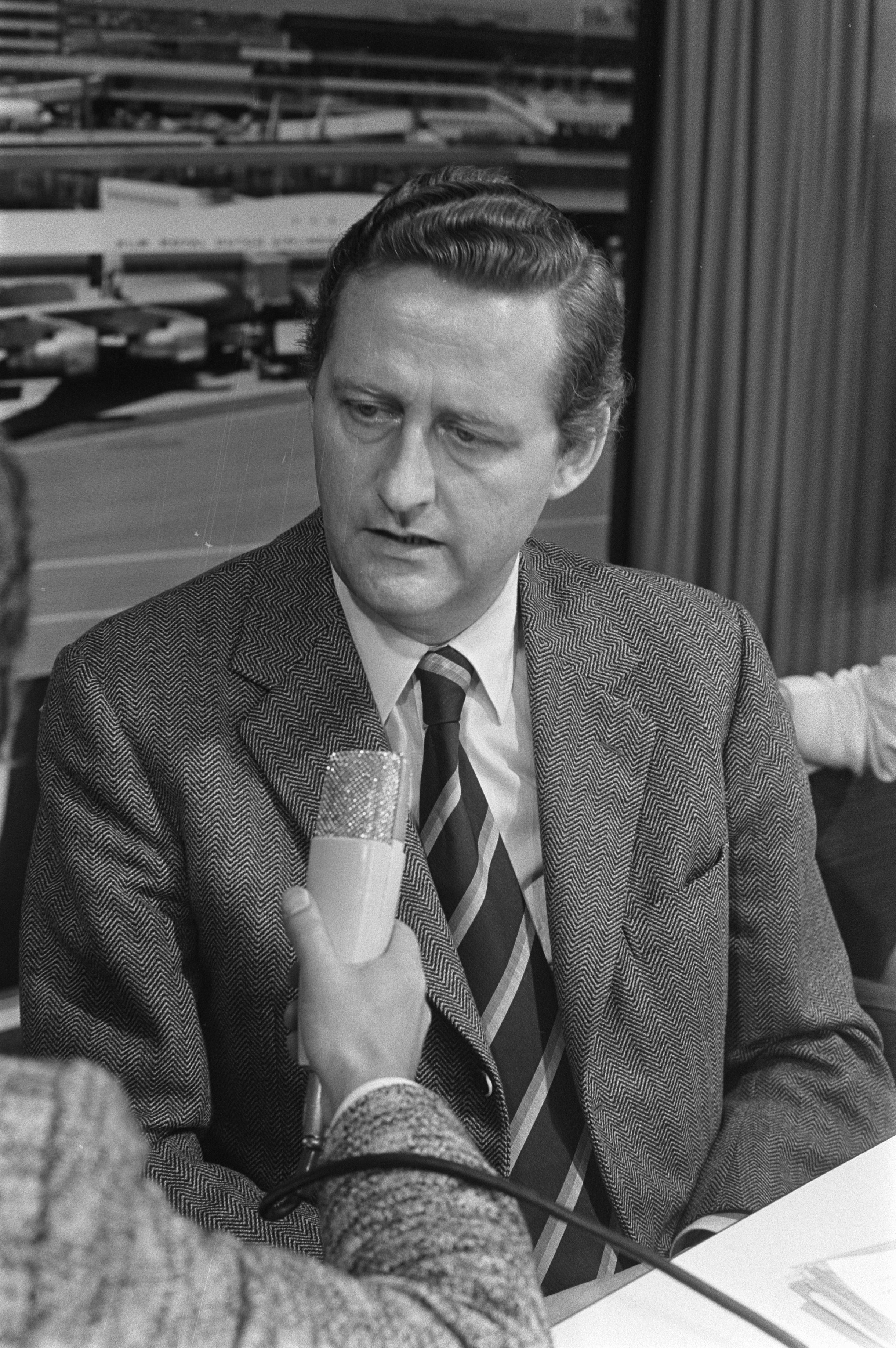
Kees Boertien
30 mei

| 1 | 2 | 3 | 4 | 5 | 6 | 7 | 8 | 9 | 10 | 11 | 12 | 13 | 14 | 15 | 16 | 17 | 18 | 19 | 20 | 21 | 22 | 23 | 24 | 25 | 26 | 27 | 28 | 29 | 30 | 31 |
| - | - | - | - | - | - | - | - | - | -- | -- | -- | -- | -- | -- | -- | -- | -- | -- | -- | -- | -- | -- | -- | -- | -- | -- | -- | -- | -- | -- |

### 1 mei
- Ade Bethune (88), Belgisch-Amerikaans kunstenares
- Ferdinand Jan Ormeling sr. (90), Nederlands geograaf

### 3 mei
- Jevgeni Svetlanov (73), Russisch dirigent en componist

### 4 mei
- François Adam (90), Belgisch wielrenner
- Ernesto Díaz (49), Colombiaans voetballer
- Gerónimo Saccardi (52), Argentijns voetballer

### 5 mei
- Han Corver (96), Nederlands politicus
- Rika De Backer (79), Belgisch politicus
- Hugo Banzer (75), president van Bolivia
- André ver Elst (66), Belgisch journalist en historicus
- Paul Wilbur Klipsch (98), Amerikaans uitvinder en piloot

### 6 mei
- Otis Blackwell (70), Amerikaans zanger en liedjesschrijver
- Sem Dresden (87), Nederlandse literatuurwetenschapper, romanist en essayist
- Pim Fortuyn (54), Nederlands politicus
- Meinte Walta (82), Nederlandse kunstschilder

### 7 mei
- Masakatsu Miyamoto (63), Japans voetballer
- Xavier Montsalvatge (90), Spaans componist en muziekcriticus

### 8 mei
- Marc Abel (84), Belgisch kunstschilder

### 9 mei
- René Pechère (94), Belgisch tuinarchitect
- Leon Stein (91), Amerikaans componist en dirigent

### 10 mei
- Gabriele Mucchi (102), Italiaans kunstschilder
- Yves Robert (81), Frans acteur en regisseur

### 11 mei
- Martin van Amerongen (60), Nederlands columnist, journalist en publicist
- Willy D'Havé (78), Belgisch vakbondsbestuurder
- John White (78), Canadees schrijver

### 13 mei
- Ab Harrewijn (47), Nederlands politicus
- Valerij Lobanovskyj (63), Oekraïens voetbalcoach

### 14 mei
- Rainer Kriester (66), Duits beeldhouwer

### 17 mei
- Bin Kaneda (66), Japans componist
- Ladislao Kubala (74), Slowaaks-Hongaars-Spaans voetballer

### 18 mei
- Léon Remacle (80), Belgisch politicus
- Wolfgang Schneiderhan (86), Oostenrijkse violist en concertmeester
- Davey Boy Smith (39), Brits professioneel worstelaar

### 19 mei
- John Gorton (90), Australisch politicus

### 20 mei
- Stephen Jay Gould (60), Amerikaans evolutiebioloog

### 21 mei
- Joe Cobb (84), Amerikaans acteur
- Niki de Saint Phalle (71), Frans beeldhouwster en schilderes

### 22 mei
- Hans van der Grinten (73), Duitse museumdirecteur en beeldend kunstenaar
- Alexandru Todea (89), Roemeens geestelijke

### 23 mei
- Sam Snead (89), Amerikaans golfer

### 24 mei
- Susie Garrett (72), Amerikaans actrice en zangeres
- Bob Van Bael (77), Belgisch televisiepionier
- Xi Zhongxun (88), Chinees politicus

### 25 mei
- Bart de Graaff (35), Nederlands tv-presentator en omroepvoorzitter
- Michel Jobert (80), Frans politicus en schrijver
- Kees Vellekoop (61), Nederlands musicoloog

### 26 mei
- Tosca Hoogduin (67), Nederlands radiopresentatrice
- Mamo Wolde (69), Ethiopisch atleet

### 28 mei
- Grace Clawson (114), oudste persoon ter wereld

### 30 mei
- Kees Boertien (74), Nederlands politicus
- Mahmoud Rabbani (68), Palestijns diplomaat

## Juni

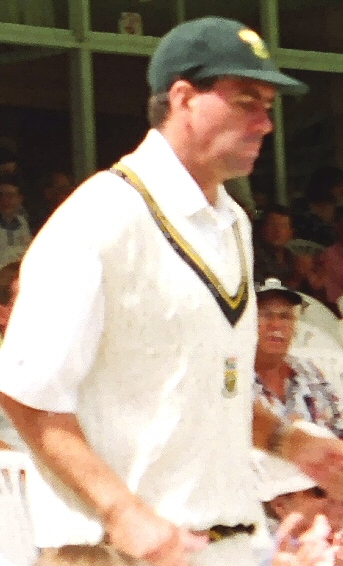
Hansie Cronjé
1 juni

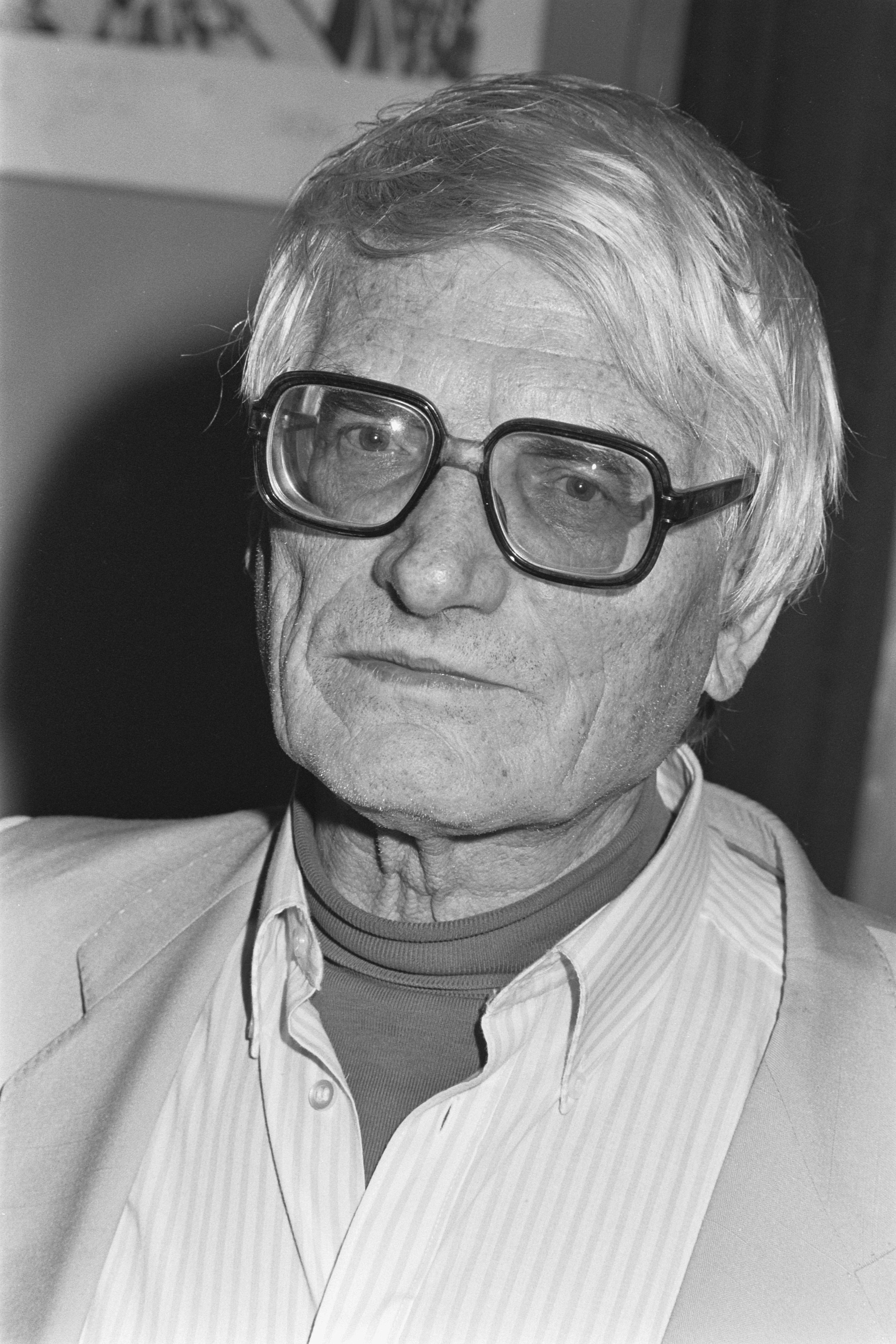
Adriaan Morriën
7 juni

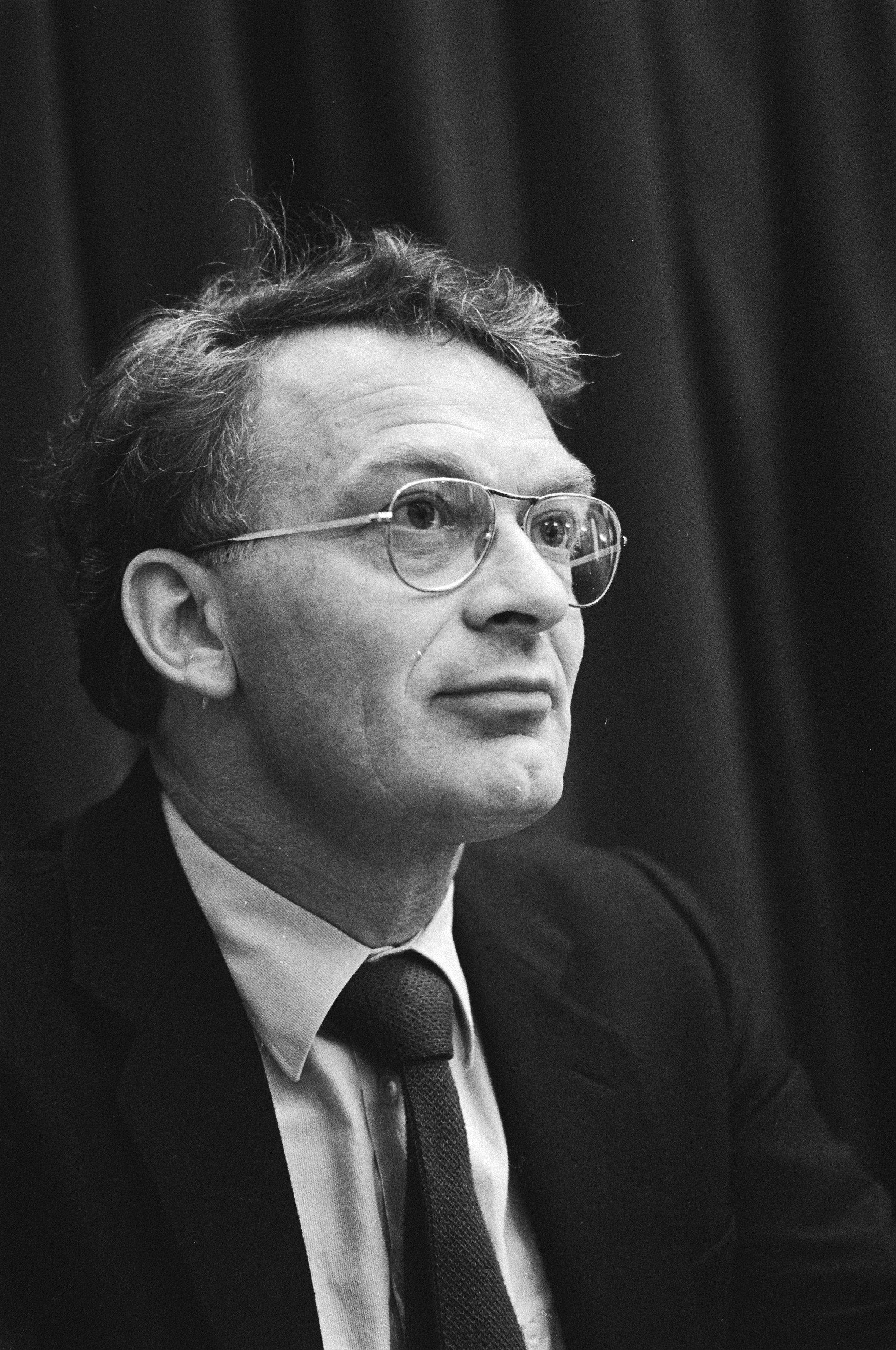
Hans Janmaat
9 juni

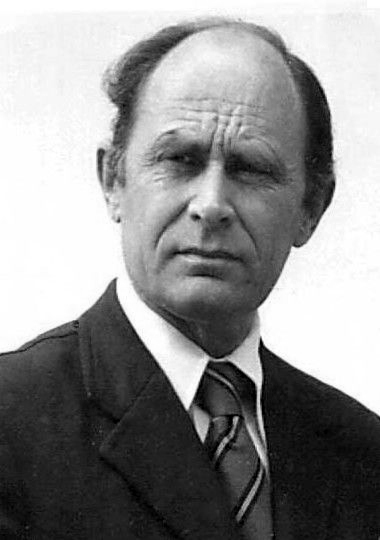
Anthony Sutton
17 juni

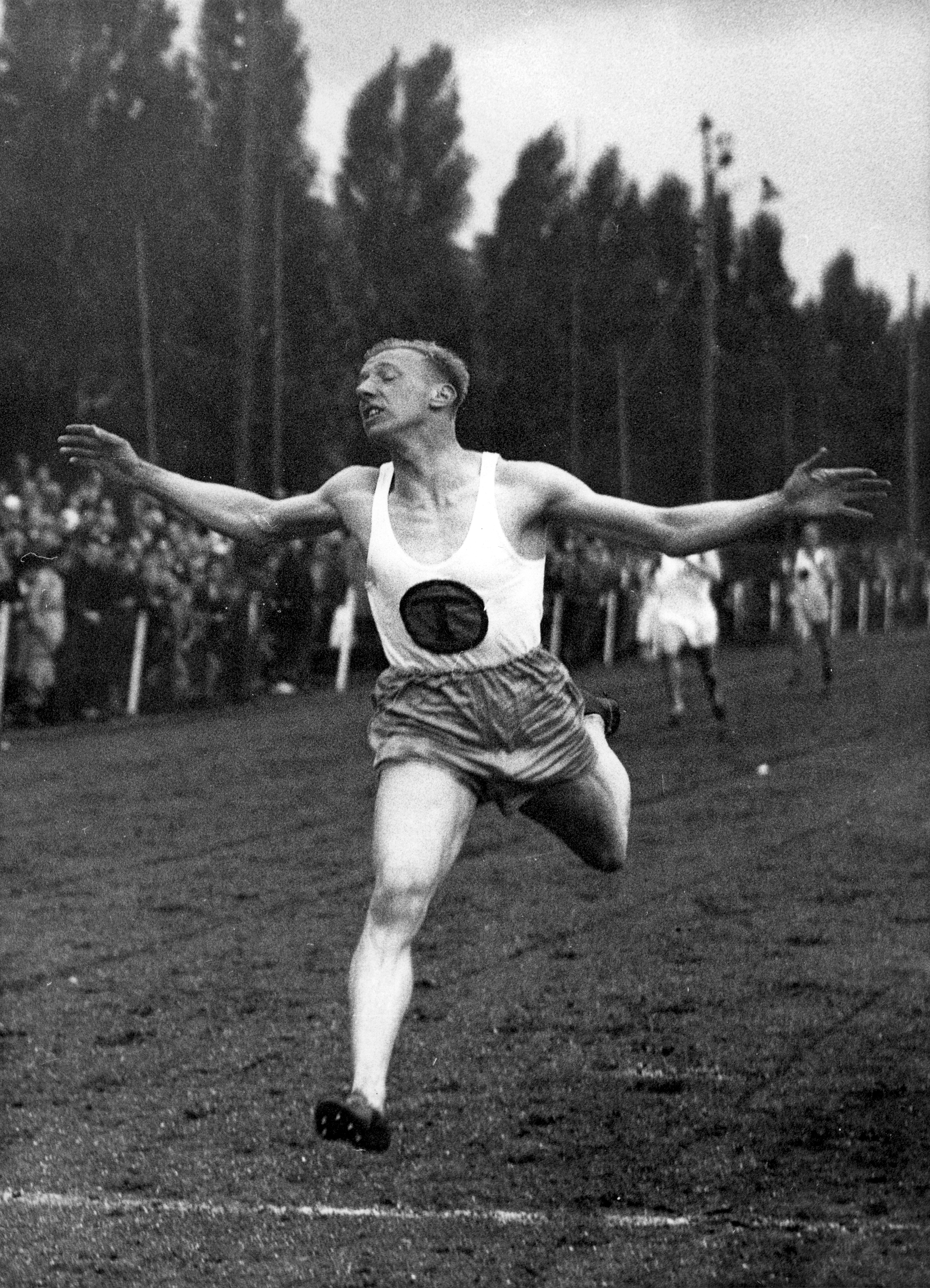
Tinus Osendarp
20 juni

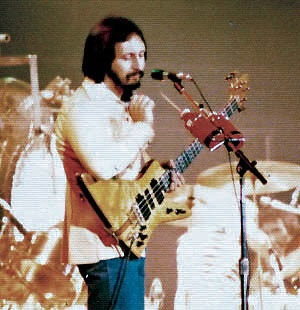
John Entwistle
27 juni

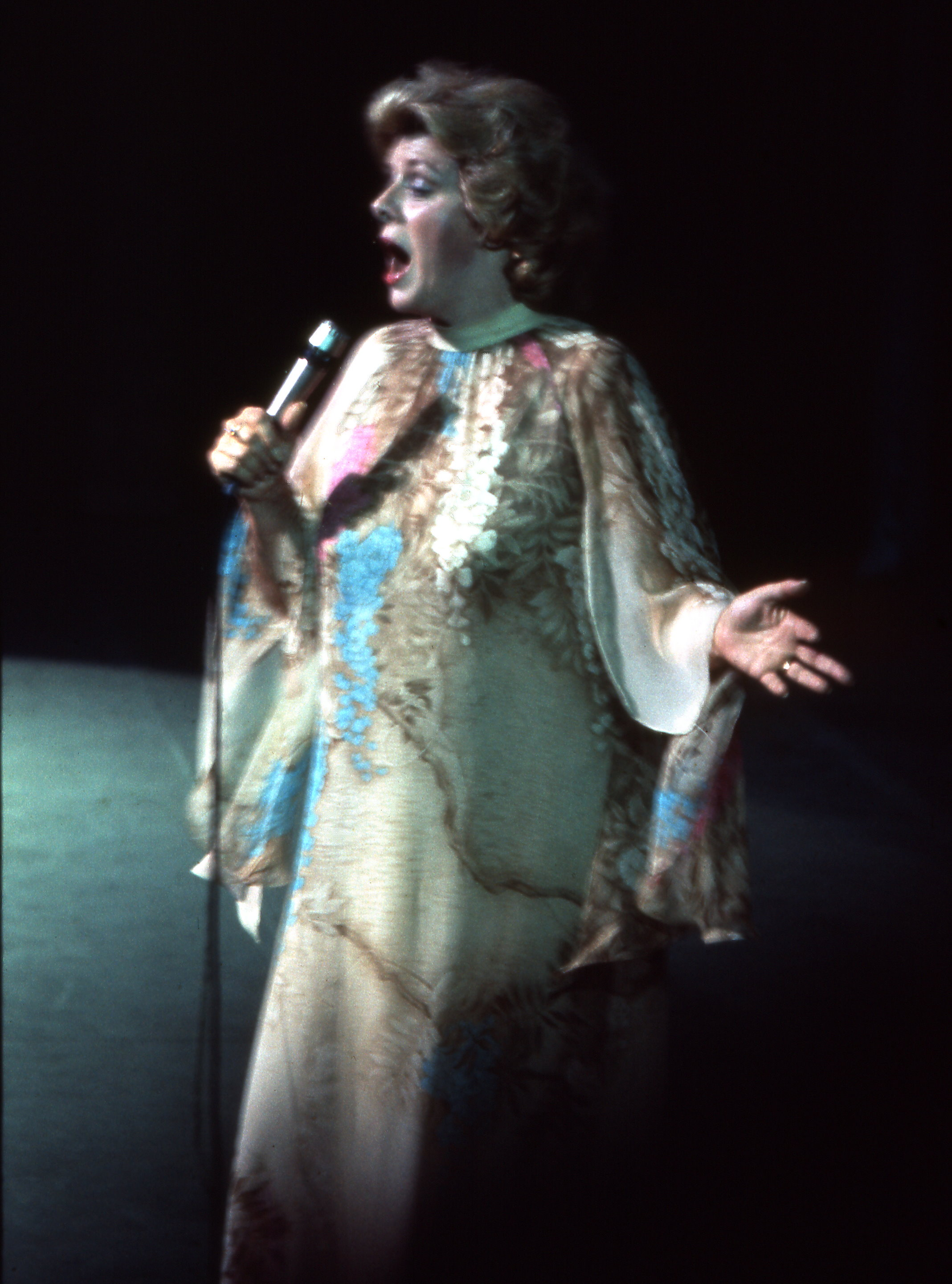
Rosemary Clooney
29 juni

| 1 | 2 | 3 | 4 | 5 | 6 | 7 | 8 | 9 | 10 | 11 | 12 | 13 | 14 | 15 | 16 | 17 | 18 | 19 | 20 | 21 | 22 | 23 | 24 | 25 | 26 | 27 | 28 | 29 | 30 |
| - | - | - | - | - | - | - | - | - | -- | -- | -- | -- | -- | -- | -- | -- | -- | -- | -- | -- | -- | -- | -- | -- | -- | -- | -- | -- | -- |

### 1 juni
- Hansie Cronjé (32), Zuid-Afrikaans cricketspeler
- Jacques Fauvet (87), Frans journalist
- Leo van der Zalm (60), Nederlands dichter

### 2 juni
- José María Cervera Lloret (92), Spaans componist en dirigent

### 5 juni
- Martin Batenburg (83), Nederlands politicus
- Gaston Geens (70), Belgisch politicus
- Truck Parham (91), Amerikaans contrabassist
- Dee Dee Ramone (50), Amerikaans punkbassist

### 7 juni
- Lilian Baels (85), lid Belgisch koninklijk huis
- Adriaan Morriën (90), Nederlands dichter, vertaler, redacteur en criticus

### 8 juni
- Lino Tonti (81), Italiaans motorfietsontwerper

### 9 juni
- Hans Janmaat (67), Nederlands politicus

### 10 juni
- Louis Carré (77), Belgisch voetballer
- John Gotti (61), Amerikaans maffioso

### 11 juni
- Willem Content (77), Belgisch politicus
- Maurits Sillem (72), Brits musicus en dirigent

### 12 juni
- Bill Blass (79), Amerikaans modeontwerper
- Hendrik Boschma (74), Nederlands burgemeester

### 14 juni
- Lia Timmermans (81), Belgisch schrijfster

### 15 juni
- Said Belqola (45), Marokkaans voetbalscheidsrechter
- Theo Hochwald (83), Nederlands ontwerper
- René Stucki (65), Zwitsers componist, dirigent en trompettist

### 16 juni
- Wouter Achterberg (60), Nederlands filosoof
- Charles Bossicart (72), Belgisch politicus
- Paul Furey (54), Iers folkmuzikant
- Jan de Sonnaville (84), Nederlands burgemeester

### 17 juni
- Piet Akkermans (59), Nederlands rechtsgeleerde
- Rino Benedetti (73), Italiaans wielrenner
- Anthony Sutton (77), Brits econoom, geschiedkundige en auteur
- Fritz Walter (81), Duits voetballer

### 18 juni
- Lode Sebregts (95), Belgisch kunstschilder
- Walter Villa (58), Italiaans motorcoureur
- Naozumi Yamamoto (69), Japans componist en dirigent

### 19 juni
- Flemming van Denemarken (80), lid Deense koningshuis
- Wiel Knipa (81), Nederlands presentator

### 20 juni
- Nina Baanders-Kessler (87), Nederlands beeldhouwer en medailleur
- Erwin Chargaff (96), Amerikaans biochemicus en schrijver
- Fred Drake (44), Amereikaans muzikant
- Guy Jespers (68), Belgisch onderzoeksrechter en crimineel
- Tinus Osendarp (86), Nederlands atleet
- Cees Smal (72), Nederlands burgemeester

### 21 juni
- Sidney Armus (77), Amerikaans acteur
- Frederik Julius Billeskov Jansen (94), Deens schrijver
- Wladimiro Panizza (57), Italiaans wielrenner

### 22 juni
- Chang Cheh (79), Hongkongs regisseur
- Yoshio Okada (75), Japans voetballer

### 24 juni
- Larry Alcala (75), Filipijns striptekenaar
- Pierre Werner (88), Luxemburgs politicus

### 25 juni
- André Vandenbunder (84), Belgisch filmtheoreticus

### 26 juni
- Willem van Dragt (77), Nederlands wethouder
- Dermot Walsh (77), Iers acteur
- Philip Whalen (78), Amerikaans dichter

### 27 juni
- John Entwistle (57), Brits bassist

### 29 juni
- Rosemary Clooney (74), Amerikaans zangeres en actrice
- Ole-Johan Dahl (70), Noors informaticus
- Sikke Doele (60), Nederlands schrijver en dichter
- François Périer (82), Frans acteur

## Juli

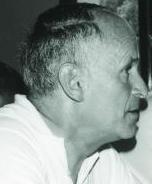
Laurent Schwartz
4 juli

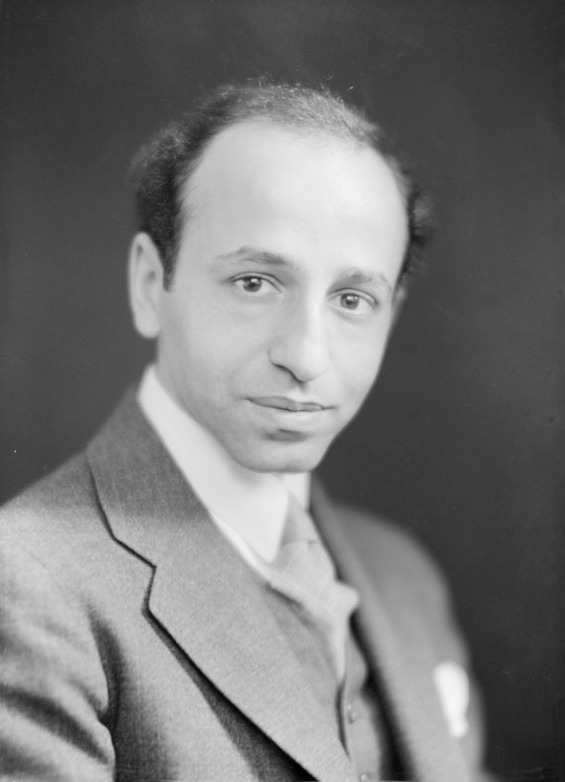
Yousuf Karsh
13 juli

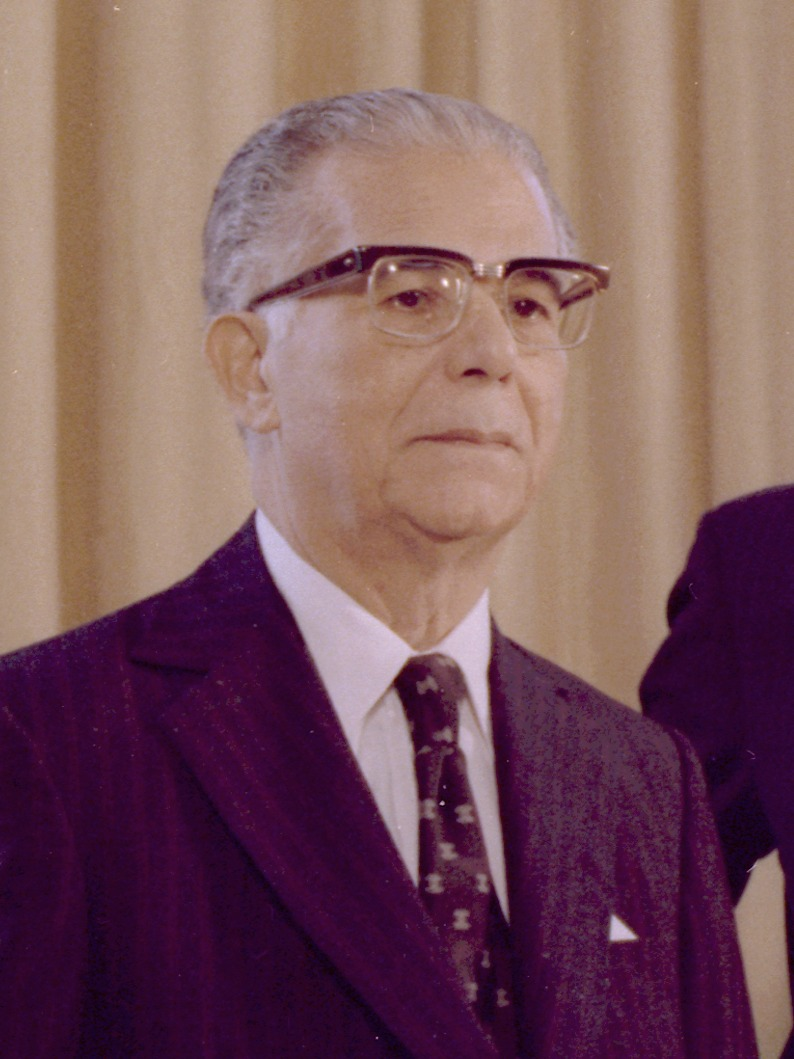
Joaquín Balaguer
14 juli

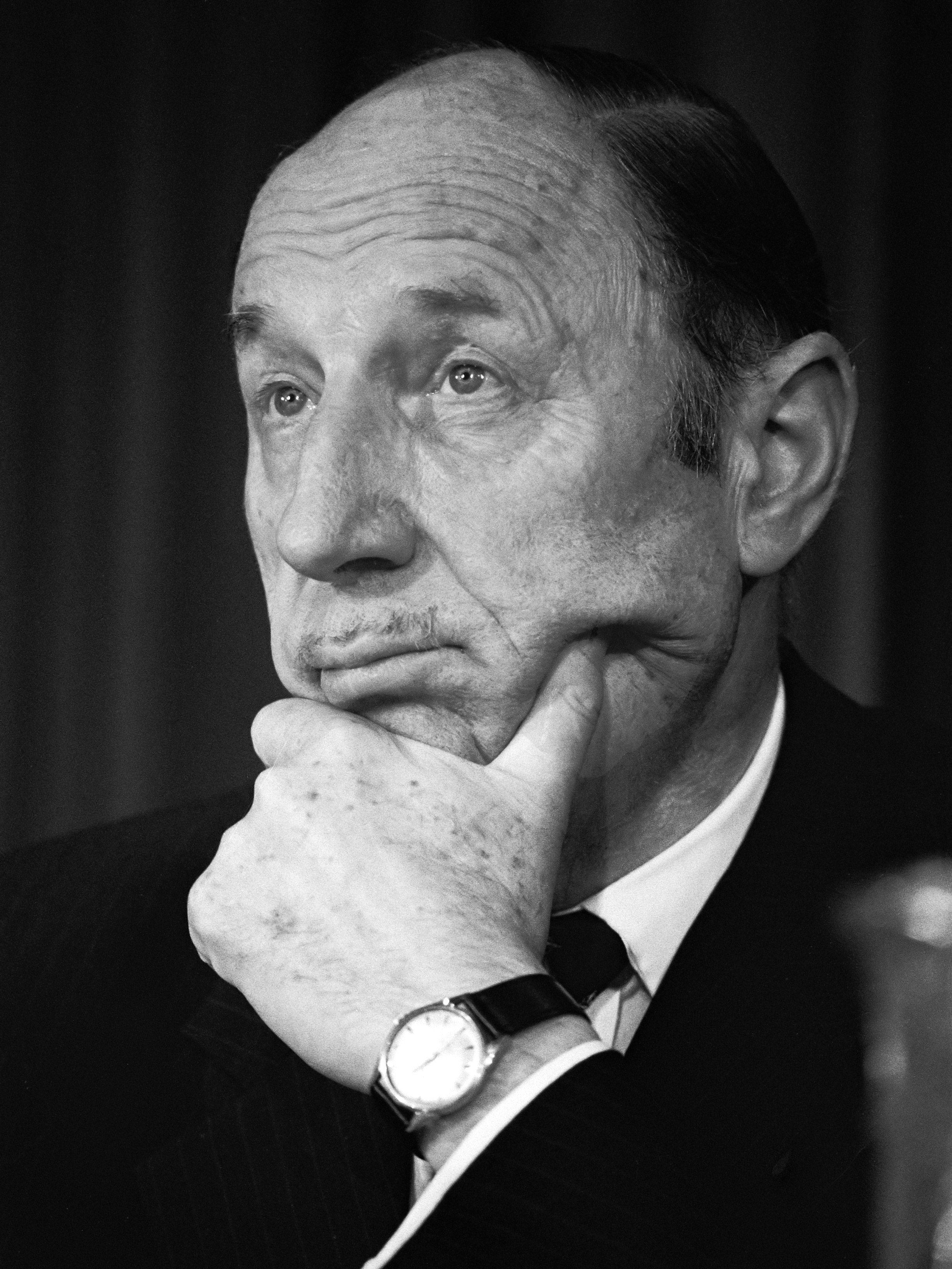
Joseph Luns
17 juli

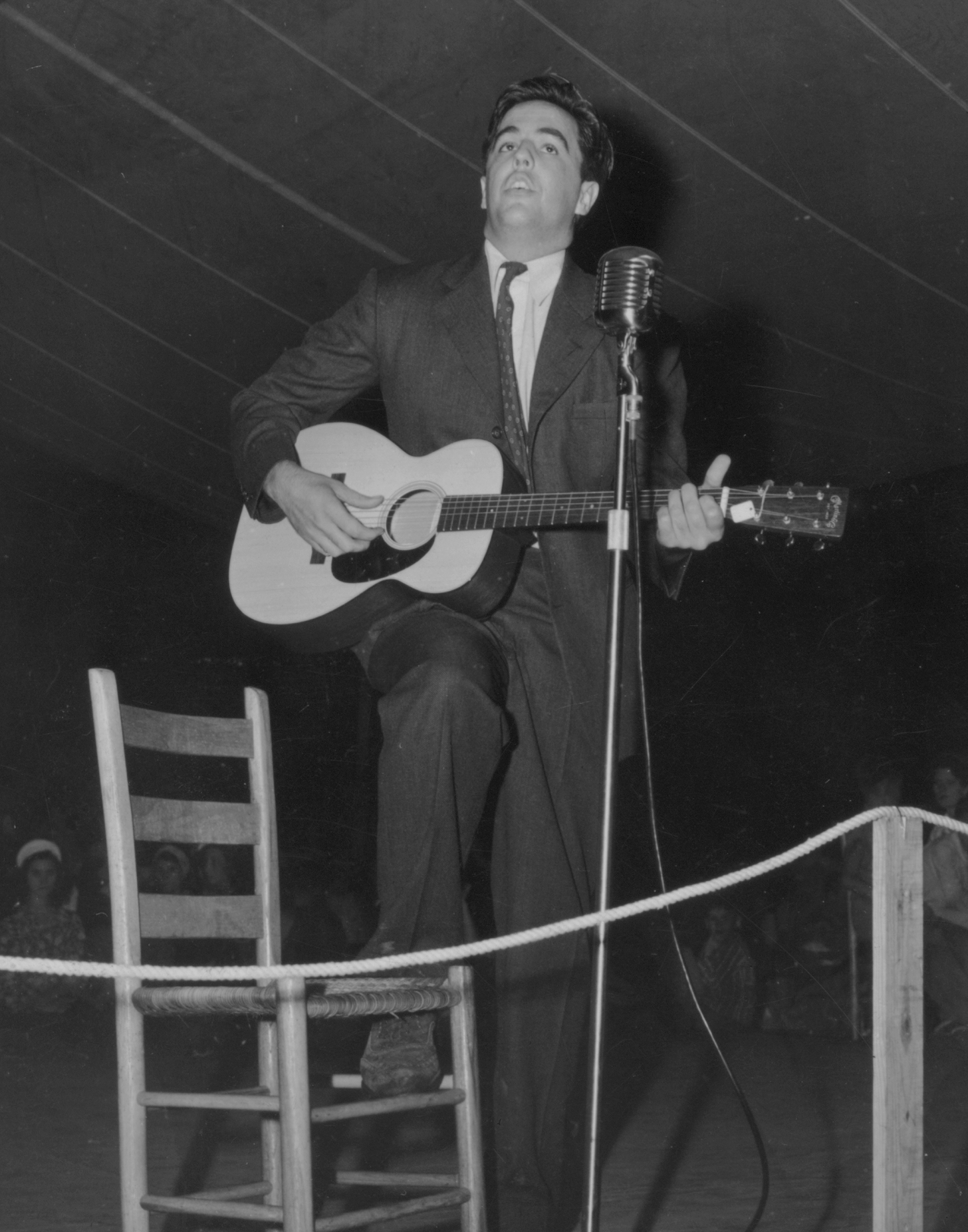
Alan Lomax
19 juli

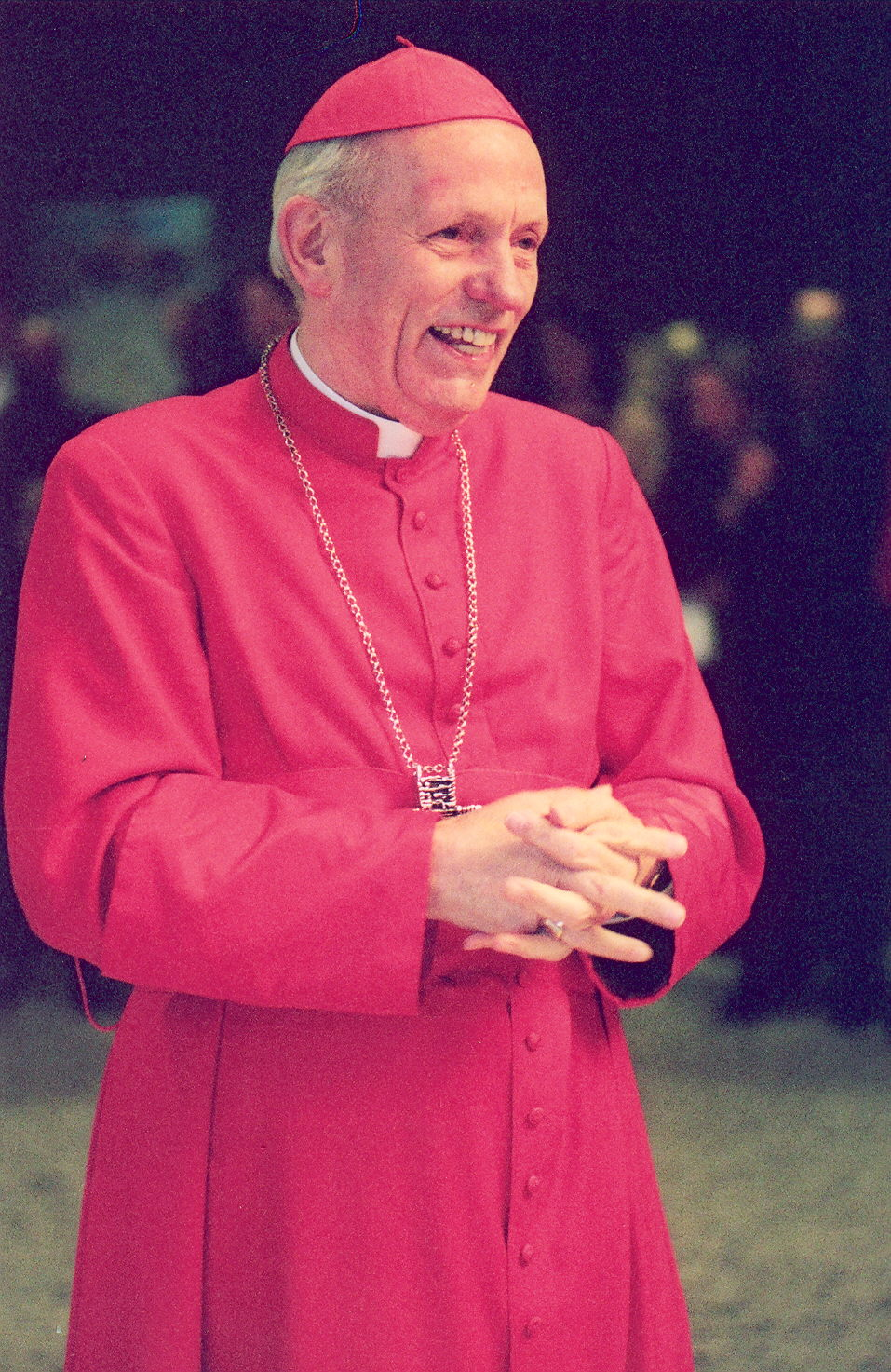
J.J. Degenhardt
25 juli

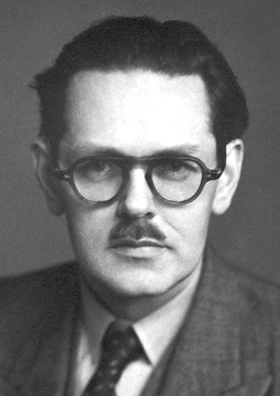
A.J.P. Martin
28 juli

| 1 | 2 | 3 | 4 | 5 | 6 | 7 | 8 | 9 | 10 | 11 | 12 | 13 | 14 | 15 | 16 | 17 | 18 | 19 | 20 | 21 | 22 | 23 | 24 | 25 | 26 | 27 | 28 | 29 | 30 | 31 |
| - | - | - | - | - | - | - | - | - | -- | -- | -- | -- | -- | -- | -- | -- | -- | -- | -- | -- | -- | -- | -- | -- | -- | -- | -- | -- | -- | -- |

### 1 juli
- David Clarke (72), Brits autocoureur
- Jozef Maria Heusschen (86), Belgisch bisschop

### 2 juli
- Ray Brown (75), Amerikaans jazzbassist

### 4 juli
- Denise Daems (59), Belgisch actrice
- Laurent Schwartz (87), Frans wiskundige

### 6 juli
- John Frankenheimer (72), Amerikaans filmregisseur
- Lazar Koliševski (88), Joegoslavisch politicus
- Jan van der Lans (68), Nederlands godsdienstpsycholoog
- István Sárkőzy (81), Hongaars componist

### 7 juli
- Gerard Hallie (90), Nederlands roeier

### 9 juli
- Gertrude Starink (54), Nederlands dichteres
- Rod Steiger (77), Amerikaans acteur

### 10 juli
- Albertin Disseaux (87), Belgisch wielrenner
- Joop de Kubber (74), Nederlands voetballer
- Walter McCrone (86), Amerikaans chemisch analist

### 13 juli
- Yousuf Karsh (93), Turks fotograaf

### 14 juli
- Joaquín Balaguer (95), president van de Dominicaanse Republiek

### 15 juli
- Walter Peeters (77), Belgisch politicus
- Barbara Randolph (60), Amerikaans actrice en zangeres
- Hendrik Top (61), Nederlands burgemeester

### 16 juli
- John Cocke (77), Amerikaans informaticus

### 17 juli
- Joseph Luns (90), Nederlands minister en secretaris-generaal van de NAVO
- George Rickey (95), Amerikaans beeldhouwer

### 19 juli
- Diane D'haeseleer (66), Belgisch politicus
- Alan Lomax (87), Amerikaanse folklorist en musicoloog

### 21 juli
- Gus Dudgeon (59), Brits platenproducer
- Jeffrey Harborne (73), Brits botanicus
- Johannes Adrianus Smit (57), Nederlands kunstenaar

### 22 juli
- Joyce Cooper (93), Brits zwemster

### 23 juli
- Chaim Potok (73), Amerikaans rabbijn en schrijver
- Leonard de Vries (82), Nederlands schrijver

### 24 juli
- Jan van Wijk (74), Nederlands burgemeester

### 25 juli
- Johannes Joachim Degenhardt (76), Duits aartsbisschop
- Hans Dorjee (60), Nederlands voetballer en voetbaltrainer

### 26 juli
- Tony Anholt (61), Brits televisieacteur[2]
- Luc Philips (87), Belgisch acteur en regisseur
- André Roosenburg (78), Nederlands voetballer
- Leonard B. Smith (86), Amerikaans componist en dirigent

### 27 juli
- Anatoli Basjasjkin (78), Sovjet-voetballer
- Pé Bolten (85), Nederlands burgemeester
- Dick Cleveland (72), Amerikaans zwemmer
- Jan Gommers (86), Nederlands zwemmer
- Alexandre Rudajev (67), Tsjechisch-Amerikaans componist

### 28 juli
- Jacques Monsaert (67), Belgisch burgemeester
- Archer John Porter Martin (92), Brits scheikundige

### 29 juli
- Henk Mostert (77), Nederlands schaker
- Renato Pirocchi (69), Italiaans autocoureur

### 30 juli
- Willem van Est (80), Nederlands wiskundige

### 31 juli
- Corrina Konijnenburg (37), Nederlands televisie-bekendheid
- Lou Meijers (82), Nederlands militair

## Augustus

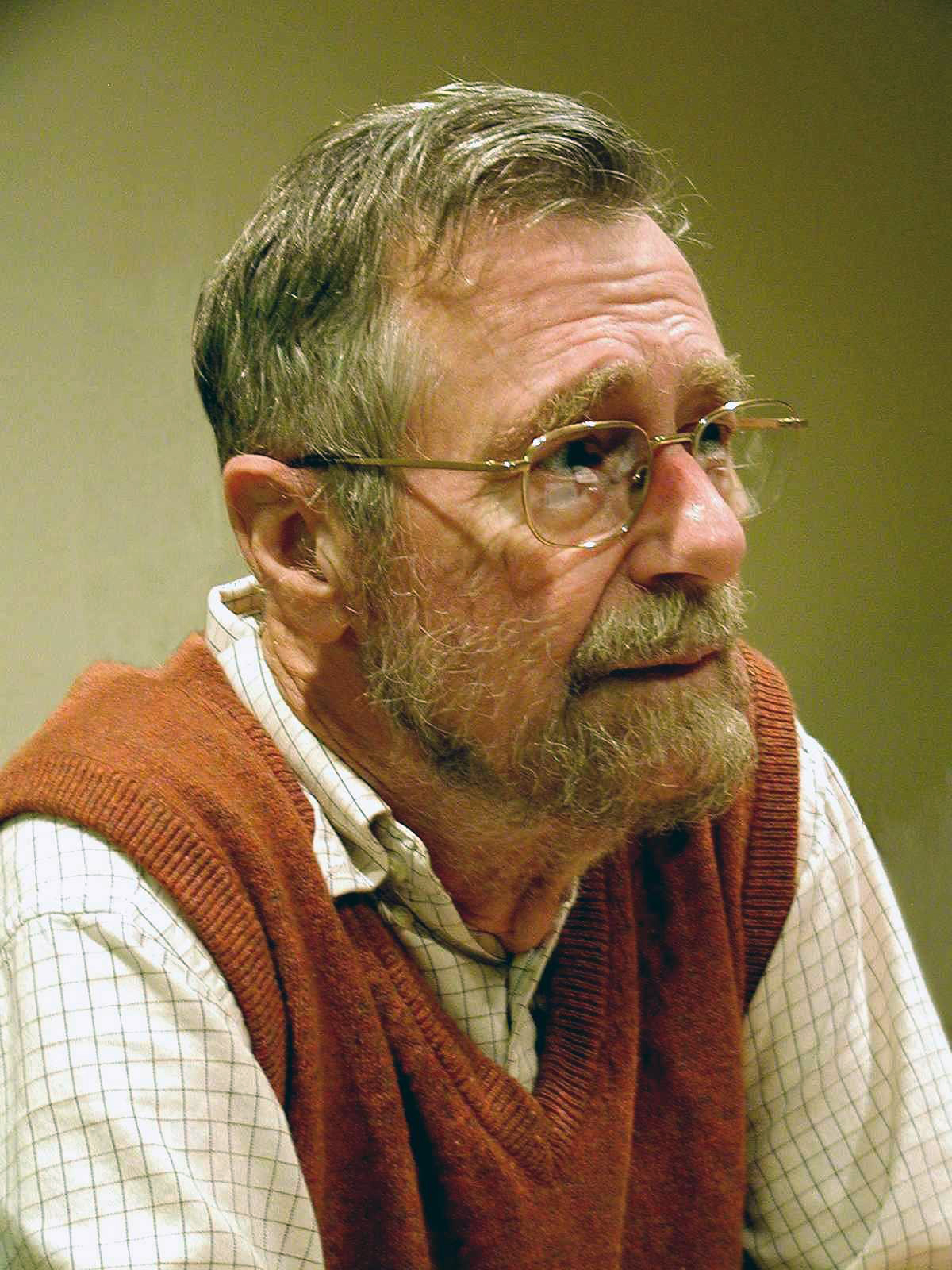
Edsger Dijkstra
6 augustus

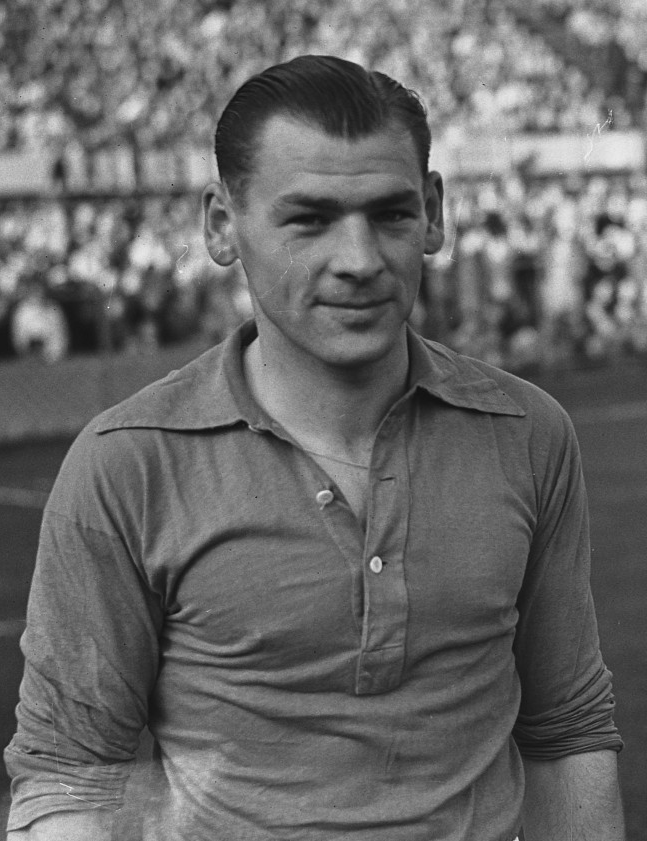
Frans Tebak
8 augustus

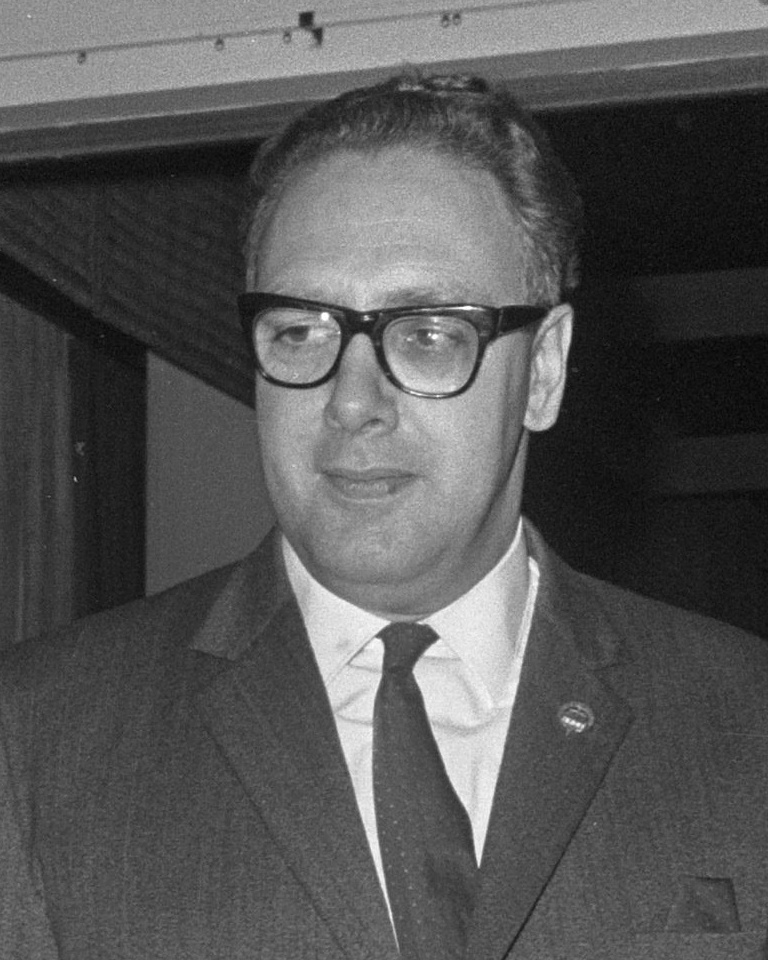
Ruud van Feggelen
9 augustus

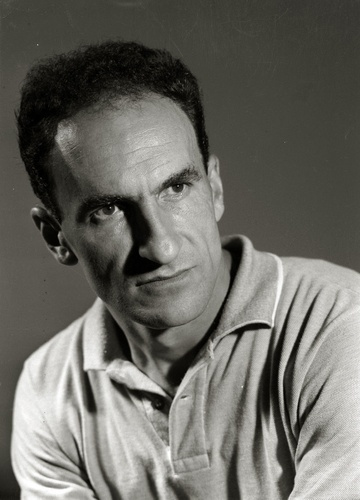
Eduardo Chillida
19 augustus

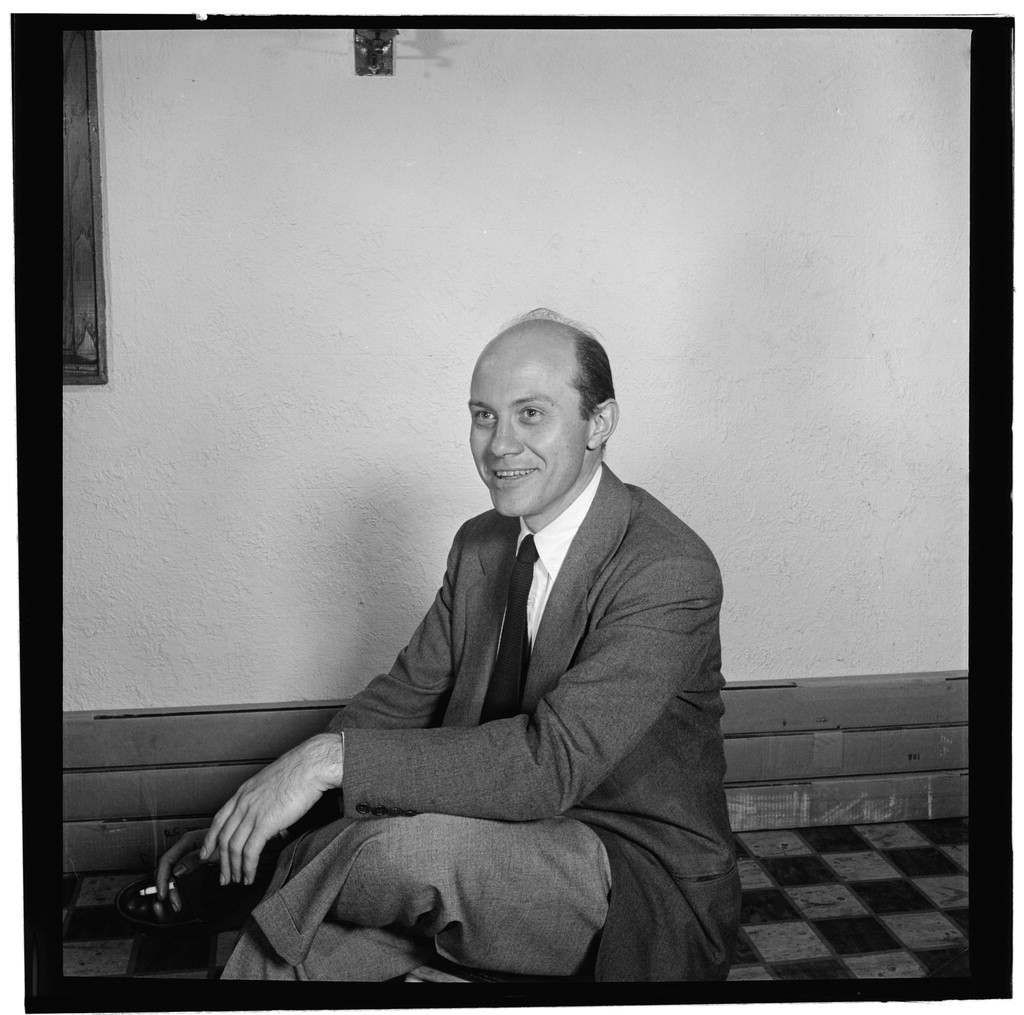
John S. Wilson
27 augustus

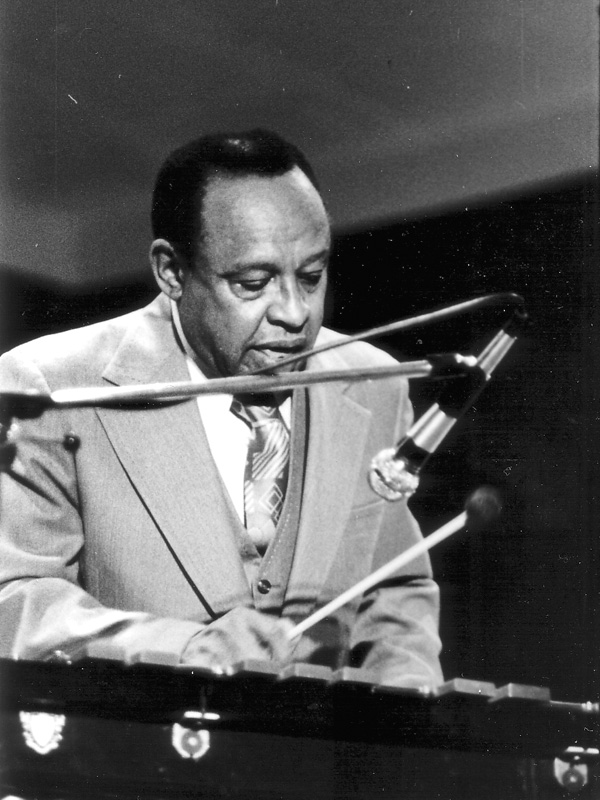
Lionel Hampton
31 augustus

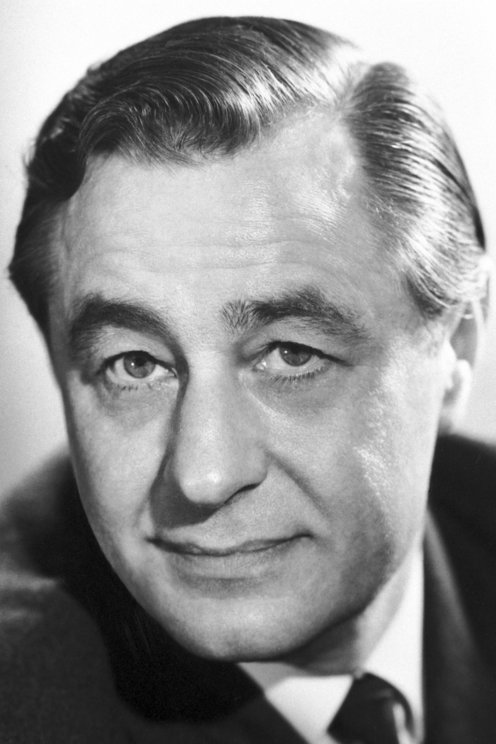
George Porter
31 augustus

| 1 | 2 | 3 | 4 | 5 | 6 | 7 | 8 | 9 | 10 | 11 | 12 | 13 | 14 | 15 | 16 | 17 | 18 | 19 | 20 | 21 | 22 | 23 | 24 | 25 | 26 | 27 | 28 | 29 | 30 | 31 |
| - | - | - | - | - | - | - | - | - | -- | -- | -- | -- | -- | -- | -- | -- | -- | -- | -- | -- | -- | -- | -- | -- | -- | -- | -- | -- | -- | -- |

### 1 augustus
- Peter Carter (37), Australisch tennisspeler en -coach
- Josse Mertens de Wilmars (90), Belgisch rechter

### 2 augustus
- Roy Kral (80), Amerikaans jazzpianist en -zanger

### 3 augustus
- Carmen Silvera (80), Brits actrice

### 5 augustus
- Sándor Baracs (101), Nederlands verzetsstrijder en journalist

### 6 augustus
- Jim Crawford (54), Brits autocoureur
- Edsger Dijkstra (72), Nederlands informaticus

### 8 augustus
- Frans Tebak (74), Nederlands voetballer

### 9 augustus
- Ruud van Feggelen (79), Nederlands waterpolospeler
- Bertold Hummel (76), Duits componist

### 10 augustus
- Kristen Nygaard (75), Noors wiskundige en politicus
- Doris Wishman (90), Amerikaans regisseur

### 12 augustus
- Gaby Vandeputte (85), Belgisch politicus

### 14 augustus
- Peter Hunt (77), Brits regisseur
- Raoul Mollet (89), Belgisch atleet
- Atta Mungra (63), Surinaams politicus en zakenman

### 15 augustus
- Jean Stengers (80), Belgisch historicus

### 16 augustus
- Paul Michel Lévy (91), Belgisch journalist en politicus
- Aboe Nidal (65), Palestijns terrorist

### 18 augustus
- Toerpan-Ali Atgeriejev (33), Tsjetsjeens politicus

### 19 augustus
- Eduardo Chillida (78), Spaans beeldhouwer

### 20 augustus
- Somporn Saekhow (62), Thais apentrainer

### 21 augustus
- Adelina Domingues (114), oudste persoon ter wereld
- Eddy Evenhuis (81), Nederlands journalist en dichter
- Oskar Plattner (80), Zwitsers wielrenner

### 22 augustus
- Ernest Majo (85), Duits componist

### 23 augustus
- Anthony Stafford Beer (75), Brits psycholoog
- Eduard Röell (64), Nederlands diplomaat

### 24 augustus
- Cornelis Johannes van Houten (82), Nederlands astronoom
- Jan te Wierik (48), Nederlands kunstenaar

### 25 augustus
- Johannes Brandsma (84), Nederlands burgemeester
- Francis Tanghe (86), Belgisch politicus

### 26 augustus
- Thomas Gordon (84), Amerikaans klinisch psycholoog
- Georg Werner (98), Zweeds zwemmer

### 27 augustus
- Ginette Doyen (81), Frans pianiste
- John S. Wilson (89), Amerikaans jazzcriticus en radiopresentator

### 28 augustus
- Piet Vink (75), Nederlands politicus

### 29 augustus
- Lance Macklin (82), Brits autocoureur

### 30 augustus
- José Sette Câmara Filho (82), Braziliaans diplomaat
- J. Lee Thompson (88), Brits regisseur

### 31 augustus
- Lionel Hampton (94), Amerikaans jazzmuzikant
- George Porter (81), Brits scheikundige

## September

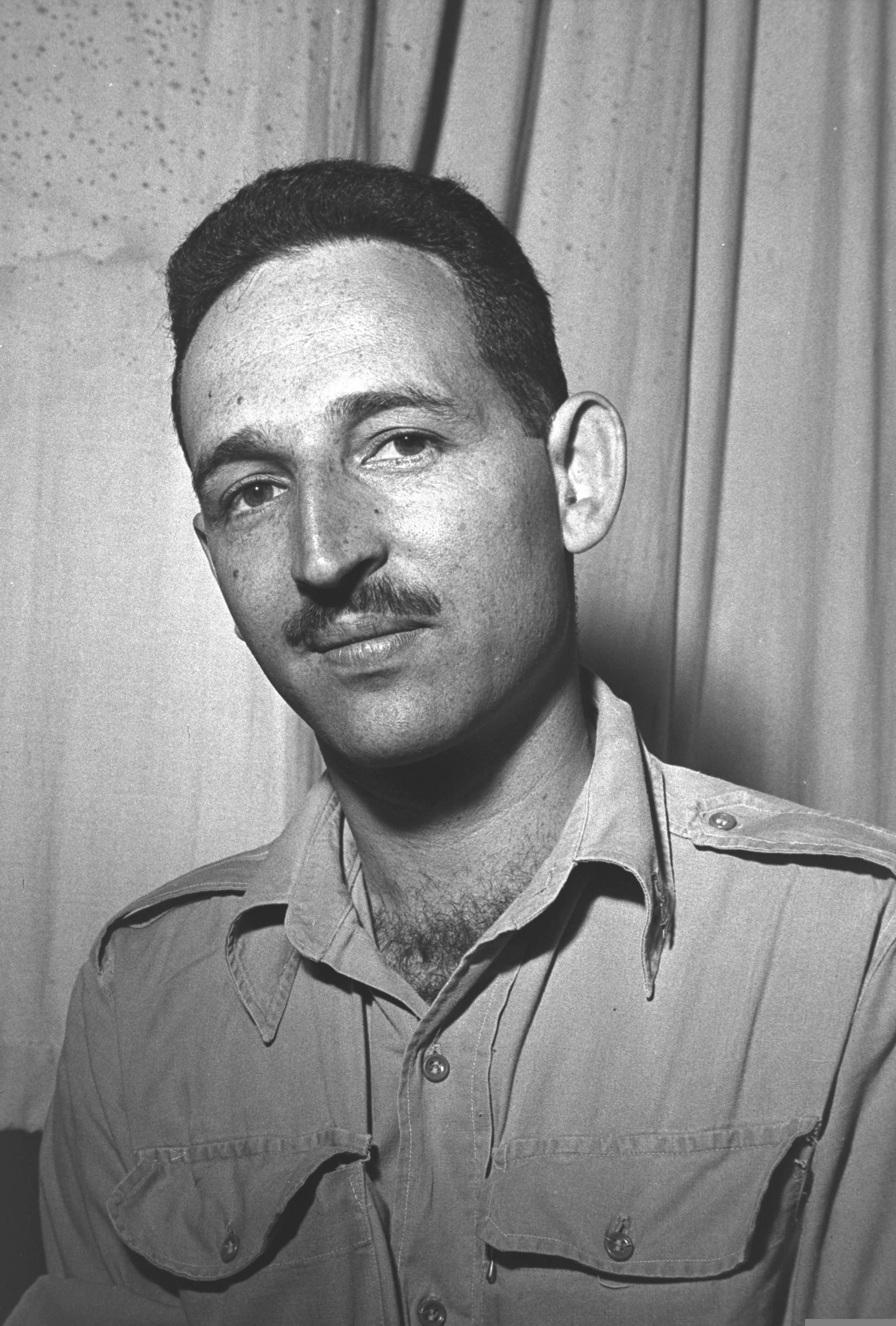
Uziel Gal
7 september

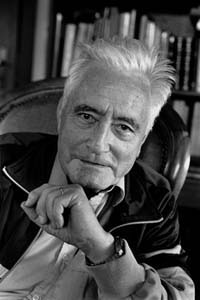
Georges-André Chevallaz
8 september

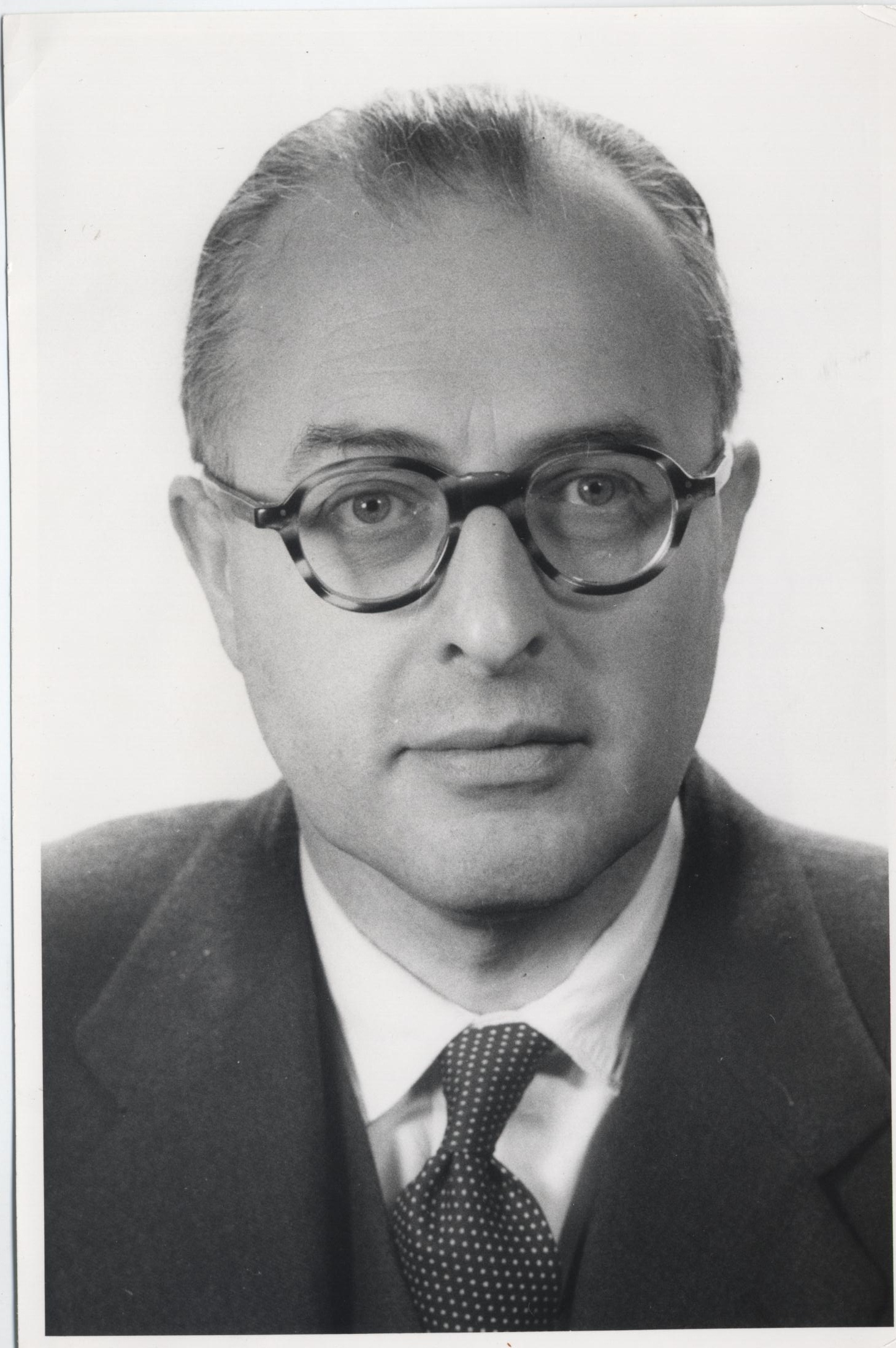
Geoffrey Dummer
16 september

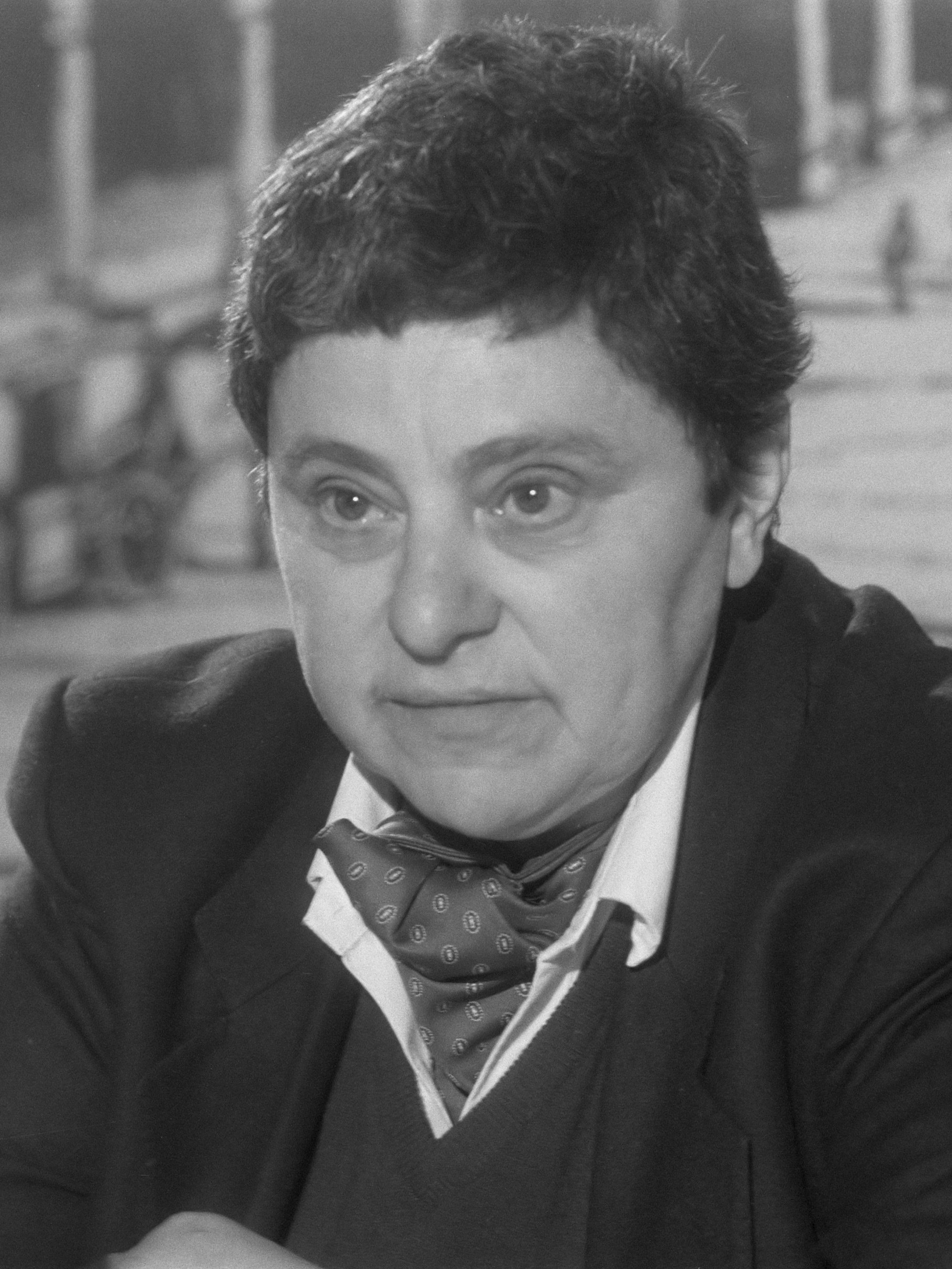
Andreas Burnier
18 september

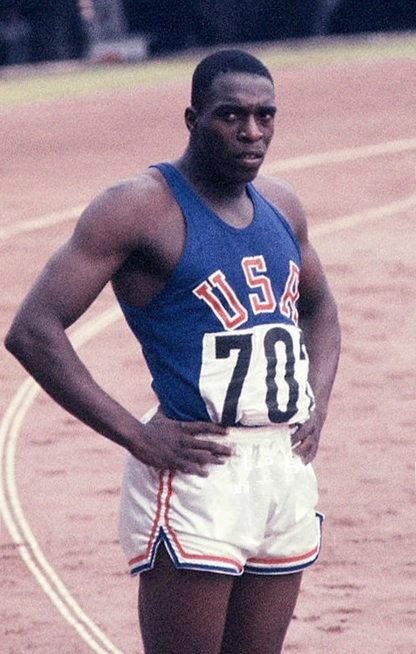
Bob Hayes
18 september

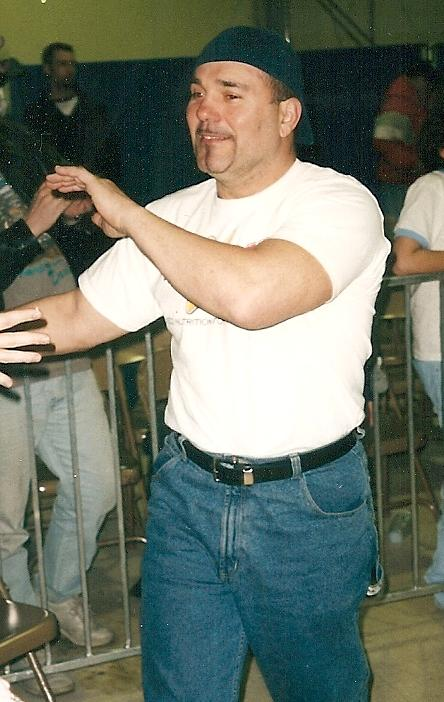
Rocco Rock
21 september

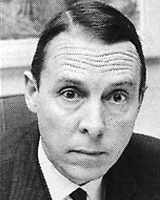
Hans-Peter Tschudi
30 september

| 1 | 2 | 3 | 4 | 5 | 6 | 7 | 8 | 9 | 10 | 11 | 12 | 13 | 14 | 15 | 16 | 17 | 18 | 19 | 20 | 21 | 22 | 23 | 24 | 25 | 26 | 27 | 28 | 29 | 30 |
| - | - | - | - | - | - | - | - | - | -- | -- | -- | -- | -- | -- | -- | -- | -- | -- | -- | -- | -- | -- | -- | -- | -- | -- | -- | -- | -- |

### 2 september
- Ben Kahmann (88), Nederlands musicus en redemptorist

### 3 september
- Dirk ter Haar (83), Brits-Nederlands natuurkundige

### 4 september
- Jerome Biffle (74), Amerikaans atleet
- Vlado Perlemuter (98), Frans pianist

### 5 september
- Cliff Gorman (65), Amerikaans acteur
- Puck Stoffels (90), verpleegkundige en verzetsstrijdster
- Marcel Van der Aa (78), Belgisch politicus
- André Volten (77), Nederlands beeldhouwer

### 7 september
- Erma Franklin (64), Amerikaans soulzangeres
- Uziel Gal (78), Duits-Israëlisch wapenontwerper

### 8 september
- Georges-André Chevallaz (87), Zwitsers politicus
- Leo Derksen (75), Nederlands journalist
- Lucas Moreira Neves (76), Braziliaans kardinaal
- Maurice Olivier (80), Belgisch politicus

### 9 september
- Peter Tetteroo (55), Nederlands componist en popmuzikant

### 10 september
- Augusto Lamo Castillo (63), Spaans voetbalscheidsrechter

### 11 september
- Jack Tjon Tjin Joe (70), Surinaams politicus en chirurg

### 14 september
- Jim Barnes (61), Amerikaans basketballer
- Henri Joseph Fenet (83), Frans collaborateur
- Guido Maertens (73), Belgisch hoogleraar, priester en filosoof
- Hisayuki Machii (79), Koreaans-Japans misdadiger

### 15 september
- Liepke Scheepstra (83), Nederlands verzetsstrijder
- Henk Wiskamp (85), Nederlands voetballer

### 16 september
- Geoffrey Dummer (93), Brits elektrotechnicus
- Karl Huber (86), Zwitsers politicus

### 17 september
- Dida (68), Braziliaans voetballer
- Henk van Montfoort (71), Nederlands-Belgisch zanger en entertainer

### 18 september
- Andreas Burnier (71), Nederlands criminologe en schrijfster
- Bob Hayes (59), Amerikaanse atleet en Americanfootballspeler
- Mauro Ramos (72), Braziliaans voetballer

### 19 september
- Robert Guéï (61), president van Ivoorkust
- Péter Hajdú (78), Hongaars taalkundige

### 20 september
- Sergej Bodrov jr. (30), Russisch acteur en filmregisseur
- Necdet Kent (91), Turks diplomaat

### 21 september
- Angelo Buono jr. (67), Amerikaans crimineel
- Michael Croissant (74), Duits beeldhouwer
- Rocco Rock (49), Amerikaans professioneel worstelaar

### 22 september
- Aimé Desimpel (61), Belgisch ondernemer en politicus
- Jan de Hartog (88), Nederlands schrijver
- Anthony Milner (77), Brits componist

### 23 september
- Eduard Gufeld (66), Oekraïens-Amerikaans schaker, journalist en publicist

### 24 september
- Henk Jonker (89), Nederlands fotograaf

### 25 september
- Erik Postma (49), Nederlands burgemeester
- Pieter Verlinden (78), Belgisch componist

### 26 september
- Leendert Marinus Steketee (79), Nederlands politicus

### 28 september
- Guus Sötemann (82), Nederlands literatuurwetenschapper

### 29 september
- Mickey Newbury (62), Amerikaans singer-songwriter

### 30 september
- Göran Kropp (35), Zweeds alpinist
- Maarten Mourik (79), Nederlands diplomaat
- Hans-Peter Tschudi (88), Zwitsers politicus
- GodeLiva Uleners (69), Belgisch schrijfster
- Mario Verstraete (39), Belgisch euthanasie-activist

## Oktober

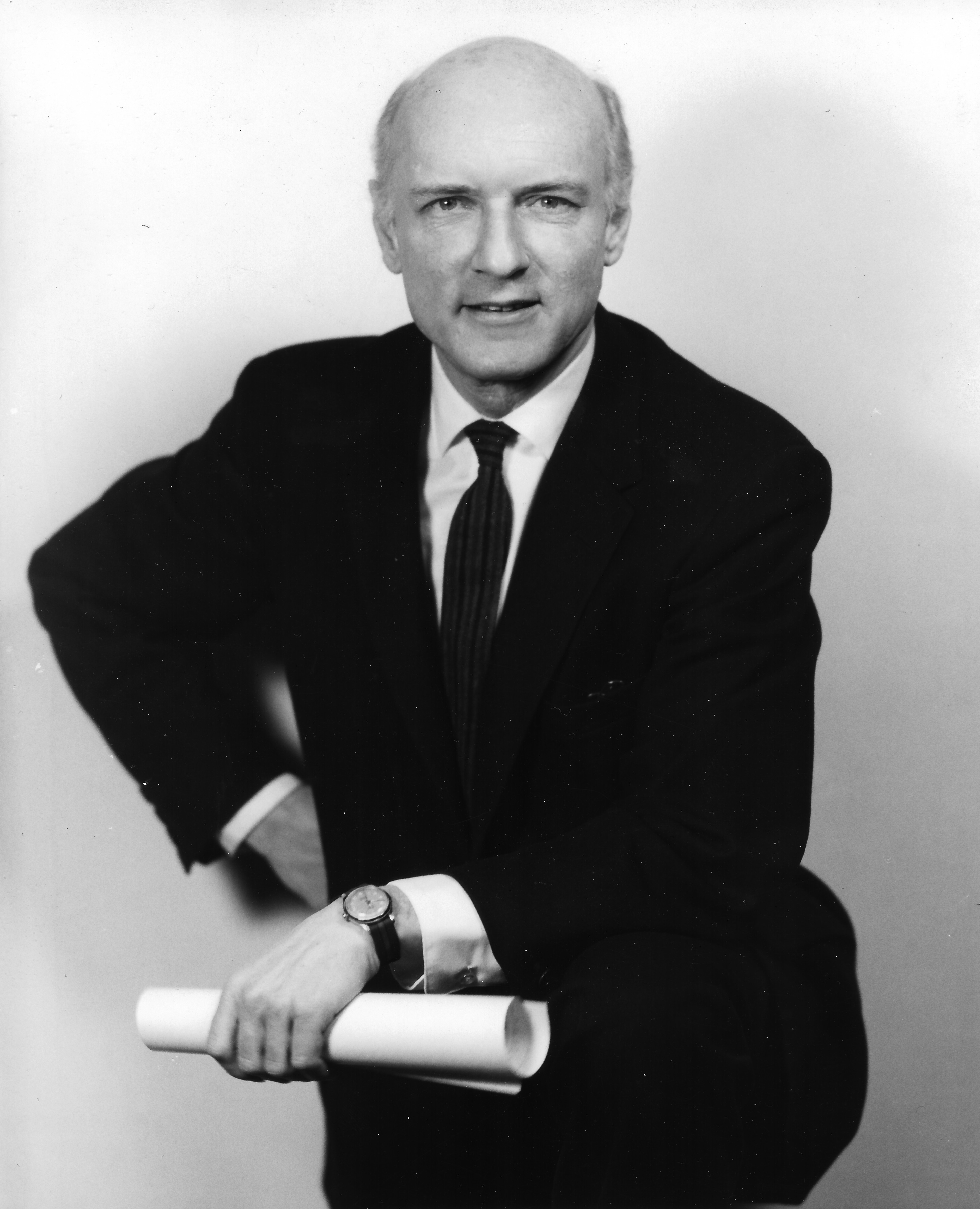
Heinz von Foerster
2 oktober

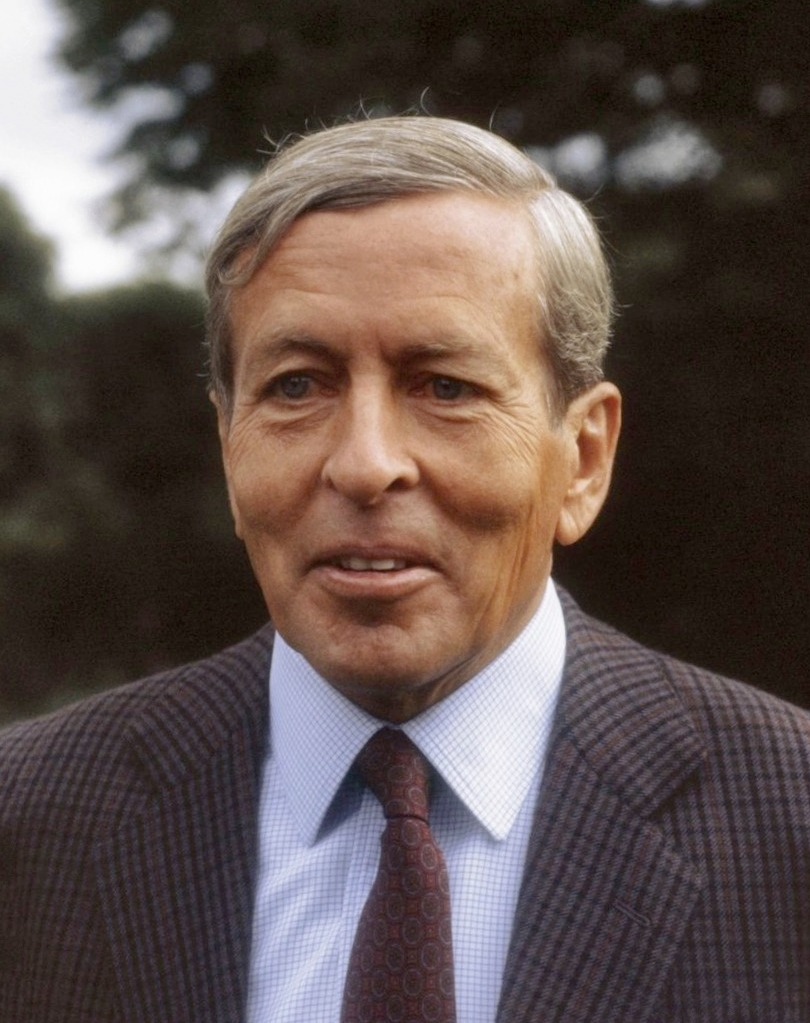
Claus van Amsberg
6 oktober

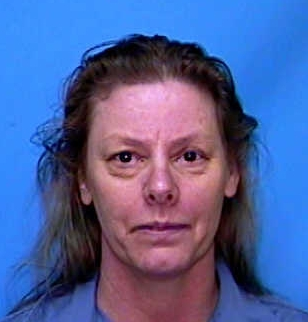
Aileen Wuornos
9 oktober

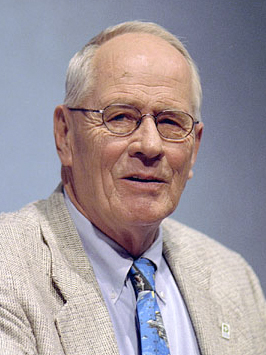
Stephen Ambrose
13 oktober

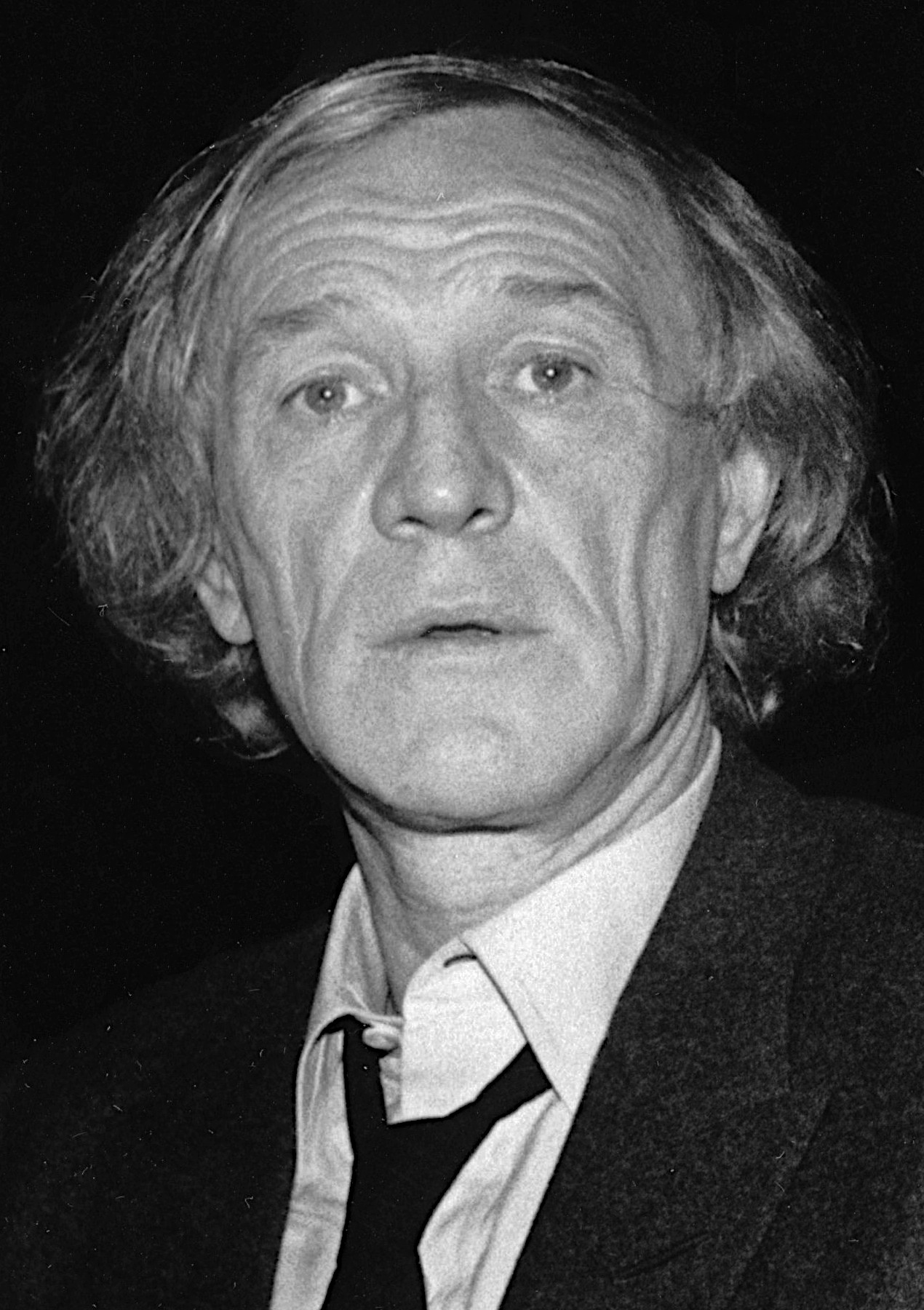
Richard Harris
25 oktober

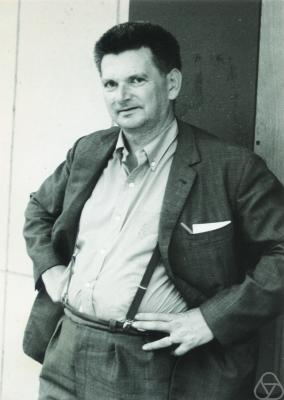
René Thom
25 oktober

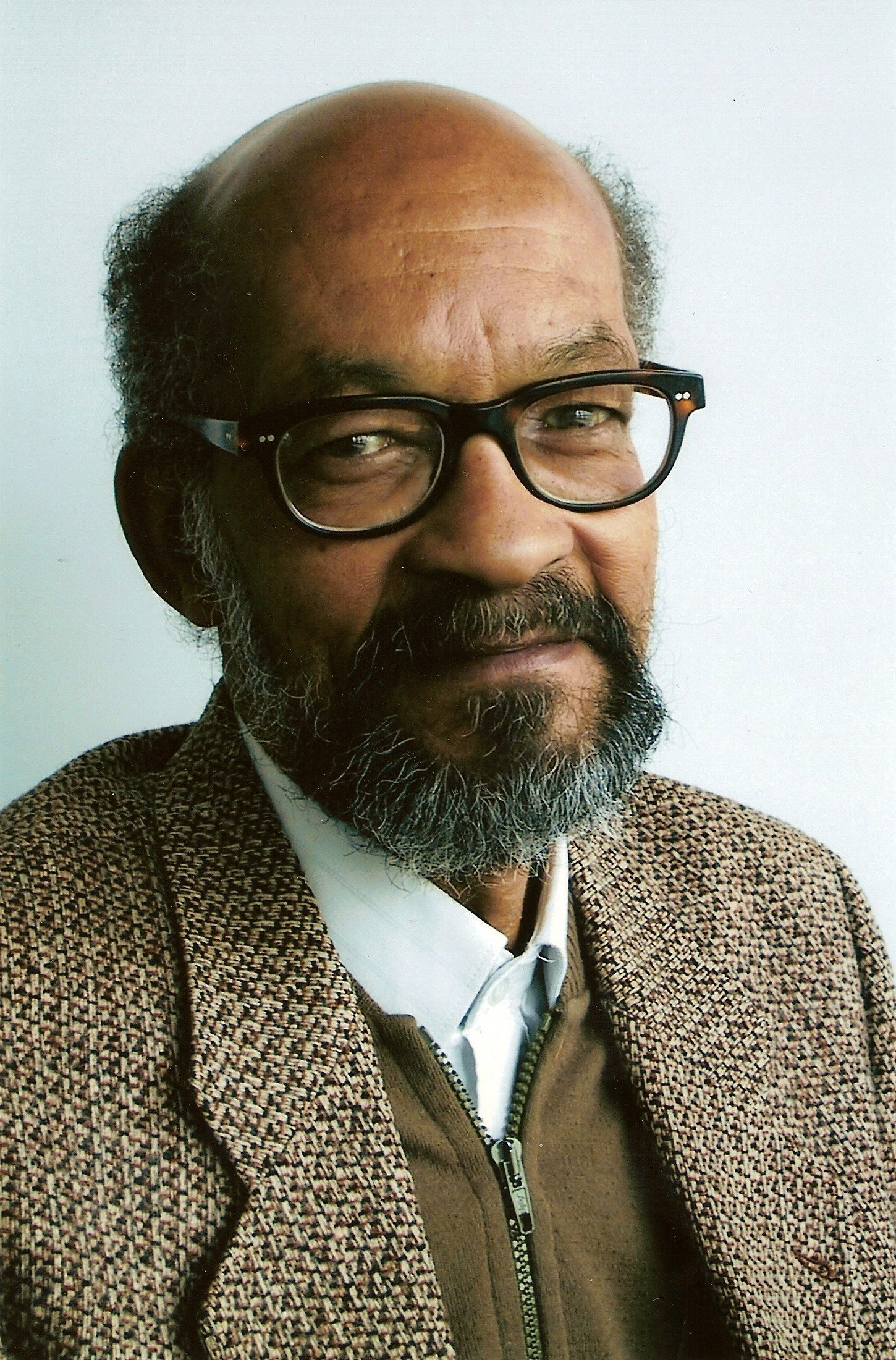
Rudi Kross
28 oktober

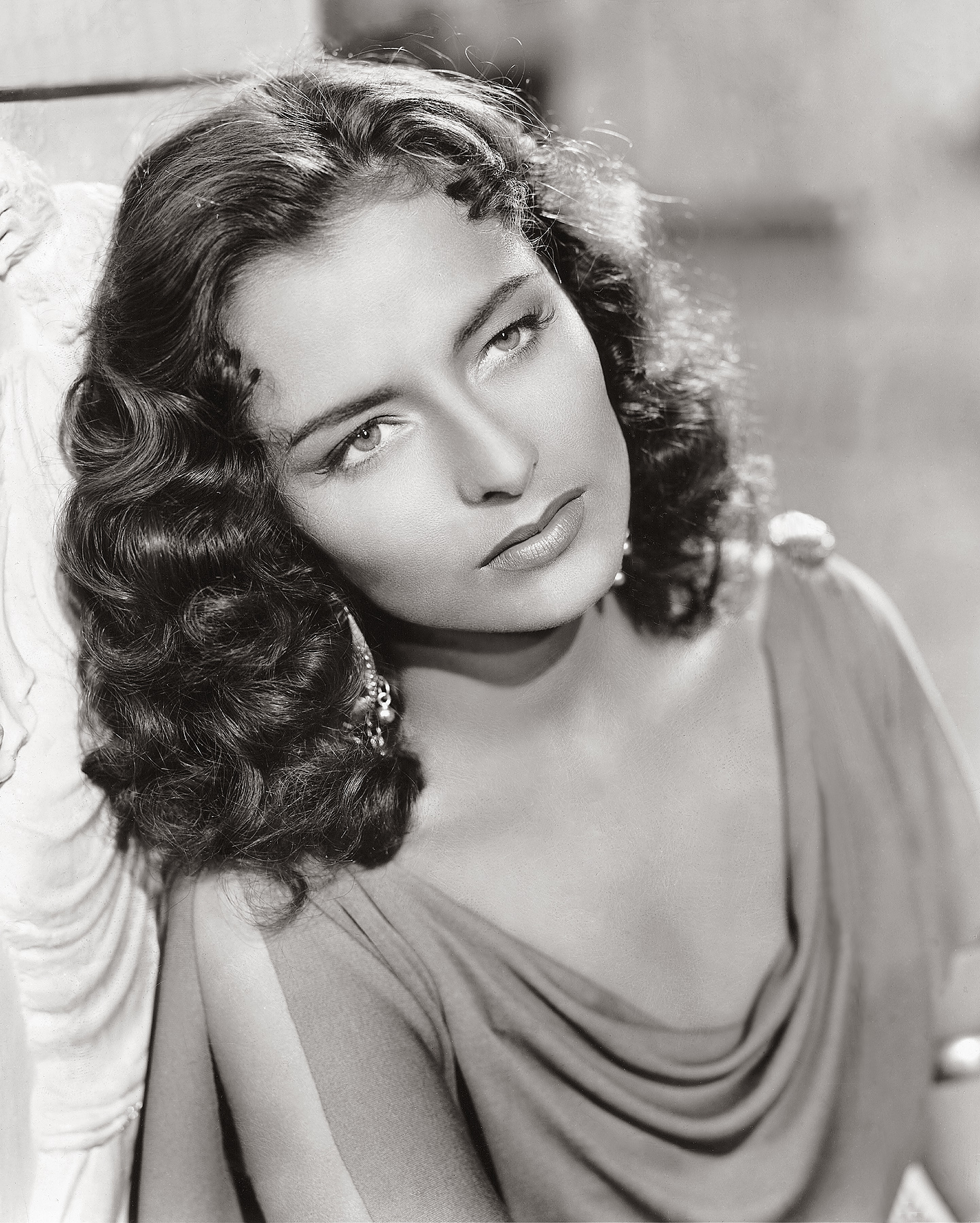
Marina Berti
29 oktober

| 1 | 2 | 3 | 4 | 5 | 6 | 7 | 8 | 9 | 10 | 11 | 12 | 13 | 14 | 15 | 16 | 17 | 18 | 19 | 20 | 21 | 22 | 23 | 24 | 25 | 26 | 27 | 28 | 29 | 30 | 31 |
| - | - | - | - | - | - | - | - | - | -- | -- | -- | -- | -- | -- | -- | -- | -- | -- | -- | -- | -- | -- | -- | -- | -- | -- | -- | -- | -- | -- |

### 2 oktober
- Heinz von Foerster (90), Oostenrijks-Amerikaans fysicus en cyberneticus

### 3 oktober
- Bruce Paltrow (58), Amerikaans filmregisseur en -producent

### 4 oktober
- Sohane Benziane (18), slachtoffer van moord
- André Delvaux (76), Belgisch filmregisseur
- Timothy Reuter (55), Brits historicus

### 5 oktober
- Jay R. Smith (87), Amerikaans acteur
- Eddy van Vliet (60), Belgisch dichter en advocaat

### 6 oktober
- Claus van Amsberg (76), Nederlands prins-gemaal
- Ben Eastman (91), Amerikaans atleet
- Richard Koebner (92), Amerikaans componist
- Jean-Pierre Rey (75), Belgisch acteur
- Johan Sterenberg (82), Nederlandse beeldhouwer

### 7 oktober
- Cor Kint (82), Nederlands zwemster
- Didier de Pierpont (91), Belgisch politicus

### 9 oktober
- Aileen Wuornos (46), Amerikaans seriemoordenares

### 10 oktober
- Teresa Graves (54), Amerikaans actrice
- Abe Most (82), Amerikaans jazzmusicus

### 11 oktober
- Fritz Halmen (90), Roemeens handballer
- Jeanne Verstraete (90), Belgisch-Nederlands actrice
- Richard Wailes (66), Amerikaans roeier

### 12 oktober
- Ray Conniff (85), Amerikaans orkestleider

### 13 oktober
- Stephen Ambrose (66), Amerikaans historicus
- Bill Berry (72), Amerikaanse jazzmuzikant
- Keene Curtis (79), Amerikaans acteur
- Dennis Patrick (84), Amerikaans acteur

### 17 oktober
- Derek Bell (66), Iers harpist
- Bob Gregg (82), Amerikaans autocoureur
- Baltus Oostburg (74), Surinaams medisch wetenschapper en politicus

### 18 oktober
- Coby Lankester (84), Nederlands pianiste en componiste
- Nikolaj Roekavisjnikov (70), Russisch kosmonaut

### 19 oktober
- Manuel Álvarez Bravo (100), Mexicaans fotograaf
- Frits Kirkels (72), Nederlands burgemeester

### 20 oktober
- Bernard Fresson (71), Frans acteur

### 21 oktober
- Charles Bertin (83), Belgisch schrijver
- Manfred Ewald (76), Oost-Duits sportbestuurder
- Kaisa Parviainen (87), Fins atlete

### 22 oktober
- Géraldine Apponyi (87), koningin van Albanië

### 23 oktober
- Nathan Juran (95), Amerikaans filmregisseur
- Elizabeth Longford (96), Brits schrijfster
- Louis Neuray (94), Belgisch politicus

### 24 oktober
- Hernán Gaviria (32), Colombiaans voetballer
- Charmian May (65), Brits actrice
- Scott Plank (43), Amerikaans acteur

### 25 oktober
- Richard Harris (72), Iers filmacteur
- Koki Ishii (61), Japans politicus
- Bram Leeuwenhoek (77), Nederlands atleet en olympisch bestuurder
- Ernest Mancoba (92), Zuid-Afrikaans kunstenaar
- René Thom (79), Frans wiskundige en filosoof

### 27 oktober
- Tom Dowd (77), Amerikaans geluidstechnicus en muziekproducent

### 28 oktober
- Onno Boekhoudt (58), Nederlands kunstenaar
- Rudi Kross (64), Surinaams journalist en schrijver

### 29 oktober
- Marina Berti (78), Italiaans actrice

### 30 oktober
- Jam Master Jay (37), Amerikaans rapper

### 31 oktober
- Herman Deleeck (74), Belgisch politicus
- Ietje Liebeek-Hoving (50), Nederlands schrijfster
- Michail Stasinopoulos (99), Grieks politicus
- Raf Vallone (86), Italiaans acteur

## November

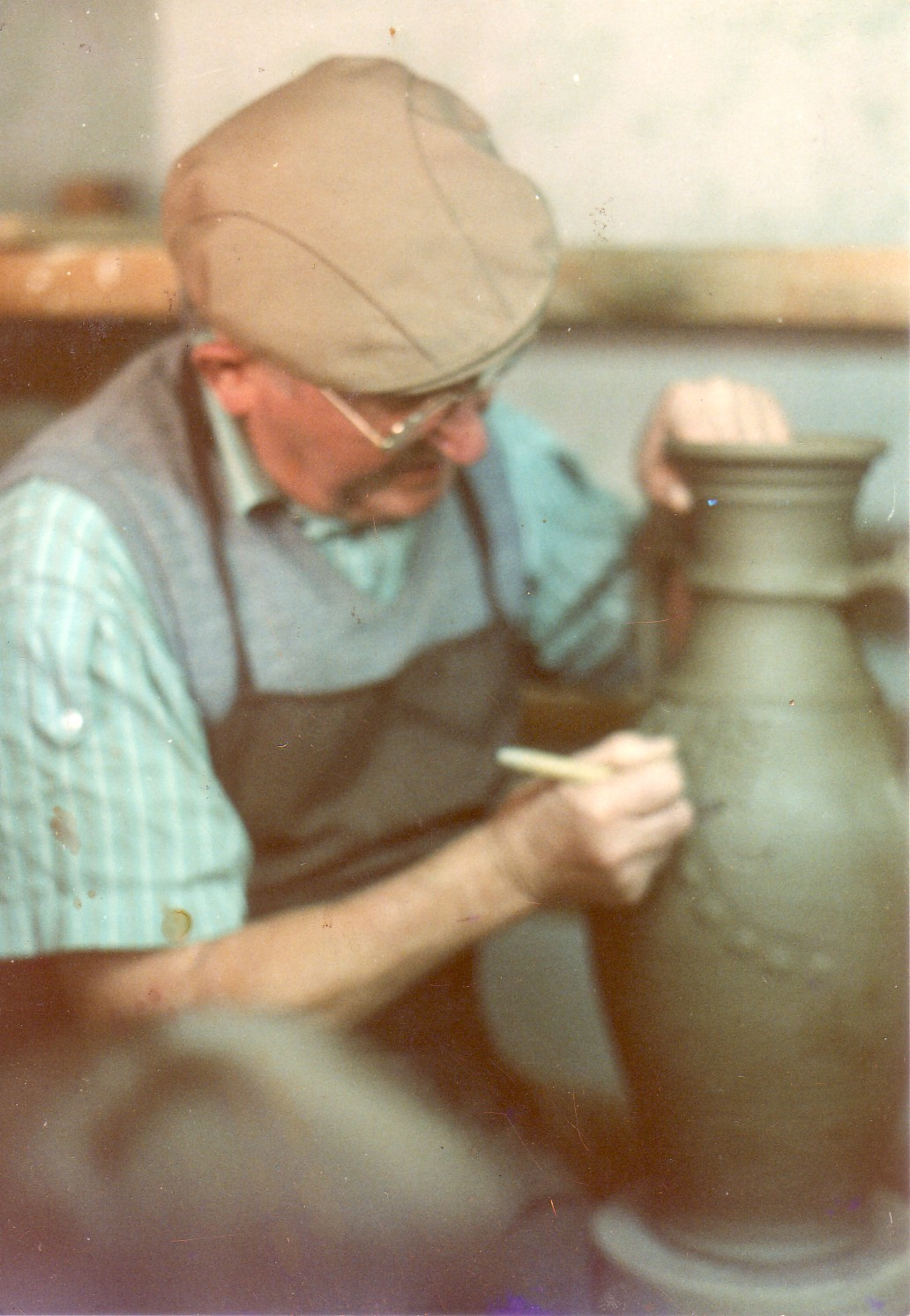
Károly Doncsecz
12 november

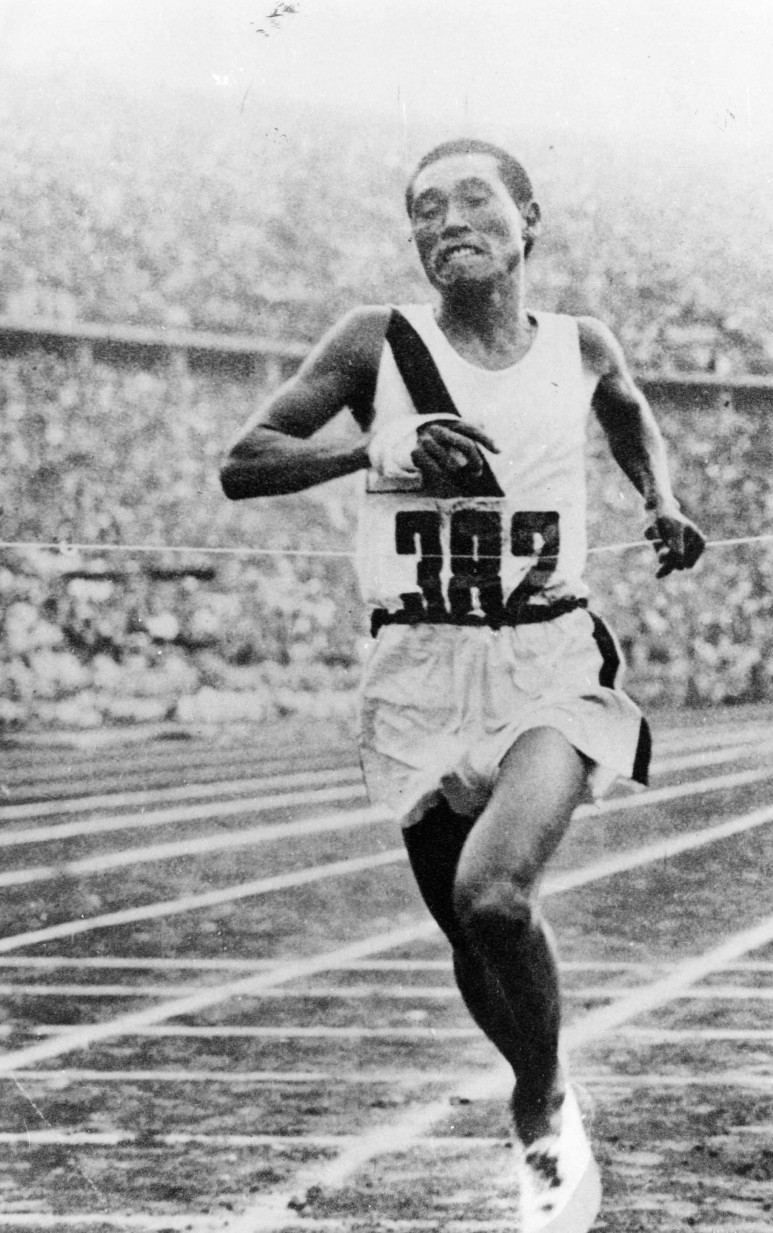
Sohn Kee-chung
15 november

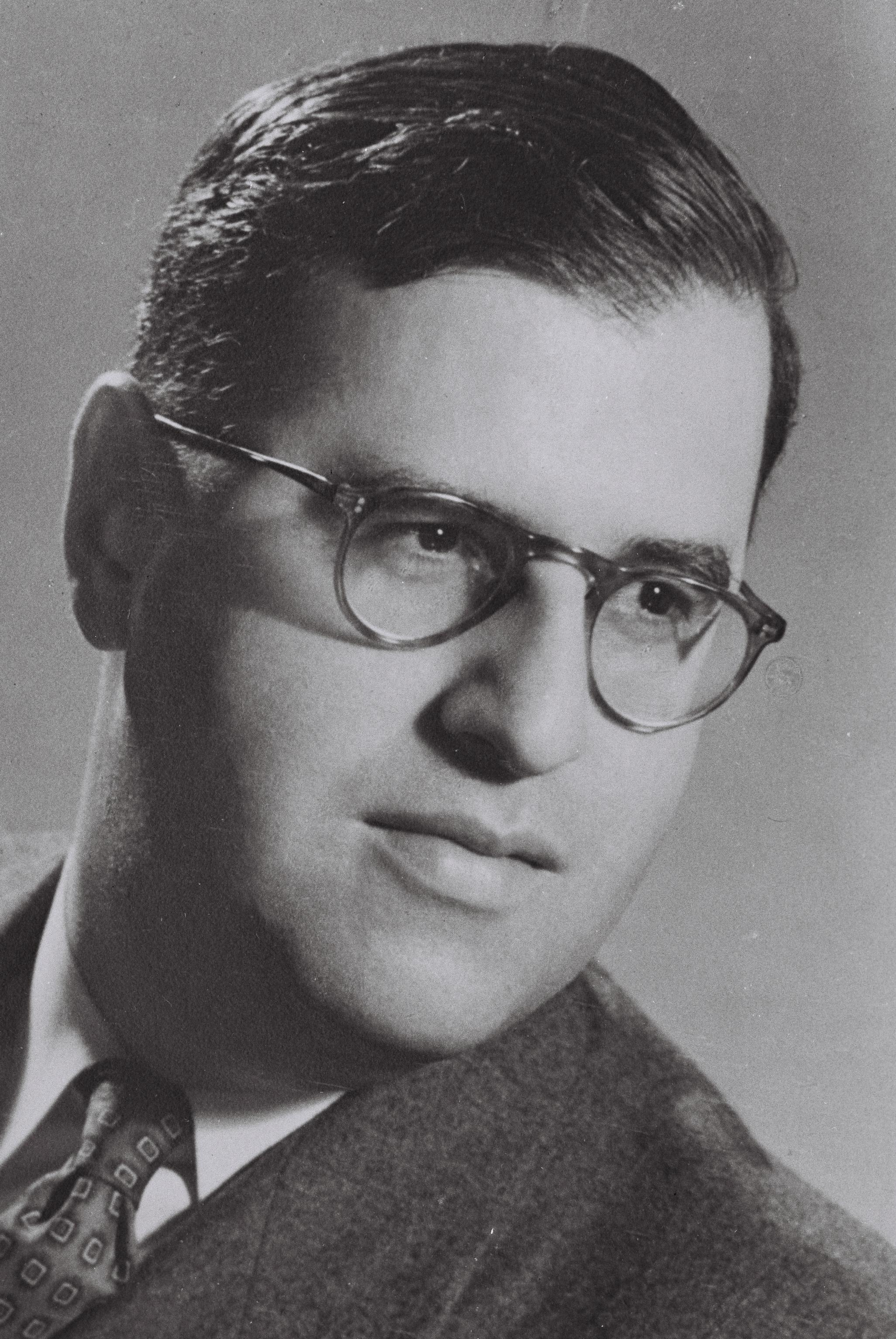
Abba Eban
17 november

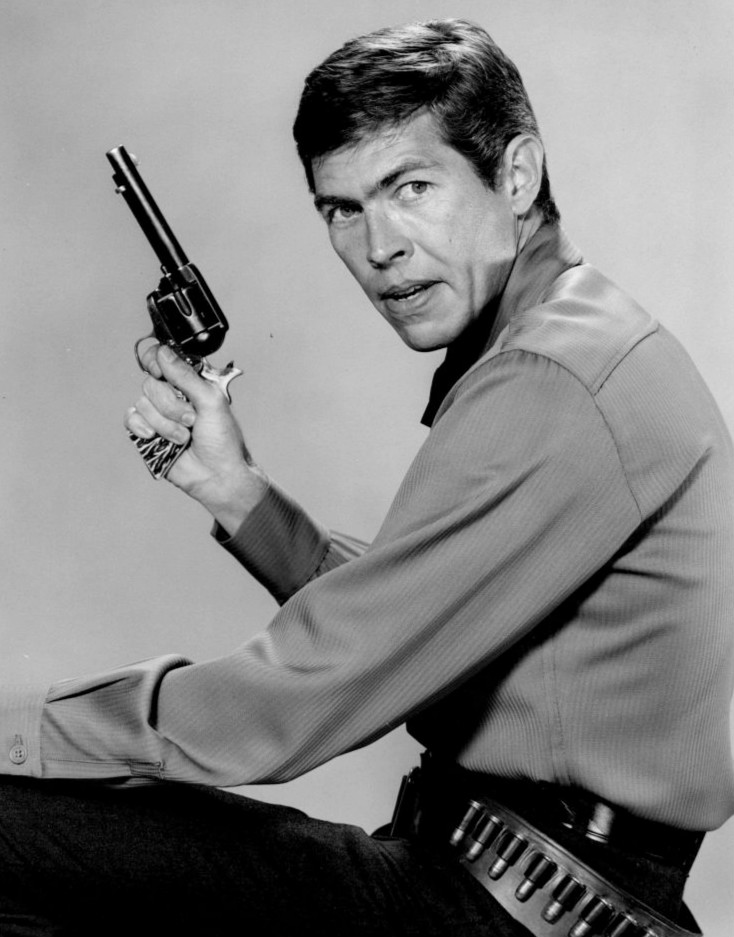
James Coburn
18 november

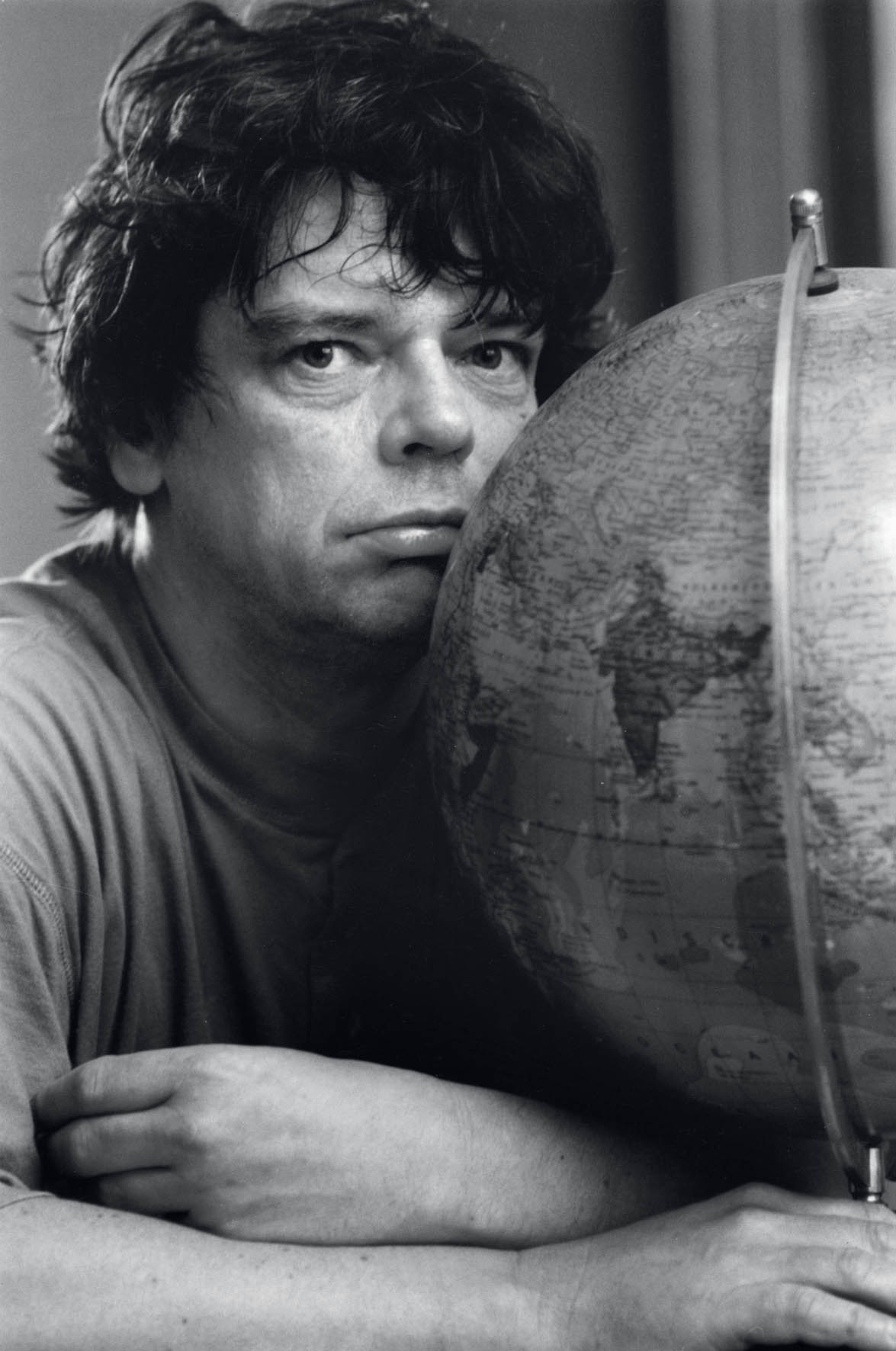
Boudewijn Büch
23 november

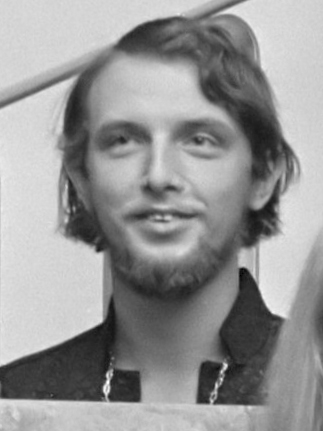
Lennaert Nijgh
28 november

| 1 | 2 | 3 | 4 | 5 | 6 | 7 | 8 | 9 | 10 | 11 | 12 | 13 | 14 | 15 | 16 | 17 | 18 | 19 | 20 | 21 | 22 | 23 | 24 | 25 | 26 | 27 | 28 | 29 | 30 |
| - | - | - | - | - | - | - | - | - | -- | -- | -- | -- | -- | -- | -- | -- | -- | -- | -- | -- | -- | -- | -- | -- | -- | -- | -- | -- | -- |

### 1 november
- Paul Van Zummeren (57), Belgisch schrijver, journalist en meteoroloog

### 2 november
- Charles Sheffield (67), Amerikaans schrijver

### 3 november
- Piebe Bakker (73), Nederlands dirigent

### 6 november
- Folke Frölén (94), Zweeds ruiter
- Michel Majerus (35), Luxemburgs kunstenaar
- Alfonso Martínez Domínguez (80), Mexicaans politicus

### 7 november
- Rudolf Augstein (79), Duits journalist
- James Grier Miller (86), Amerikaans bioloog

### 8 november
- John Goossens (57), Belgisch bestuurder
- Johannes Langenberg (79), Nederlands marineofficier

- Querube Makalintal (91), Filipijns rechter
- Georges Sénéca (65), Belgisch politicus
- Fie Werkman (87), Nederlands kunstenaar

### 9 november
- Adrian Aeschbacher (90), Zwitsers pianist
- Jan Hulsker (95), Nederlands kunsthistoricus

### 11 november
- Frances Ames (82), Zuid-Afrikaans neuroloog, psychiater en mensenrechtenactivist
- Gust Gils (78), Belgisch dichter
- Dick van Putten (84), Nederlands regisseur

### 12 november
- André Batenburg (80), Nederlands bankier
- Raoul Diagne (82), Frans voetballer en voetbalcoach
- Károly Doncsecz (84), Hongaars pottenbakker
- Johannes Kerkorrel (42), Zuid-Afrikaans muzikant en journalist

### 13 november
- Roland Hanna (69), Amerikaans jazzmusicus
- Juan Alberto Schiaffino (77), Uruguayaans-Italiaans voetballer

### 14 november
- Eddie Bracken (87), Amerikaans acteur
- Leopold Schaeken (76), Belgisch wielrenner

### 15 november
- Myra Hindley (60), Brits crimineel
- Sohn Kee-chung (88), Japans-Koreaans atleet

### 17 november
- Abba Eban (87), Israëlisch politicus en ambassadeur
- Piet Smits (79), Nederlands politicus
- Adriaan Verhulst (73), Belgisch geschiedkundige en flamingant

### 18 november
- Klaas Boon (87), Nederlands altviolist
- James Coburn (74), Amerikaans filmacteur

### 19 november
- Alexandre de Merode (68), Belgisch sportbestuurder

### 20 november
- Kachi Asatiani (55), Sovjet-Georgisch voetballer
- Louis van den Bogert (78), Nederlands voetballer

### 21 november
- Carlitos (80), Braziliaans voetballer
- Jacob de Jonge (67), Nederlands burgemeester

### 22 november
- Parley Baer (88), Amerikaans acteur en radiodiskjockey
- Amílcar de Castro (82), Braziliaans beeldhouwer en graficus
- Arne Mellnäs (69), Zweeds componist

### 23 november
- Boudewijn Büch (53), Nederlands schrijver en presentator
- Roberto Matta (91), Chileens kunstenaar

### 24 november
- Lili Byvanck-Quarles van Ufford (95), Nederlands archeologe
- Firmin De Smul (91), Belgisch burgemeester
- Richard Lazarus (80), Amerikaans psycholoog
- John Rawls (81), Amerikaans filosoof

### 25 november
- Vladimír Janda (74), Tsjechisch arts
- Karel Reisz (76), Tsjechisch-Brits regisseur

### 26 november
- Fernanda Gattinoni (95), Italiaans modeontwerper.[3]

### 27 november
- John McLevy (75), Brits jazzmusicus

### 28 november
- Ed Mathieu (62), Nederlands voetballer
- Lennaert Nijgh (57), Nederlands liedjesschrijver

### 29 november
- Daniel Gélin (81), Frans acteur
- Trui van Lier (88), Nederlands verzetsstrijder
- Eduard Reeser (94), Nederlands muziekwetenschapper

## December

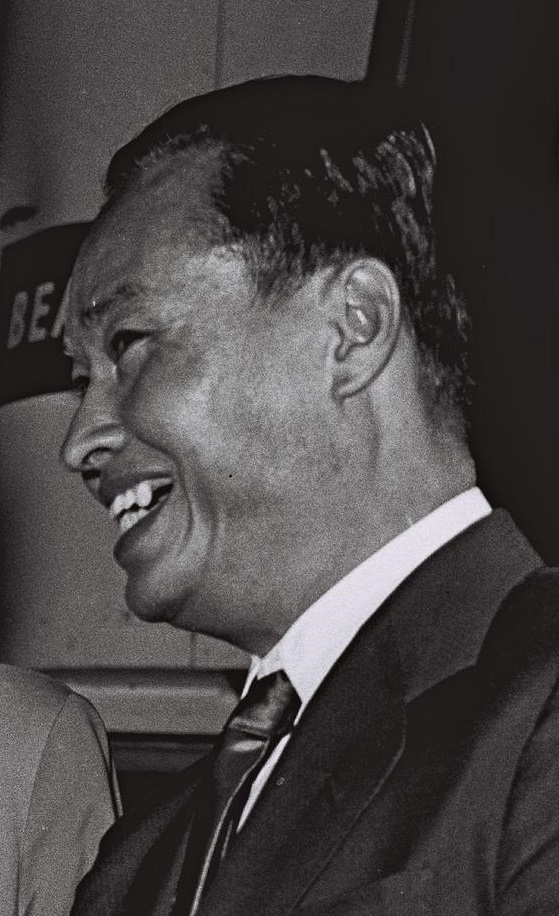
Ne Win
5 december

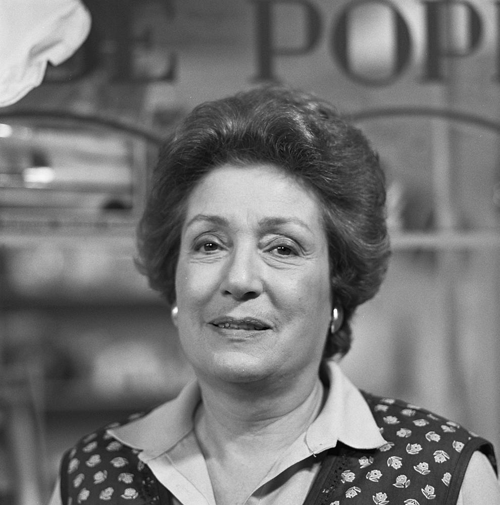
Lies de Wind
13 december

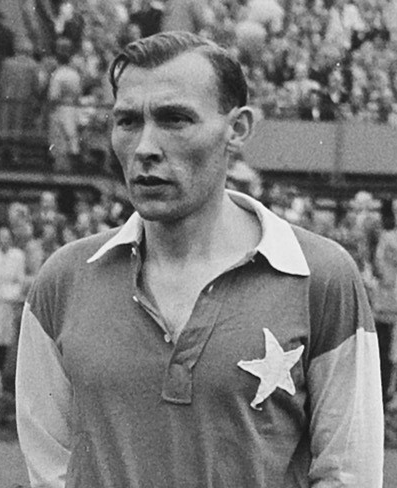
Jeu van Bun
21 december

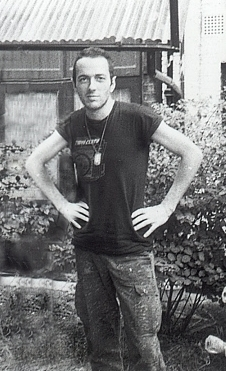
Joe Strummer
22 december

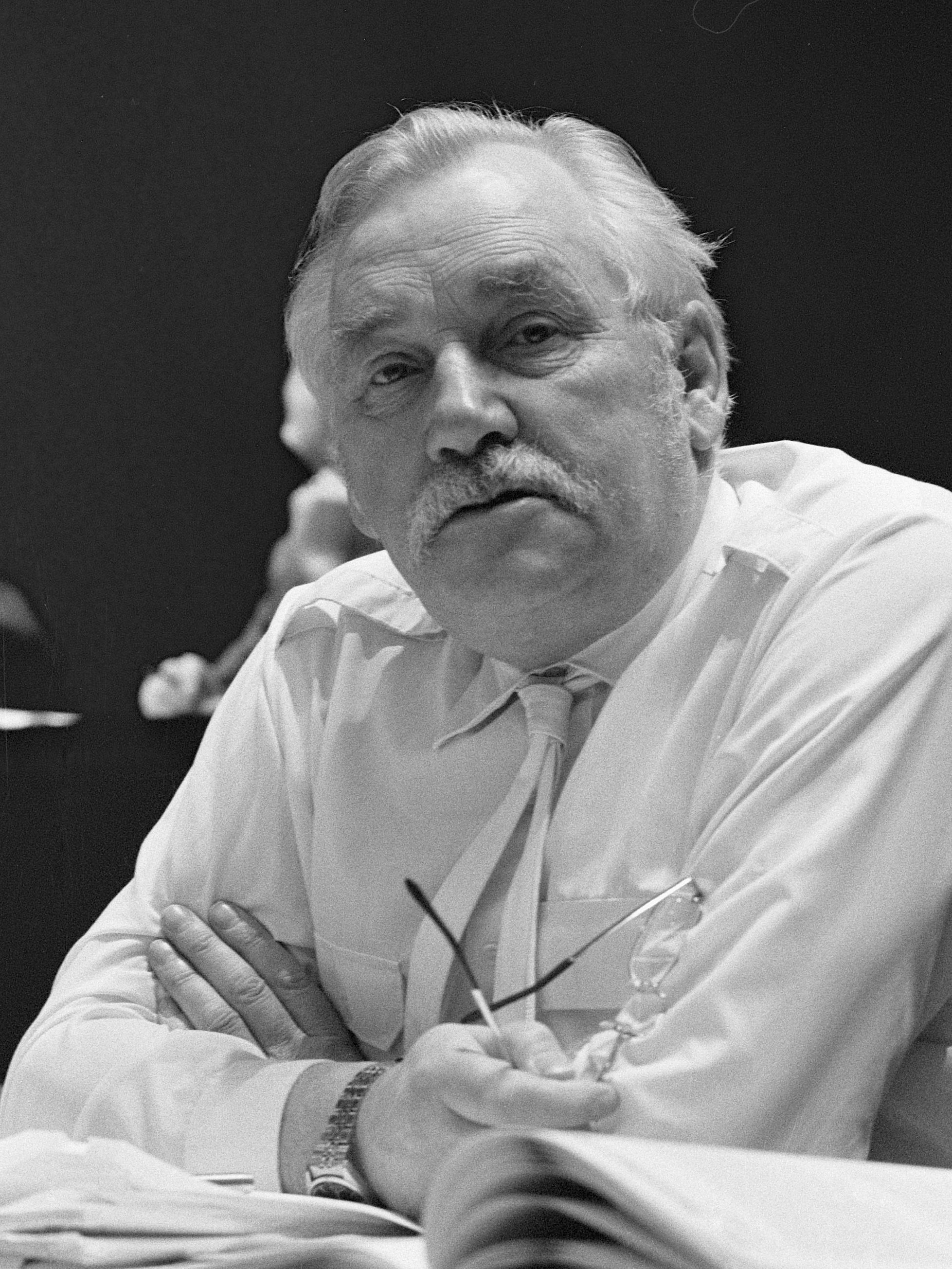
Jaap van de Scheur
26 december

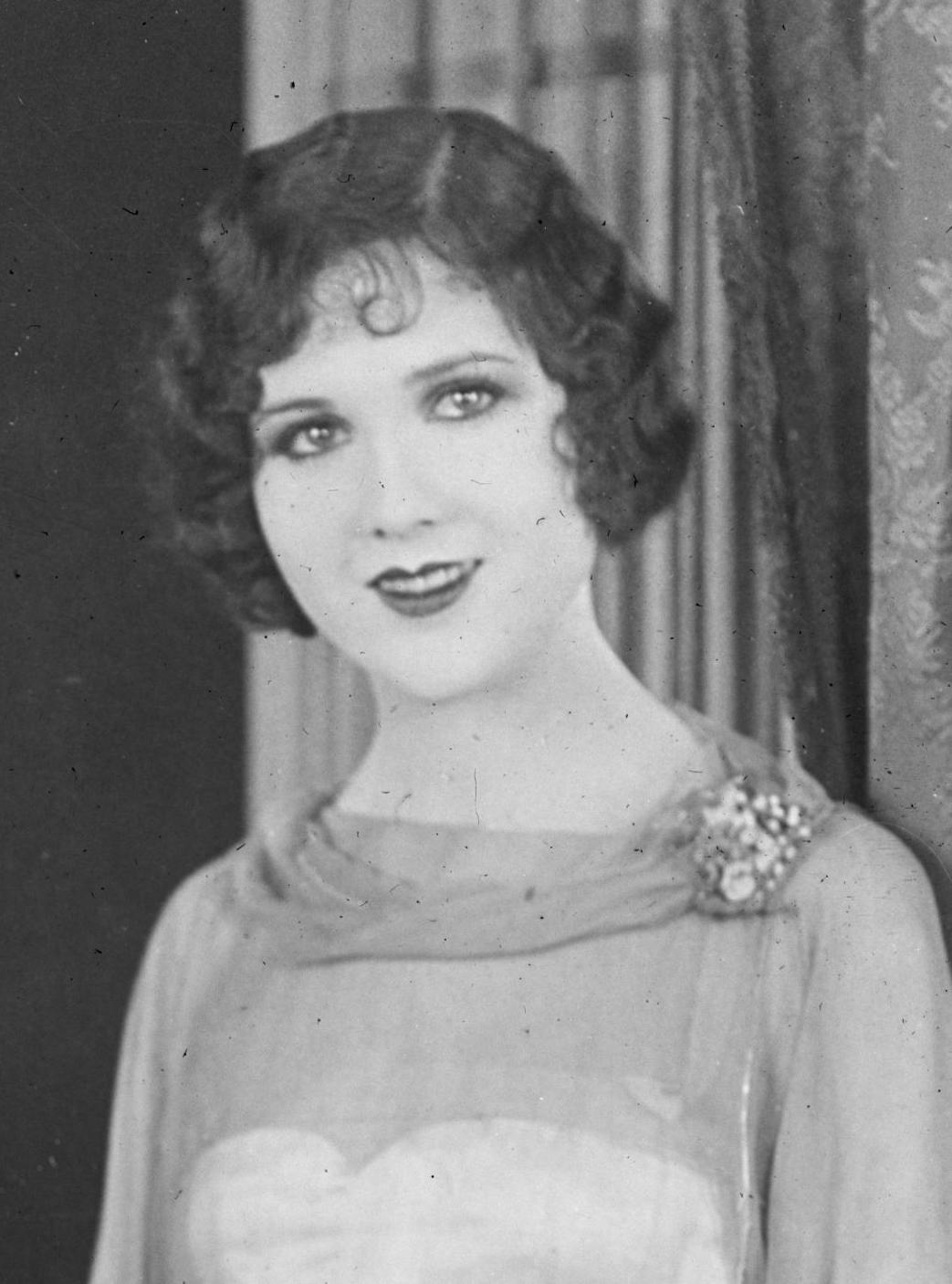
Mary Brian
30 december

| 1 | 2 | 3 | 4 | 5 | 6 | 7 | 8 | 9 | 10 | 11 | 12 | 13 | 14 | 15 | 16 | 17 | 18 | 19 | 20 | 21 | 22 | 23 | 24 | 25 | 26 | 27 | 28 | 29 | 30 | 31 |
| - | - | - | - | - | - | - | - | - | -- | -- | -- | -- | -- | -- | -- | -- | -- | -- | -- | -- | -- | -- | -- | -- | -- | -- | -- | -- | -- | -- |

### 2 december
- Ivan Illich (76), Oostenrijks filosoof en theoloog
- Mal Waldron (77), Amerikaans jazzpianist en -componist

### 3 december
- Klaus Löwitsch (66), Duits acteur
- Thees Meesters (94), Nederlands kunstenaar
- Glenn Quinn (32), Iers-Amerikaans acteur
- Tëmeta Wetaru (87), Surinaams-Indiaans verteller

### 5 december
- Einar Skinnarland, (84), Noors verzetsstrijder en waterbouwkundige
- Ne Win (91), president van Birma

### 6 december
- Joanna Turcksin (112), oudste inwoner van België
- Rolph Gonsalves (70), Nederlands jurist

### 7 december
- Paddy Tunney (81), Brits-Iers zanger

### 9 december
- Josche Roverts (66), Nederlands kunstschilder
- Henk Stam (80), Nederlands componist en pianist

### 10 december
- Henri Schlitz (72), Belgisch burgemeester

### 11 december
- Domocao Alonto (88), Filipijns politicus
- Arthur Metcalfe (64), Brits wielrenner
- Daniël Mortier (68), Belgisch sportjournalist

### 12 december
- Joop Beljon (80), Nederlands lithograaf en beeldhouwer
- Brad Dexter (85), Amerikaans acteur
- Rudi Getrouw (74), Surinaams kunstenaar

### 13 december
- Leonardo Mondadori (56), Italiaans uitgever
- Lies de Wind (82), Nederlands actrice

### 14 december
- Salman Radoejev (35), Tsjetsjeens krijgsheer

### 15 december
- Jan Pieter Bos (111), oudste man van Nederland

### 16 december
- Dorthy de Rooij (56), Nederlands organist, componist en muziekpedagoog

### 18 december
- Lucy Grealy (39), Iers-Amerikaans dichter
- Kees de Groen (72), Nederlands burgemeester

### 19 december
- Henri Arnoldus (83), Nederlands schrijver
- George Weller (95), Amerikaans journalist en schrijver

### 20 december
- Frans Stapert (45), Nederlands slavist, uitgever en vertaler
- Jan Van Houtte (89), Belgisch historicus

### 21 december
- Jeu van Bun (84), Nederlands voetballer

### 22 december
- Willy Kment (89), Oostenrijks voetballer en voetbaltrainer
- Joe Strummer (50), Brits zanger
- Gabrielle Wittkop (82), Frans schrijfster en journaliste

### 23 december
- Tatamkhulu Afrika (82), Zuid-Afrikaans dichter en schrijver
- Bep du Mée (88), Nederlands atlete

### 24 december
- Lex Braamhorst (74), Nederlands presentator
- Billy Brooks (76), Amerikaans jazztrompettist
- Luciano Chailly (82), Italiaans componist
- Erroll Fraser (52), schaatser uit de Britse Maagdeneilanden

### 25 december
- Walter Rits (53), Belgisch acteur en regisseur

### 26 december
- Jaap van de Scheur (76), Nederlands vakbondsleider
- Herb Ritts (50), Amerikaans modefotograaf

### 27 december
- Truid Blaisse-Terwindt (85), Nederlands hockey- en tennisspeelster
- George Roy Hill (81), Amerikaans regisseur

### 29 december
- Mae Harrington (113), oudste persoon ter wereld
- Robert Wierinckx (87), Belgisch wielrenner

### 30 december
- Mary Brian (96), Amerikaans actrice
- Paul De Vidts (80), Belgisch politicus

### 31 december
- Aat Breur-Hibma (89), Nederlands tekenares en schilderes
- Flaviano Vicentini (60), Italiaans wielrenner

## Datum onbekend
- Ernest Blake (90), Brits waterpolospeler (overleden in december)
- Gérson dos Santos (79 of 80), Braziliaans voetballer
- Bea Van Buggenhout (56), Belgisch hoogleraar

1900 ·
1901 ·
1902 ·
1903 ·
1904 ·
1905 ·
1906 ·
1907 ·
1908 ·
1909 ·
1910 ·
1911 ·
1912 ·
1913 ·
1914 ·
1915 ·
1916 ·
1917 ·
1918 ·
1919 ·
1920 ·
1921 ·
1922 ·
1923 ·
1924 ·
1925 ·
1926 ·
1927 ·
1928 ·
1929 ·
1930 ·
1931 ·
1932 ·
1933 ·
1934 ·
1935 ·
1936 ·
1937 ·
1938 ·
1939 ·
1940 ·
1941 ·
1942 ·
1943 ·
1944 ·
1945 ·
1946 ·
1947 ·
1948 ·
1949 ·
1950 ·
1951 ·
1952 ·
1953 ·
1954 ·
1955 ·
1956 ·
1957 ·
1958 ·
1959 ·
1960 ·
1961 ·
1962 ·
1963 ·
1964 ·
1965 ·
1966 ·
1967 ·
1968 ·
1969 ·
1970 ·
1971 ·
1972 ·
1973 ·
1974 ·
1975 ·
1976 ·
1977 ·
1978 ·
1979 ·
1980 ·
1981 ·
1982 ·
1983 ·
1984 ·
1985 ·
1986 ·
1987 ·
1988 ·
1989 ·
1990 ·
1991 ·
1992 ·
1993 ·
1994 ·
1995 ·
1996 ·
1997 ·
1998 ·
1999 ·
2000 ·
2001 ·
2002 ·
2003 ·
2004 ·
2005 ·
2006 ·
2007 ·
2008 ·
2009 ·
2010 ·
2011 ·
2012 ·
2013 ·
2014 ·
2015 ·
2016 ·
2017 ·
2018 ·
2019 ·
2020 ·
2021 ·
2022 ·
2023 ·
2024 ·
2025